# St-Pierre-St-Paul (Villeneuve-lès-Maguelone)
Saint-Pierre-et-Saint-Paul de Maguelone ist eine ehemalige Kathedrale und Abteikirche auf der Insel Maguelone im südfranzösischen Département Hérault in der Region Okzitanien.
Das imposante, im 12. und 13. Jahrhundert im Stil der Romanik als Bestandteil eines umfangreichen Klosters und Bischofssitzes errichtete ehemals wehrhafte Kirchengebäude war einst der Sitz einer der einflussreichsten Diözesen Frankreichs. Im Itinerarium Antonini (Anfang 3. Jahrhundert!) wurde Maguelone bereits als Civitas erwähnt.
Die Kathedrale wurde im Jahr 1840 als Monument historique klassifiziert und steht als solches unter Denkmalschutz.
Das Kulturdenkmal und der frühere Bischofssitz fanden als Schauplatz Eingang in den Roman „Die schöne Magelone“ aus dem 15. Jahrhundert.

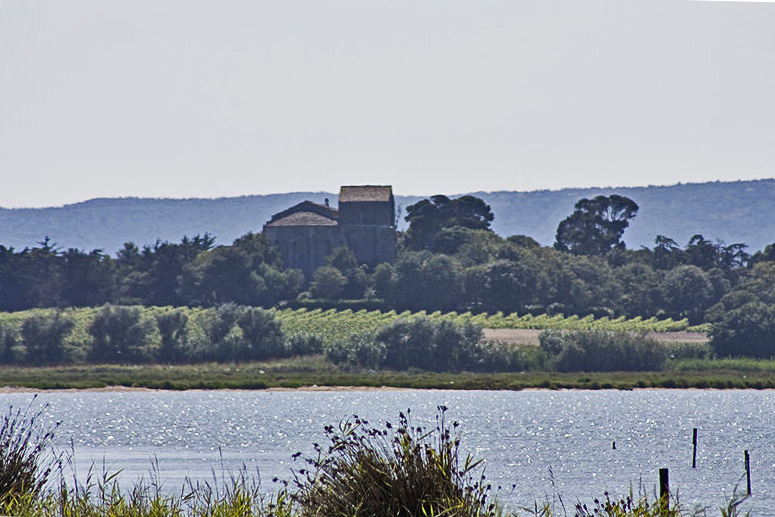
Saint-Pierre-et-Saint-Paul de Maguelone, Insel von Osten

Maguelone am Ende des Mittelalters. Grafik

## Lage
Die seit dem Altertum bewohnte Insel Maguelone (lat. Insula Magalona) entstand aus einem ehemaligen Vulkankrater aus Basaltgestein.
Um 6500 bis 2500 Jahre vor Christus bildete sich entlang der Mittelmeerküste eine sandige Nehrung, die sich von Aigues-Mortes bis Agde erstreckte. Dabei entwickelte sich auf deren Landseite ein ausgedehntes Flachmeer aus Lagunen, das die Insel Maguelone vollkommen einschloss. Sie war seit dem Mittelalter über einen Damm und eine Brücke mit dem Land verbunden. Beide existieren heute jedoch nicht mehr. Maguelone liegt heute ca. 3 Kilometer südöstlich von Villeneuve-lès-Maguelone und etwa 10 Kilometer (Luftlinie) südlich des Stadtkerns von Montpellier und ist von Osten über die Nehrung von Palavas-les-Flots aus zu erreichen.

## Geschichte

### Westgotische Ursprünge
Auf der erhöhten Insel von Maguelone stand zunächst die Festung eines westgotischen Edelmannes, allseits geschützt von der sie umgebenden Lagune. In dessen Folge wurde dann – vielleicht schon im 3. Jahrhundert – ein Bistum Maguelone gegründet.
Maguelone wurde bereits im Itinerarium Antonini (Anfang 3. Jahrhundert) als Stadt erwähnt.

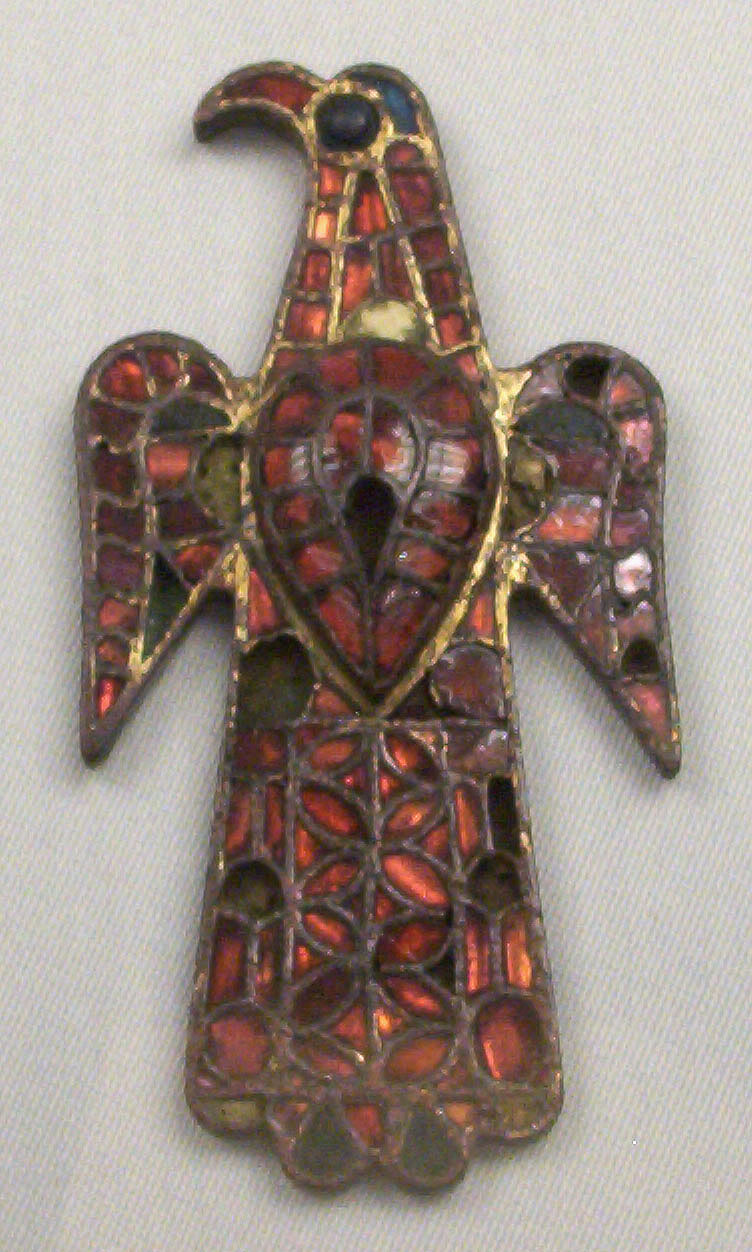
Gotische Adlerfibel

Maguelone war eine der „sieben Städte“, nach der die Region „Septimanien“ genannt wurde, oder die westliche Region der römischen Provinz Gallia Narbonensis (etwa das heutige Languedoc-Roussillon). Septimanien wurden 462 unter die Kontrolle des Westgotenreichs unter König Theoderich II. († 466) übergeben. Die sieben Städte sind heute Elne, Agde, Narbonne, Lodève, Béziers, Nîmes und Maguelone.
Die erste Bischofskirche musste bereits im 6. Jahrhundert existiert haben, da der erste bekannte Bischof Boëce (auch Boetius, Boèce oder Boecio) aus Maguelone sich im Jahr 589 beim 3. Konzil von Toledo vertreten ließ. Das plötzliche und späte Auftauchen eines neuen Bischofssitzes Maguelone scheint durch eine Neuorganisation der Provinz Narbonne ausgelöst worden zu sein, die seit dem 5. Jahrhundert von den westgotischen Königen beherrscht wurde. Ein neues von Nîmes getrenntes Bistum entsprang einer politischen Notwendigkeit. Seit dem 7. Jahrhundert gab es Grafen von Maguelone.
Unerklärt bleibt jedoch die Wahl der kleinen Insel abseits der Via Domitia, am Rande des Bistums und weit entfernt von jeder Siedlung (das antike Lattes gab es nicht mehr, und Montpellier existierte noch nicht). Lag es an der Präsenz eines antiken Hafens, wie es vor Ort gefundene gallisch-römische Reste vermuten lassen? Oder lag es daran, dass die Küste nach römischem Recht zum Ager publicus, dem öffentlichen Bereich gehörte, den sich die westgotischen Herrscher angeeignet hatten?
Wie dem auch sei, der Hafen wurde im 7. Jahrhundert vom „Geografen von Ravenna“ zitiert und seine strategische Lage galt als so wichtig, dass der westgotische König Wamba († 681/683) ihn 673 bei seinem Rückeroberungsfeldzug des Narbonnais belagerte. Man weiß zwar nichts von der ersten Kathedrale von Maguelone, aber die Entdeckung von Sarkophagen und Grabmobiliar im letzten Jahrhundert zeugte vom Vorhandensein einer Nekropole in der Nähe des Heiligtums zu Zeiten der Westgoten und Franken.

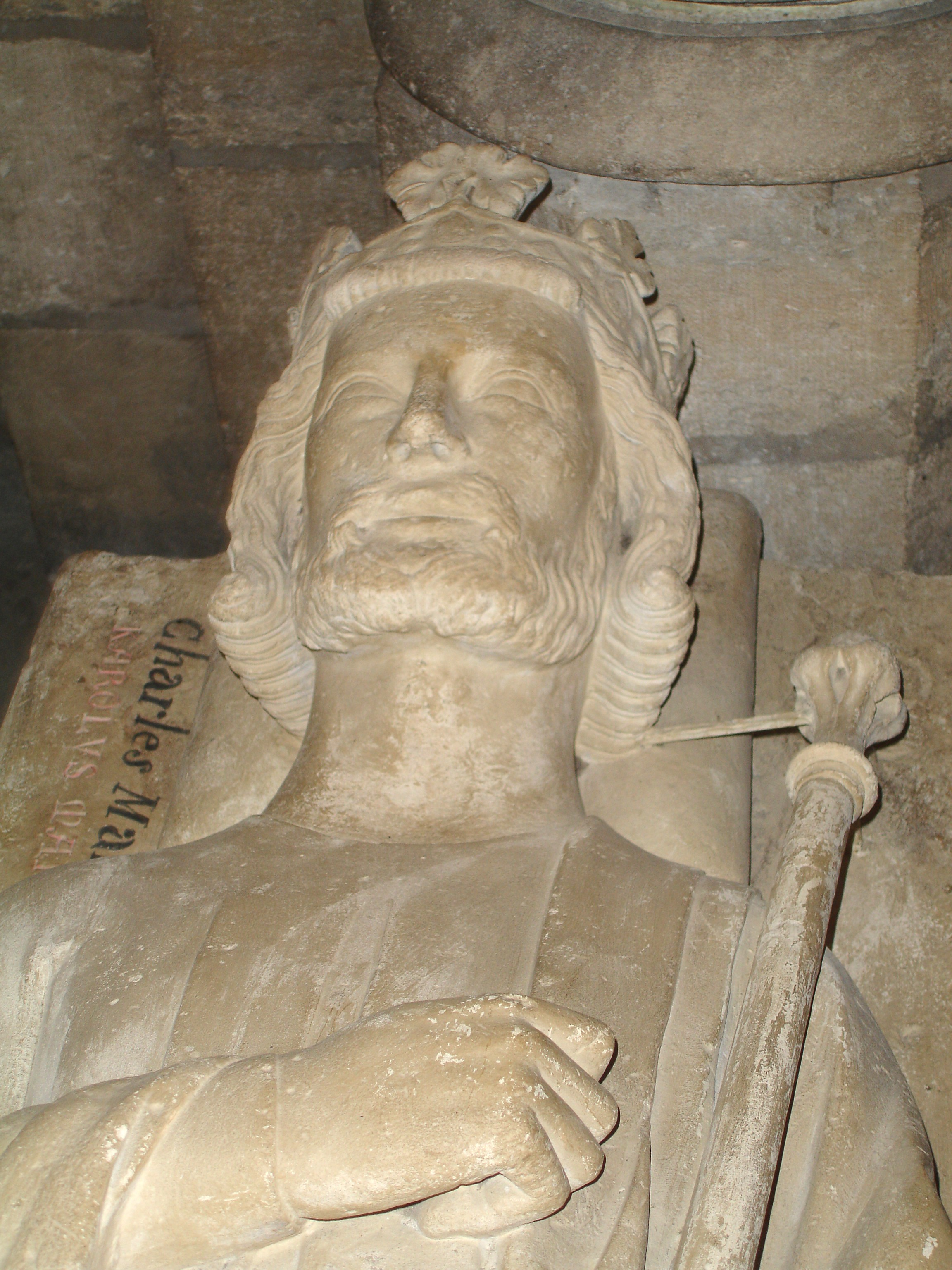
Grab von Karl Martell in St. Denis

Zu Beginn des 8. Jahrhunderts, nach dem Zusammenbruch des Königreichs Toledo, wurde die Insel von spanischen Moslems besetzt: Der in den Chroniken erwähnte Sarazenenhafen, der „Port Sarasin“, erinnert daran. Um sie zu verjagen oder auch als Vergeltung soll Karl Martell im Jahr 737, nach dem Scheitern der Eroberung Septimaniens, die Insel verwüstet haben.
Unter dessen Enkel Karl dem Großen (frz. Charlemagne) (747 oder 748 – 814) wurde der Stützpunkt der feindlichen Mauren gänzlich zerstört.
Daraufhin blieb Maguelone etwa dreihundert Jahre lang nahezu verlassen. Während sich der Graf in Melgueil, dem heutigen Mauguio (zirka 10 Kilometer östlich von Montpellier) niederließ und diesen Namen annahm, flüchteten Bischof und Klerus zum antiken Oppidum Sextantio (heute Castelnau-le-Lez am nördlichen Stadtrand von Montpellier).
Es ist offensichtlich, dass auch ohne die sarazenische Gefahr ein unsicheres Leben auf der Insel fortbestand, die 798 von Theodulph, dem Bischof von Orleans (* um 750/760; † 821), erwähnt wird, und wo nach der „Alten Chronik“ vier Kaplane, trotz der Furcht vor Piraten, noch die Messe zelebrierten.
Gegen Ende des 9. Jahrhunderts nutzten die Grafen von Maguelone / Melgueil diese Situation aus und brachten das Bistum in ihren Besitz, verfügten über dessen Einkünfte und ernannten seine Bischöfe.
Die sich im 10. Jahrhundert wiederholenden Schlachten zwischen den Franken und Sarazenen zwangen die restlichen Bewohner Maguelones auf das Festland zu gehen, wobei der Bischof und die Verwaltung zuerst im neu entstandenen Villeneuve-lès-Maguelone und später in Castelnau-le-Lez Zuflucht gefunden haben.

### Das Erwachen im 11. Jahrhundert: ein Werk des großen Arnaud
Im Jahr 1033 erhielt Bischof Arnaud I. vom Papst Benedikt IX. eine Bulle mit der Mitteilung, er könne die Kathedrale, das Kloster und die nötigen Bauten wiederherstellen lassen. Das Episkopat (1030–1060) des Reformprälaten und einer der zahlreichen Erbauer in der ersten romanischen Epoche war geprägt von seiner Rückkehr auf die Insel und die der Kanoniker (Domherren).
Maguelone erhielt damals den besonderen Charakter, den es während seiner ganzen Geschichte bewahren sollte: den eines kleinen, sehr stark befestigten Bischofssitzes, ohne räumliche Anbindung an eine Stadt und von der Diözese isoliert. Um den Willen seiner endgültigen Rückkehr zu unterstreichen, veranlasste er unverzüglich den Neubau der Kathedrale, die bereits gut zwanzig Jahre später im Jahr 1054 geweiht werden konnte, wie auch die Konventsgebäude des Kapitels.

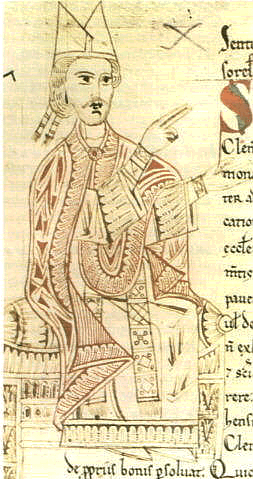
Gregor VII., aus einem Manuskript des 11. Jh.

Von diesen ersten romanischen Gebäuden besteht heute nur noch der Turm mit der St-Augustin-Kapelle auf der Südseite der Kathedrale des 12. Jahrhunderts, im Winkel zwischen Lang- und Querhaus. Zur Verteidigung der Gebäude des Bischofssitzes mit seiner Kathedrale gegen die Angriffe der Moslems, ließ Bischof Arnaud sie mit einer Wehrmauer umgeben, die in den Chroniken als „Eisentürmantel“ bezeichnet wird. Zu dieser Zeit ließ er auch die Insel mit der oben erwähnten Aufschüttung eines Walls und einer gigantischen Brücke über die Lagune mit dem Festland verbinden. Das Bauwerk bestand aus gemauerten Pfeilern, die durch bei Unwettern überschwemmbaren hölzernen Stegen verbunden waren. Mit deren Überwachung und Instandhaltung war ein Würdenträger des Kapitels speziell beauftragt, der sogenannte „Pontanier-Kanonikus“.

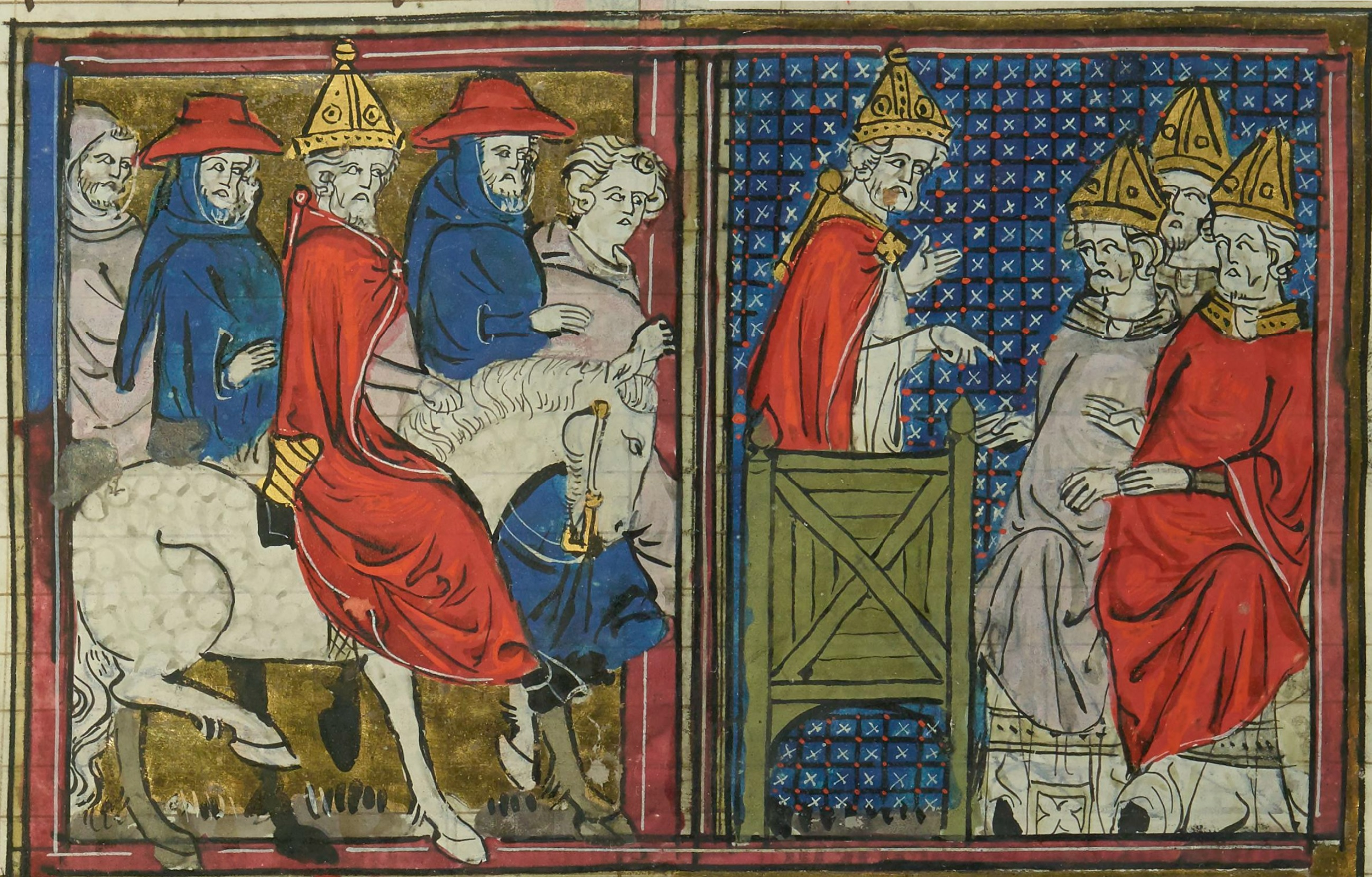
Urban II., Grafik 14. Jh.

Gegen Ende des 11. Jahrhunderts wurde das Schicksal der Insel besiegelt, das sie zeitweise zu einem Zufluchtsort der beim Kampf zwischen dem Heiligen Stuhl und dem Reich verjagten Päpste machen sollte. 1085 stellte sich Graf Pierre I. de Melgueil unter den Schutz des Papstes, indem der seine Grafschaft samt dem Bischofssitz „den Aposteln Petrus und Paulus, dem Papst Gregor VII. Und seinen Nachfolgern“ zum Geschenk machte. 1087 wurde die Schenkung von Urban II. angenommen, der die Grafschaft dem Spender als Lehen zurückgab, gegen die Zahlung eines Jahreszinses von einer Unze Gold. Der Bischofssitz wurde der „römischen Freiheit“ unterstellt, die die freie Wahl des Bischofs durch die Domherren garantierte. Der Bischof musste jedenfalls ebenso eine Unze Gold pro Jahr an Rom überweisen.
Urban II. besuchte im Jahr 1096 die Insel, proklamierte ihre Kirche zur „zweiten nach derjenigen von Rom“ und gewährte ihr das Recht zum Tragen des päpstlichen Siegels, dem Schlüssel von St-Petrus. Er versprach allen, die auf ihrem Friedhof bestattet wurden, den vollkommenen Ablass.

### Blütezeit des 12. und 13. Jahrhunderts
Als Eigentum der römischen Kirche diente Maguelone im Laufe des 12. Jahrhunderts häufig als Zufluchtsort für Päpste, die aus dem von Aufrührern bedrängten Rom und Italien geflohen waren.
Papst Gelasius II. fand im Jahr 1118 hier Aufnahme, wo er Pons de Melgueil, den Abt von Cluny, und Suger, den Abt von St-Denis empfing. Letzterer, ein feinsinniger Beobachter, schrieb: „Es ist eine schmale Insel, auf der nur der Bischof und seine Geistlichen mit wenig Gefolge hausen. Sie ist bescheiden, isoliert und arm, aber gut befestigt gegen die Attacken der Sarazenen, die unabhängig das Meer heimsuchen:“

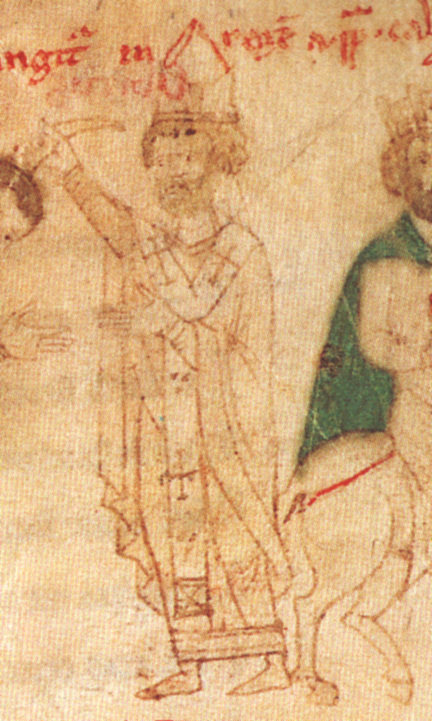
Calixt II. - Grafik von 1196

In Maguelone weilten die Päpste Calixt II. (1119), Innozenz II. (1130) und Alexander III. (1163 und 1165). Letzterer weihte 1163 den Hauptaltar der Kathedrale, deren Chorapsis soeben fertiggestellt worden war.
Trotz gelegentlicher Streitigkeiten zwischen Bischof und Kapitel wegen der Teilung der Einkünfte, oder der Anfechtung von Wahlen (seit den 90er Jahren des 11. Jahrhunderts wurden Bischof, Propst, Archidiakon und Sakristan aus den Reihen der Kanoniker gewählt) erlebte Maguelone drei Jahrhunderte lang einen gewissen Wohlstand, begünstigt durch die Einnahmen der Salinen, die Gebühren für den Fischfang in der Lagune und die Benutzung der Kanäle.
Reichtum und Prestige führten im 12. Jahrhundert zum Neubau einer größeren Kathedrale, eines zweigeschossigen Kreuzgangs, von den Konventsgebäuden umschlossen, eines Hauses für den Bischof und seiner illustren Gäste sowie neuer Räumlichkeiten für eine sorgsame Besucherbetreuung, ein gewaltiges Unterfangen, das von drei zielstrebigen Prälaten zügig realisiert wurde, von dessen Fortschritt die „Alte Chronik von Maguelone“ berichtet. Wegen ihrer exponierten Lage an der Küste, den Angriffen der Sarazenen ausgesetzt, wurde sie als Wehrkirche konzipiert.

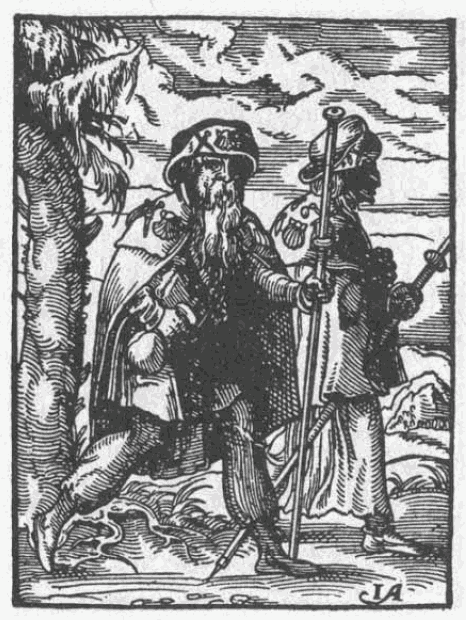
Jakobspilger, Holzschnitt von 1568

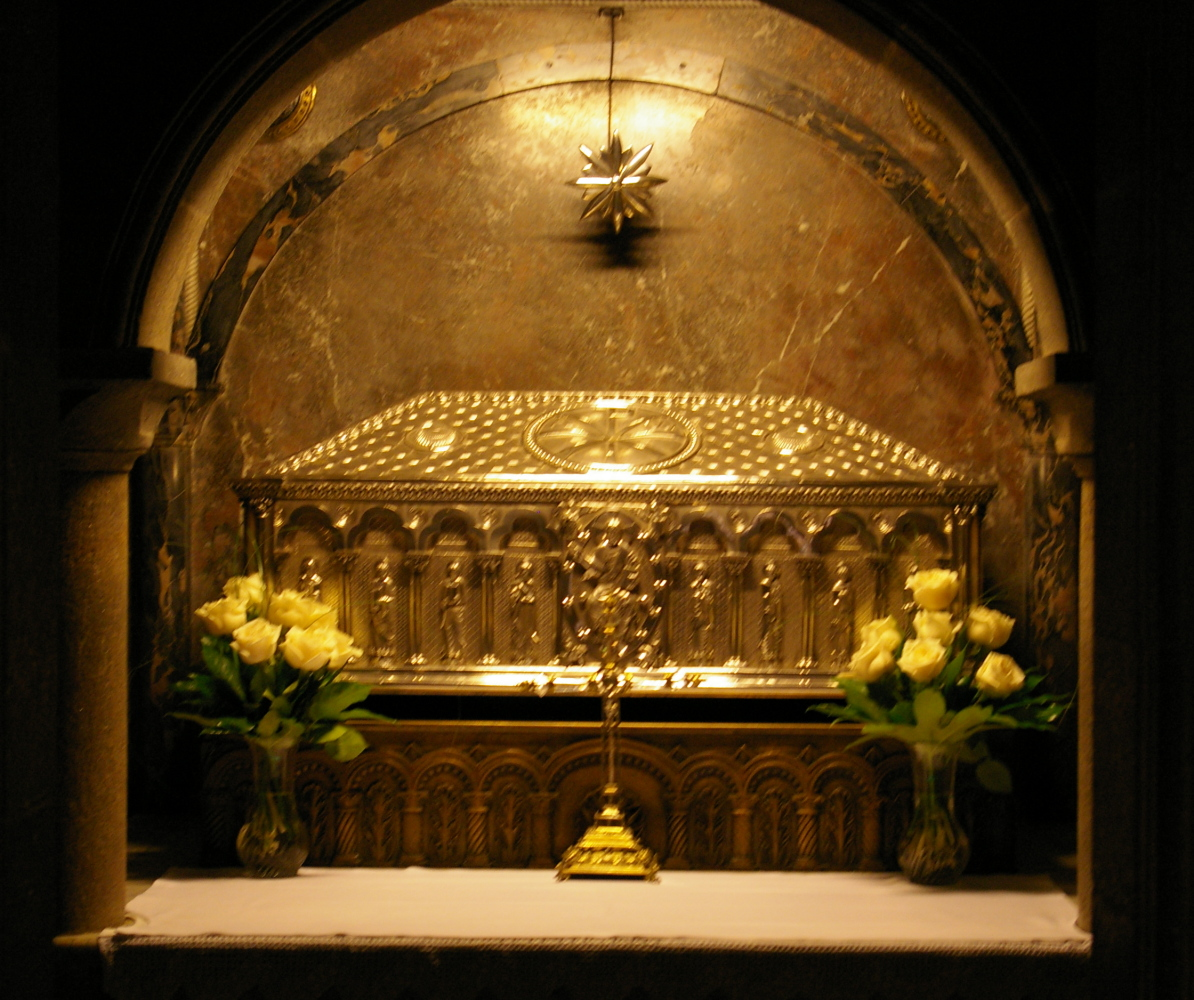
Jakobsgrab, Santiago-de-Compostela

Die Hauptarbeiten fielen in die Blütezeit der Wallfahrten zum Grab des Apostels Jakobus des Älteren in Santiago de Compostela in der ersten Hälfte des 12. Jahrhunderts, in der die Pilger jährlich zu Hunderttausenden über die Pyrenäen nach Süden zogen. In dieser Zeit organisierten vor allem Mönchsgemeinschaften, wie etwa die Benediktiner von Cluny, die Abwicklung der Wallfahrt. Es formierten sich vier Hauptrouten und ein Netz von Nebenrouten, an denen Kirchen, Klöster, Hospize, Herbergen und auch Friedhöfe entstanden oder erweitert wurden.
So war auch Maguelone eine recht bedeutende Station des Jakobsweges an der südlichsten Hauptroute der Via Tolosana, mit dem Ausgangsort Arles, über Toulouse und Oloron weiter südwestwärts durch Spanien, und die Mönchsgemeinschaft konnte mit seinem Kirchenneubau und dessen Reliquien an der Spendenwilligkeit der Jakobspilger teilhaben.
Der Bischof Gautier de Lille (de. Walter von Lille) (1104–1129) ließ zunächst in der ersten Hälfte des 12. Jahrhunderts den befestigten Chor aus drei Apsiden mit einem weit ausladenden Querhaus erstellen. Im Norden des Kirchenschiffs entstanden gleichzeitig die ersten Abschnitte der zweigeschossigen Konventsgebäude um den weiträumigen Kreuzgang, unter anderem das Refektorium (Speisesaal), die Küche und Vorratsräume im Erdgeschoss und das Dormitorium (Schlafsaal) der Domherren im Obergeschoss, alles Baulichkeiten, die vom sogenannten „Eisentürmantel“ aus dem 11. Jahrhundert geschützt wurden.
Diese Bauarbeiten wurden von seinem Nachfolger, dem Bischof Raymond I. (1129–1158) fortgesetzt, und zwar mit der Errichtung des Hauptaltars und des Bischofsstuhls in der Chorapsis und dem Hochführen der beiden Wehrtürme über den Querschiffarmen. Darüber hinaus wurden die äußeren Strebepfeiler knapp unter der Höhe der Wandkronen mit Schwibbögen verbunden, auf denen Wehrattiken mit Zinnen (Brustwehr) errichtet wurden, die etwas Abstand zu den Außenwänden beließen und dadurch zu Maschikulis und Laufgängen wurden. Gleichzeitig wurden die Konventsgebäude und der Kreuzgang komplettiert, so etwa mit einem großen Kapitelsaal im Erdgeschoss. Im Kreuzganghof wurde eine Zisterne und ein Brunnen angelegt.
Der Folgebischof Jean de Montlaur (1158–1190) erkannte, dass das alte Hauptschiff der Vorgängerkirche einzustürzen drohte. In der „Alten Chronik“ heißt es: „Als er sah, dass das alte Kirchenschiff einzustürzen drohte, forderte er die Gläubigen auf, am Neubau mitzuwirken. Er sammelte dreißigtausend Sou ein und spendete seinerseits acht Klafter Weizen und Wein für die Arbeiter“. Er ließ jedenfalls das heutige dreijochige Langhaus mit 2,50 Meter dicken Seitenwänden errichten, mit den vorstehend beschriebenen Wehrausstattungen. Von der alten Kathedrale blieb heute nur die St-Augustin-Kapelle und Teile des darüber aufstehenden Turms erhalten, der damals die Wehrattiken überragte.
Gegen Ende des 12. Jahrhunderts wurde für die Chorherren die sich über die beiden ersten Joche erstreckende Empore auf Tonnen- und Kreuzgratgewölben errichtet, auf der Altäre und das Chorgestühl installiert wurden. Vermutlich beabsichtigten die Chorherren, sich beim Lesen der Messe zu isolieren, und im Winter der Kälte und Feuchtigkeit der Unterkirche zu entfliehen.
Die dabei wohl in der Nordwand des Schiffs eingelassene Treppe erschloss nicht nur die Empore, sondern auch die an der Wand anschließenden Konventsräume im Obergeschoss des Kreuzgangs, so auch das Dormitorium.
Zu Beginn des 13. Jahrhunderts, vermutlich unter Bischof Guillaume D’Autignac (oder Antignac) (1203 oder 1204–1216), wurde der Reigen der mächtigen Wehrtürme der Kathedrale um die beiden das Hauptportal auf der Westfassade flankierenden Türme ergänzt, im Süden der heute nicht mehr existierende Turm St-Jean mit der gleichnamigen Kapelle, im Norden der heute teilweise eingestürzte Bischofsturm. Der Friedhof, das Sanitätshaus, das Gästehaus, die Wirtschaftsgebäude und die Wohnungen der Kapiteldiener wurden mit einer zweiten, erheblich stärkeren Wehrmauer eingefasst, mit dem sogenannten „Holztürmantel“.

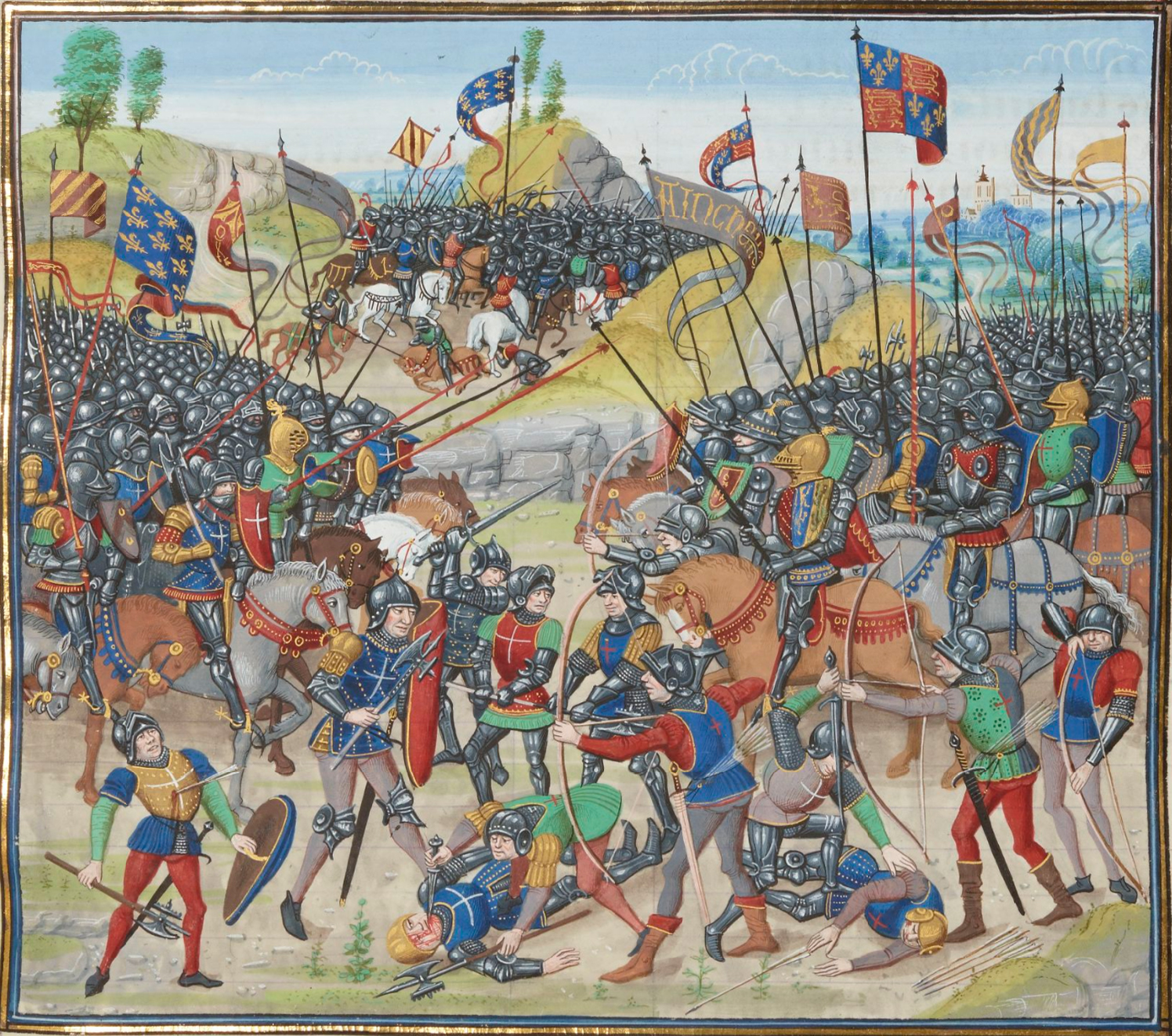
Zeitgenössische Miniatur der Schlacht von Auray (1364)

Im 13. Jahrhundert brauchte das Bistum Maguelone, wehrtechnisch gut geschützt und dank seiner Bischöfe ein Zentrum der katholischen Orthodoxie gegen die „ketzerischen“ Katharer, nicht unter dem Albigenserkreuzzug zu leiden. Archidiakon war damals der berühmt gewordene Pierre de Castelnau, Zisterzienser und päpstlicher Legat im Languedoc, dessen Ermordung 1208 in Saint-Gilles die Feindseligkeiten auslöste.
Die Grafschaft von Melgueil gelangte dann durch Heirat an Raimund VI. Graf von Toulouse, der sie 1209 dem Papst abtrat.
Der Graf hatte damit seine Lehen verloren. 1215 wurde die Grafschaft dann dem Bischof von Maguelonne gegeben. Im gleichen Jahr empfing der Bischof von Maguelone den Grafen und erhielt das Recht, Münzen zu prägen. Dies waren die „Melgueil-Taler“, die im gesamten Midi in umfangreichem Ausmaß Verwendung fanden.
Als die Streitigkeiten um Aquitanien zwischen England und Frankreich nach Mitte des 12. Jahrhunderts anhoben, gingen die Pilgerbewegungen zurück und die Kriege des 13. / 14. Jahrhunderts, vor allem der Hundertjährige Krieg (1339–1453), brachten einen dramatischen Einbruch. Die Klöster mit Pilgerkirchen mussten sich wieder auf die Wallfahrten zu ihren eigenen Reliquien beschränken.

### Niedergang im 14. und 15. Jahrhundert
Befreit von der Bedrohung durch die Grafschaften Melgueil / Toulouse hatten es die Bischöfe von Maguelone mit zwei weitaus bedrohlicheren Mächten zu tun: und zwar mit den Königen von Mallorca, die Montpellier beherrschten, und den Königen von Frankreich, deren Offiziere mit ihrem Eroberungseifer und wiederholten Besitzergreifungen die Privilegien und die Unabhängigkeit des Bistums nach und nach vernichteten.

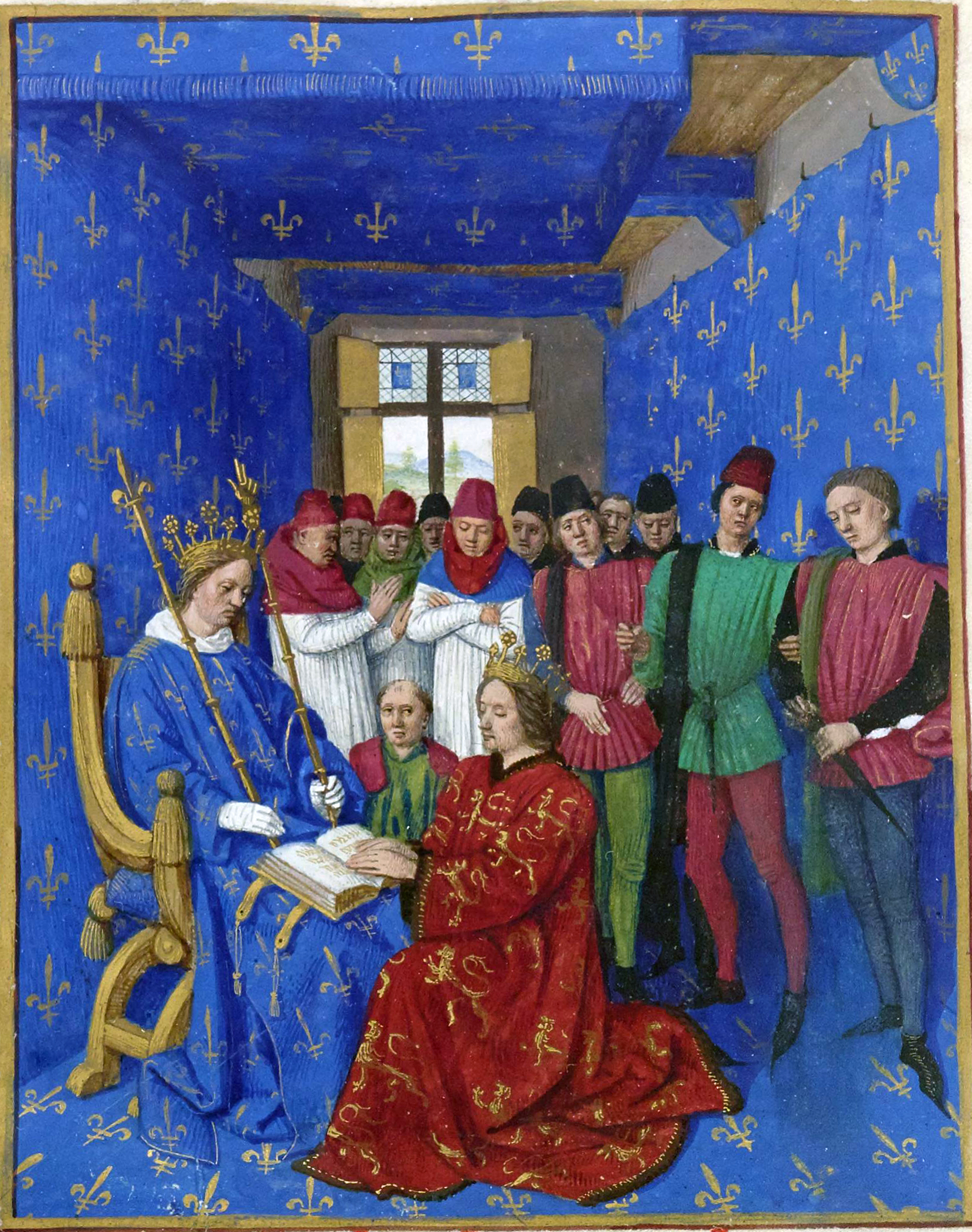
König Eduard I. von England huldigt König Philipp IV. von Frankreich

Bereits 1255 hatte der Bischof Pierre de Conques (1248–1256) die Lehnsherrschaft des Königs von Frankreich über die Stadt Montpellier anerkennen müssen. 1283 trat Bérenger de Frédol, Bischof von 1263 bis 1296, den Marktflecken Montpelliéret (später aufgelöste Nachbargemeinde) an Philipp den Schönen ab. 1349 verkaufte König Jakob II. von Mallorca seine Rechte auf Montpellier an König Philipp VI., der damit alleiniger Herrscher der Stadt wurde.
Im 14. Jahrhundert wurden die Stiftskirche Sainte-Trinité wie auch die Kapelle Saint-Blaise, die den auf der Insel lebenden Laien als Pfarrkirche diente, beide im Süden der Kathedrale, durch den Kardinal de Canillac gegründet.
Zur Regulierung des Klosterlebens erließ der Bischof Jean de Vissec (1328–1334) 1331 Reformstatuten, die interessante Informationen über die Gebräuche und den Alltag der Kanoniker liefern, die sich hier aufhalten mussten (siehe Kapitel Maguelone im Mittelalter).
Durch diese Auflagen gelang es zwar, Ordnung und Regelmäßigkeiten des kanonischen Lebens wiederherzustellen, aber sie konnten nur wenig ausrichten, was die zunehmende Anziehungskraft der sich zu einer aktiven Handels- und Universitätsstadt gewandelten Montpelliers betrifft.

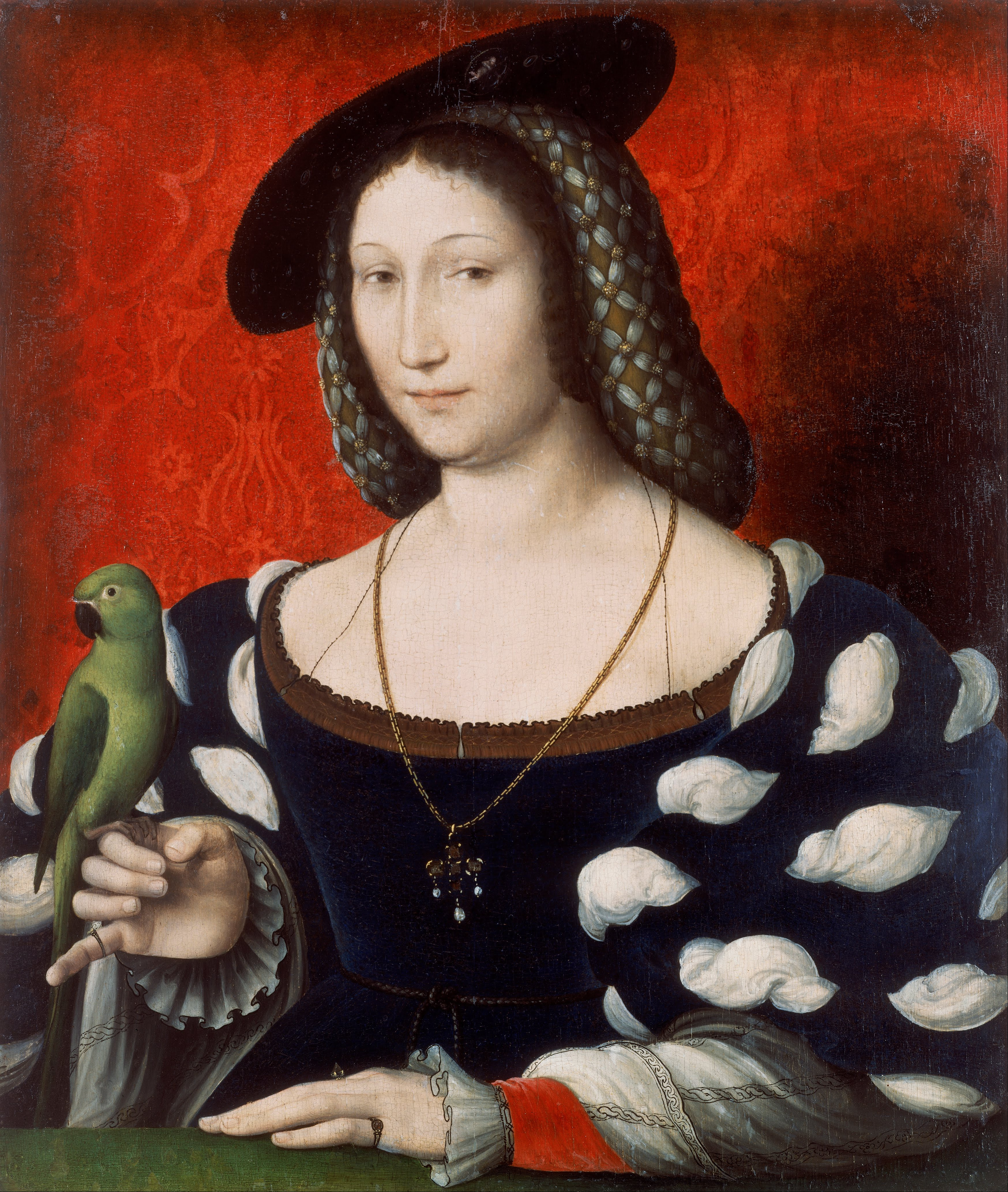
Margarete von Angoulême, um 1527

Der Hundertjährige Krieg (1339–1453) scheint Maguelone verschont zu haben, die Isolation des Bistums und die Finanzkrise erschwerten aber seine Lage. Die Verschuldung des Kapitels, die Konflikte zwischen Bischof, Domherren und Universität, die Abwesenheit der Prälaten, die aufgrund ihrer Aufgaben am päpstlichen Hof von Avignon nur selten auf die Insel kamen, führten zu Missständen und Beschwerden aller Art.

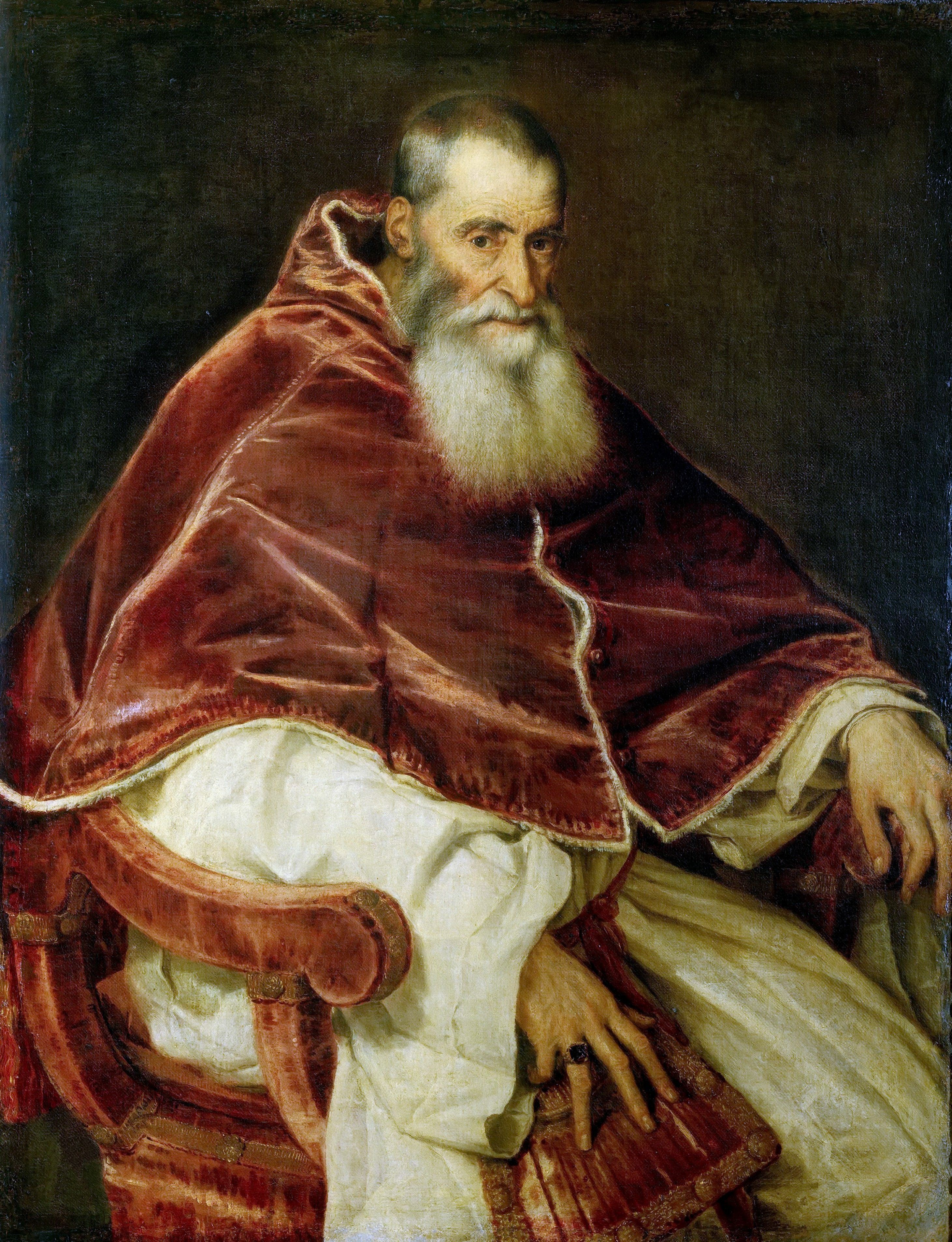
Papst Paul III., Gemälde von Tizian

Bereits im 15. Jahrhundert hatte sich in Montpellier der Bischof von Maguelone niedergelassen und überließ dem Probst und den anderen Würdenträgern der Insel die weltliche Verwaltung der Diözese und die Pflege der Gottesdienste.
Die derartige Situation erschien dem jungen und brillanten Humanisten Guillaume Pellicier (1526–1568), einem ehemaligen Geistlichen von Maguelone und Schützling von Margarete von Navarra, als unzeitgemäß. Nachdem er Bischof von Maguelone sowie Ratgeber und Botschafter von Franz I. in Rom geworden war, erreichte er im Jahr 1536 von Papst Paul III. (1534–1549) mit Unterstützung des Königs, den er auf der Insel empfangen hatte, die offizielle Verlegung des Bischofssitzes nach Montpellier. Dennoch wurden die Bischöfe von Montpellier noch bis 1602 in der Kathedrale beigesetzt.

### Aufgabe im 16. bis 19. Jahrhundert
Um die Aufgabe des Standorts des Bischofssitzes zu unterstreichen, sollten die Domherren die meisten Bauwerke verkaufen, mit der Auflage sie abzubrechen. Dieser Wunsch wurde nicht ausgeführt, so dass sich darin 1562 protestantische Truppen verschanzen konnten. Allerdings wurden sie von den königlichen Truppen verjagt, die dann über mehrere Jahre dort eine Garnison unterhielt. Gegen Ende des 16. Jahrhunderts besuchten die Brüder Platter, junge Schweizer, die in Montpellier Medizin studierten, die Insel Maguelone, und empfanden einen schmerzlichen Eindruck der Verlassenheit: Das Hospital und die Festung lagen zwar in Ruinen, aber die Gastfreundschaft wurde immer noch nach den Regeln von 1331 praktiziert.

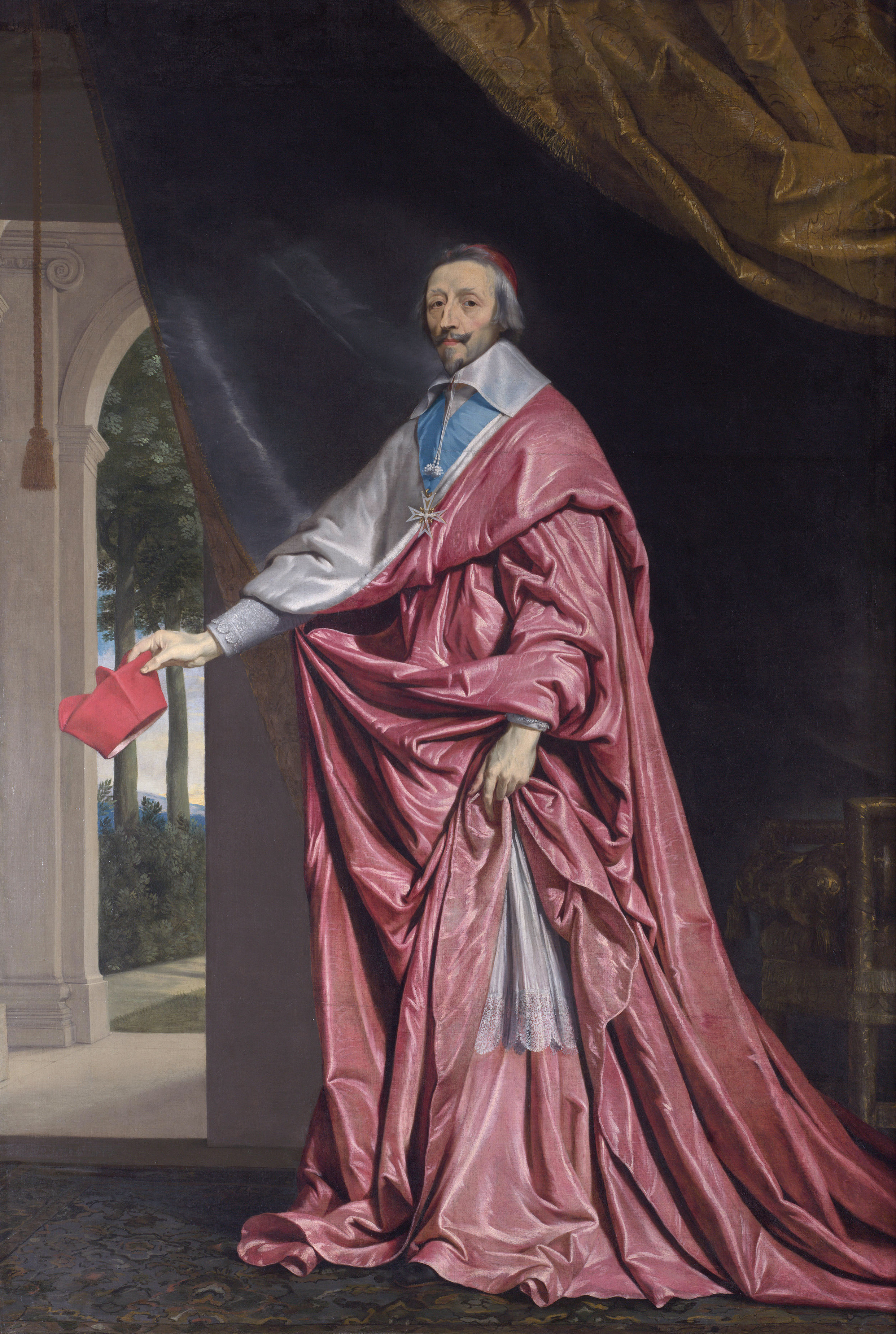
Philippe de Champaigne: Kardinal Richelieu (um 1637)

Im Jahr 1632, nach den Revolten von Rohan und Montmorency, erhielt Richelieu die königliche Erlaubnis, die mittelalterliche Festung zu zerstören, „damit die Aufständischen nicht auf diesen Ort zurückgreifen können, um die öffentliche Ordnung zu stören“, aber „ohne die Kirche und den Wohnraum des Schlosses anzurühren“. Nach der Schleifung der Befestigungsanlagen und dem Stutzen der Türme blieb nur noch die verstümmelte Kathedrale übrig und ein bescheidenes Haus für einen „armen Priester“, von dem allein der weitere Gottesdienst ausgerichtet wurde.
Die letzten Mauerreste und Naturwerksteine aus dem Abriss hat das Kapitel im Jahr 1708 verkauft und wurden dann beim Bau der Uferbefestigung des Kanals von der Rhone nach Sète verwendet, der die Lagune noch heute begleitet. So verschwanden die letzten Spuren der im 11. und 12. Jahrhundert gegen die Sarazenen erbauten Mauern, deren gewaltige Ausdehnung den Abt Suger zu Beginn des 12. Jahrhunderts so beeindruckt hatte.
1720 war der Türke Mechemet Effendi, Schatzmeister des osmanischen Sultans Ahmed III. und außerordentlicher Botschafter bei Ludwig XV., der letzte, eher unfreiwillige, illustre Gast von Maguelone. Sein Schiff wurde wegen der Pest vor Sète in Quarantäne zurückgehalten und er selbst wurde zum Zeichen der Ehrerbietung in Maguelone beherbergt.

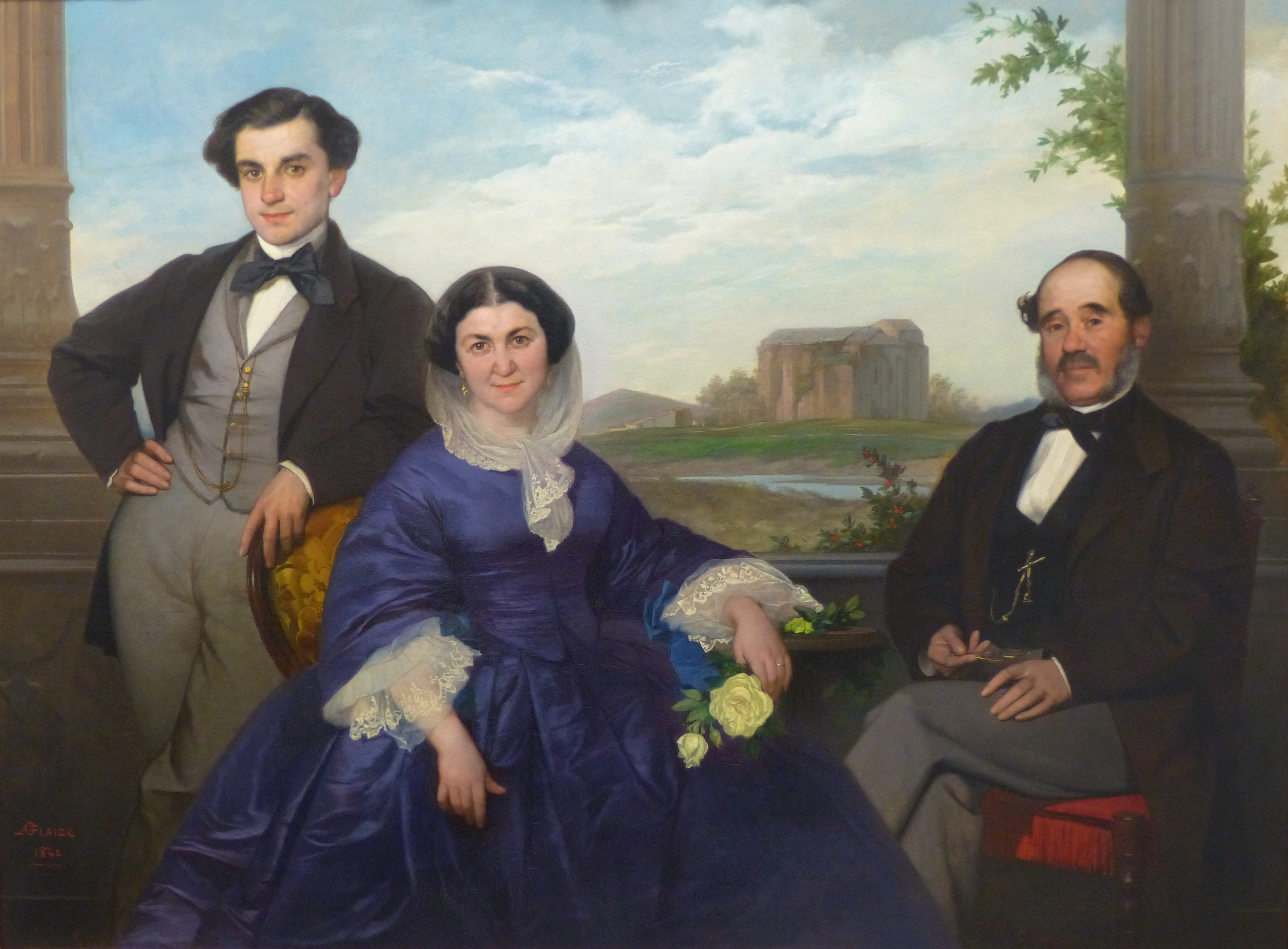
Auguste Glaize: Frédéric Fabrège und seine Eltern vor der Kathedrale von Maguelone

Das bei der Revolution (1789) konfiszierte und als Nationaleigentum verkaufte Gut von Maguelone wechselte mehrfach den Eigentümer, bevor es 1852 von Frédéric Fabrège erworben wurde. Trotz der Einstufung der Kathedrale als „Historisches Baudenkmal“ im Jahr 1840, war sie zu diesem Zeitpunkt in einem besonders desolaten und baufälligen Zustand. Der neue Eigentümer zeigte sich leidenschaftlich an dem namhaften Monument interessiert und entwickelte sich zu einem detailbewussten Historiker unermüdlichen Retter der vorhandenen baulichen Substanzen. Er führte Grabungen durch, um die Fundamente der ehemaligen Bauwerke zu finden und die Lage der 1708 dem Erdboden gleichgemachten mittelalterlichen Gebäude festzustellen. Er restaurierte die Kathedrale, richtete die Altäre und Grabmäler wieder auf, erbaute die St.-Blasius-Kapelle neu und bepflanzte die gänzlich nackte Insel mit mediterranen Baumarten, die heute zu ihrem Reiz beitragen. Ab 1875 wurden wieder Gottesdienste in der Kathedrale abgehalten.

### 20. Jahrhundert bis heute
Im Jahr 1949 schenkte die Erbin von Frédéric Fabrège die Kirche der Diözese Montpellier. Sie bleibt in ihrer waldigen Einsamkeit stiller Zeuge einer äußerst bewegten Vergangenheit und ist zwischen Agde und Saintes-Maries-de-la-Mer das schönste Beispiel einer Festungskirche, die im Mittelalter über die Küste des Languedoc wachten. Die Domäne Manguelone wird seit 1969 von der Gemeinschaft „Les Compagnons de Maguelone“ bewirtschaftet. Diese widmet sich nach dem Prinzip „Hilfe durch Arbeit“ der Arbeit mit Behinderten und hält aktuell 84 Wohn- und Arbeitsplätze vor. Des Weiteren hat sich diese Bruderschaft den Erhalt des kulturellen und ökologischen Erbes dieser Insel zum Ziel gesetzt sowie die Öffnung für die Öffentlichkeit. Die Bruderschaft organisiert jährliche Musikfestivals und Ausstellungen auf der Insel. Produkte wie selbst hergestellter Wein, Schmuck, Honig u. a. werden in einer Begegnungsstätte neben der Kathedrale zum Verkauf angeboten. Den Werkstätten ist auch ein Beherbergungsbetrieb angeschlossen.

### Aktuelle archäologische Befunde

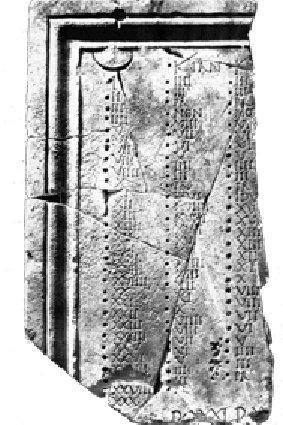
Gallo-römischer Kalender, Ausgrabung

In der zweiten Hälfte des vergangenen Jahrhunderts brachten weitere Grabungen im Bereich des Klosters, aber auch in anderen Teilen der Insel, zahlreiche gallo-römische Überreste, wie Keramik, Münzen, Handwerkszeug, Abfälle, ein Glas aus dem 6. Jahrhundert und anderes zu Tage. Eine besonders kostbare Entdeckung war das monumentale Fragment eines außergewöhnlichen römischen Kalenders aus Marmor, der offensichtlich an einem öffentlichen Gebäude ausgestellt war. Ein weiteres Stück dieser Platte fand man in einem Grab am Chorhaupt eines anderen Kirchendenkmals aus der Spätantike.
Im Jahr 1998 wurden in einem landwirtschaftlich genutzten Teil der Insel archäologische Rettungsgrabungen durchgeführt, bei denen man auf die Grundmauern einer recht umfangreichen Basilika gestoßen ist, die inmitten einer Nekropole mit zahlreichen Gräbern und Sarkophagen inner- und außerhalb des Gebäudes stand. Gefunden wurden Bestattungen unterschiedlicher Art, unter anderem mit dekorierten Gerätschaften aus Metall.
Die Luftaufnahme der Grabungsstätte führten zu einer Rekonstruktion der Basilika in Form eines Architekturmodells, die etwa wie folgt beschrieben werden kann:
Das Schiff der Basilika stand auf einem rechteckigen Grundriss, dem auf der Kopfseite eine gleich breite halbrunde Chorapsis angefügt war. Das Schiff war mit einem flach geneigten Satteldach überdeckt, die deutlich tiefere Chorapsis mit einem ebenso geneigten halben Kegeldach. Auf beiden Seiten des Schiffs schlossen sich oberflächenbündig mit der Kopfwand des Schiffs weit ausladende, im Grundriss rechteckige Kapellenanbauten an, die von Pultdächern gedeckt waren. Nur auf der linken Schiffseite folgte dem eine weitere, etwas längere Kapelle mit gleichem Dach. Auf den übrigen Seiten des Schiffs, auch auf der Fassade, umschloss eine Art pultdachgedeckter Kreuzgang das Gebäude, mit außenseitigen offenen Arkaturen.
Die Errichtung des Bauwerks konnte auf das frühe sechste Jahrhundert datiert werden. Es scheint dann im späten siebten oder innerhalb des achten Jahrhunderts zerstört und seine Lage bald daraufhin aufgegeben worden zu sein. Es gilt offensichtlich als das älteste christliche Bauwerk auf der Insel Maguelone, die aufgrund zahlreicher Funde innerhalb einer dichten Besiedlung lag, in der es weitere öffentliche Gebäude gab.
Die ehemaligen Bauwerke bestätigen die Bedeutung dieses hoch-heiligen Orts in der Spätantike, vom fünften bis ins achte Jahrhundert, und lässt die Existenz eines Bistums von Maguelone ab dem 6. Jahrhundert vermuten, mit einer großen Kirche, die sich unter der mittelalterlichen Kathedrale befand.

## Maguelone im Mittelalter

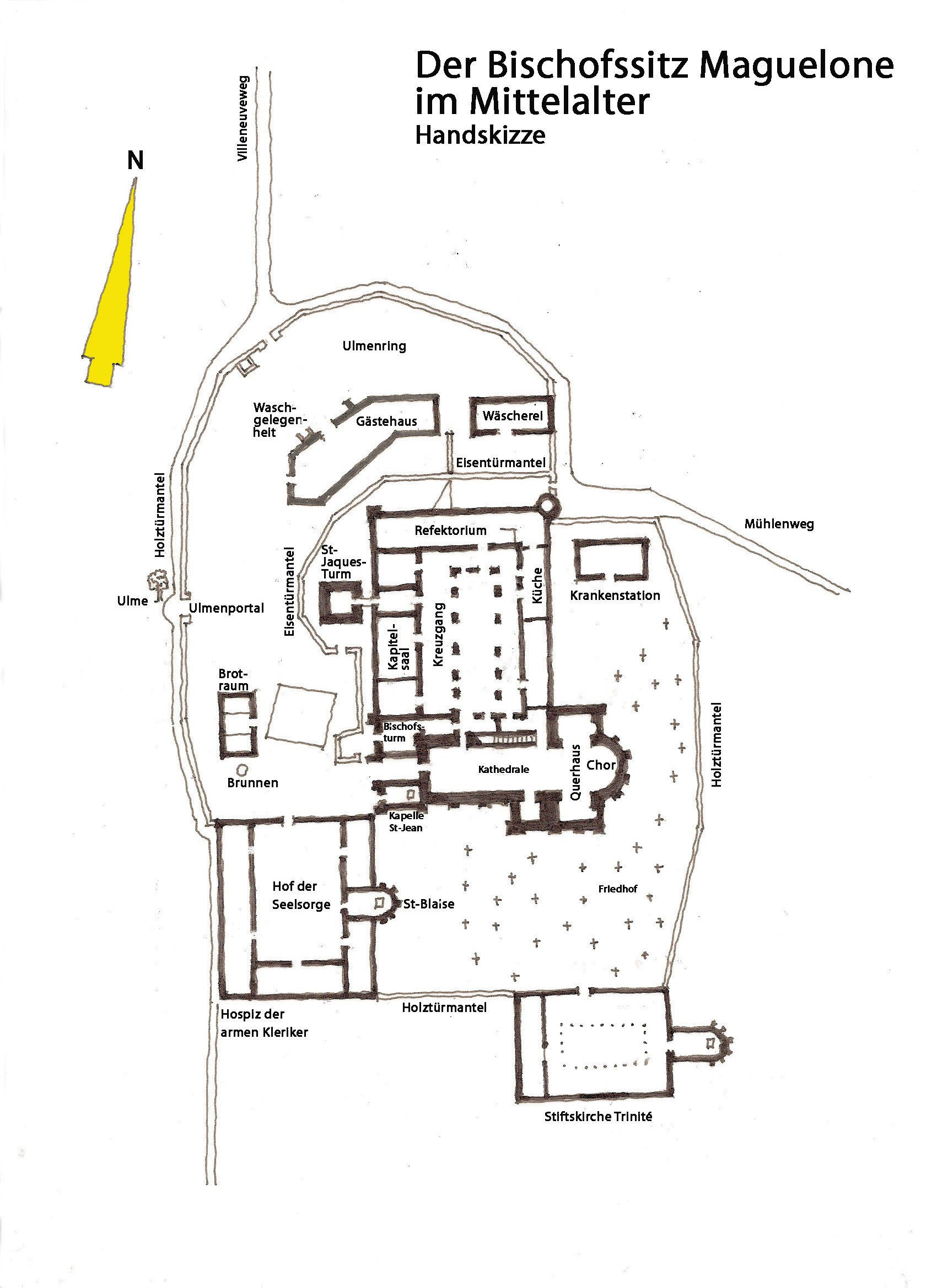
Maguelone im Mittelalter. Lageplan

Nähere Vorstellungen vom Bischofssitz und dem Leben seiner Bewohner vermitteln der von Frédéric Fabrège nach seinen Grabungen im Umfeld der Kathedrale gezeichneten Lageplan und die erhaltenen „Reformstatuten“ des Bischofs Jean de Vissec von 1331. Während der Lageplan die Lebenswelt der Kanoniker aufzeigt, liefert der Text präzise, gelegentlich auch pittoreske Auskünfte über das materielle Leben in Fragen der Sicherheit, Ernährung, Hygiene, Gästeaufnahme und Gebäudeunterhalt.
Die immerhin sechzig Kanoniker lebten in Gemeinschaft, speisten im Refektorium und schliefen gemeinsam im Saal des Dormitoriums. Der Propst, ein Würdenträger des Kapitels, war für ihre Versorgung verantwortlich. Er musste den Mitbrüdern „Brot aus reinem Weizen ohne Gerstenzumischung“ liefern und darauf achten, dass „der Wein rein, ehrlich, geruchlos und säurefrei“ war. Außer an den Fastentagen, an Advent und vor Ostern aßen die Kanoniker an drei Tagen pro Woche kein Fleisch, kamen aber an bestimmten Festtagen in den Genuss sogenannter „misericordes“ (= aufgebesserte Speisen). So standen dann etwa Rind- und Schafsfleisch, Ziegenlamm und Schinken auf der Speisekarte, als Nachspeisen gab es Feigen, Krapfen und süße Pfannkuchen. In der übrigen Zeit war Fisch die Grundnahrung, vor allem Aal aus der Lagune.

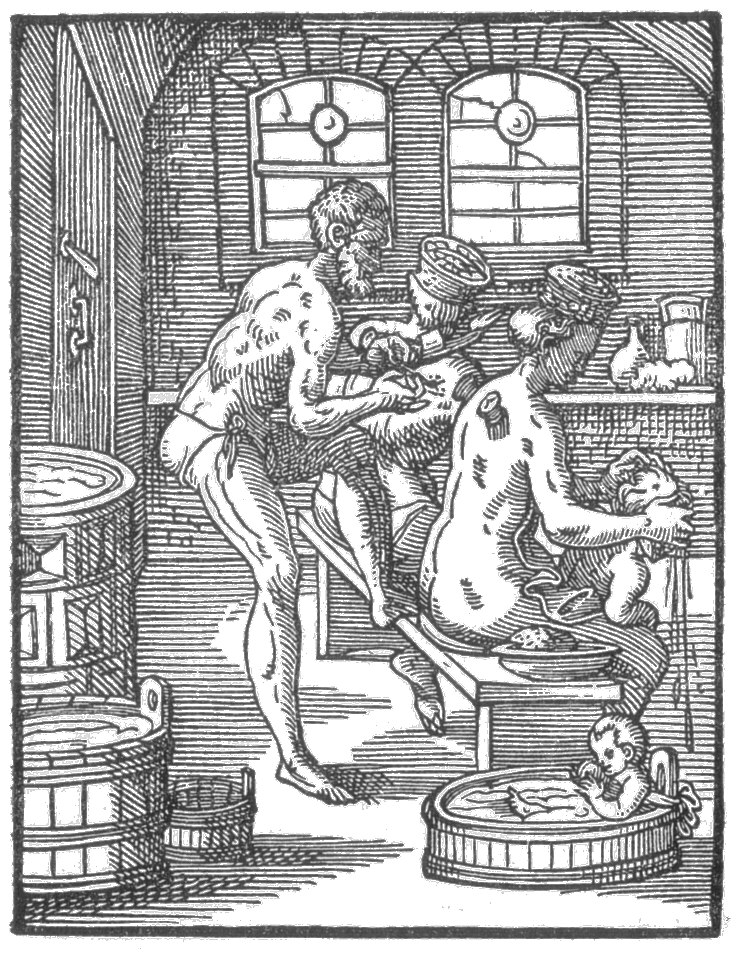
Szene in einem Badehaus, Stich von 1568

Der niedere Klerus, die Diener, Handwerker, Pilger und sonstige auf der Durchreise befindliche Gäste waren in den äußeren Gebäuden des nördlichen und westlichen Ulmenrings untergebracht und durch die äußere Wehrmauer, den sogenannten „Holztürmantel“, geschützt. Dieser schloss auch zwei Kapellen ein, die Stiftskirche Ste-Trinité und die Kapelle St-Blaise. Die dem Sanitätskanonikus unterstehende Krankenstation, am nördlichen Ende des Friedhofs, wurde von einem Arzt, oder Bader und einem Barbier betreut, die die Erkrankten pflegten, zur Ader ließen und rasierten.

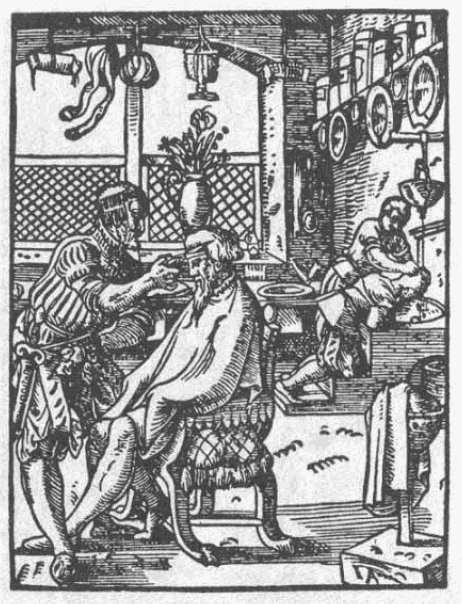
Barbier um 1568

Die Hausordnung sah auch Bäder und Waschungen vor. Der Sanitäter war gehalten „Rosenwasser zu destillieren und einen großen Bottich für die Kranken, wie auch ein Kupferbecken, zur Bekämpfung von Nierenschmerzen vorzuhalten“, eine bei diesem Seeklima sicher notwendige Maßnahme.
Die hier gepflegte großzügige Gastfreundschaft gegenüber allen Besuchern der Insel war Angelegenheit des Verwalters. Dieser wurde vom Propst nach seinen menschlichen Vorzügen und verwalterischen Fähigkeiten ausgesucht. Er musste nicht nur die Pilger, Armen und Aussätzigen empfangen, ernähren und beherbergen, sondern „aus humanen Gründen“ auch Juden und Sarazenen. An den christlichen Feiertagen durften sogar die Armen, nach der rituellen Fußwaschung, im Refektorium die Mahlzeit der Domherren teilen. Bei schlechtem Wetter wurde ihnen die Nahrung auf die gegenüber liegende Festlandseite der Brücke gebracht.

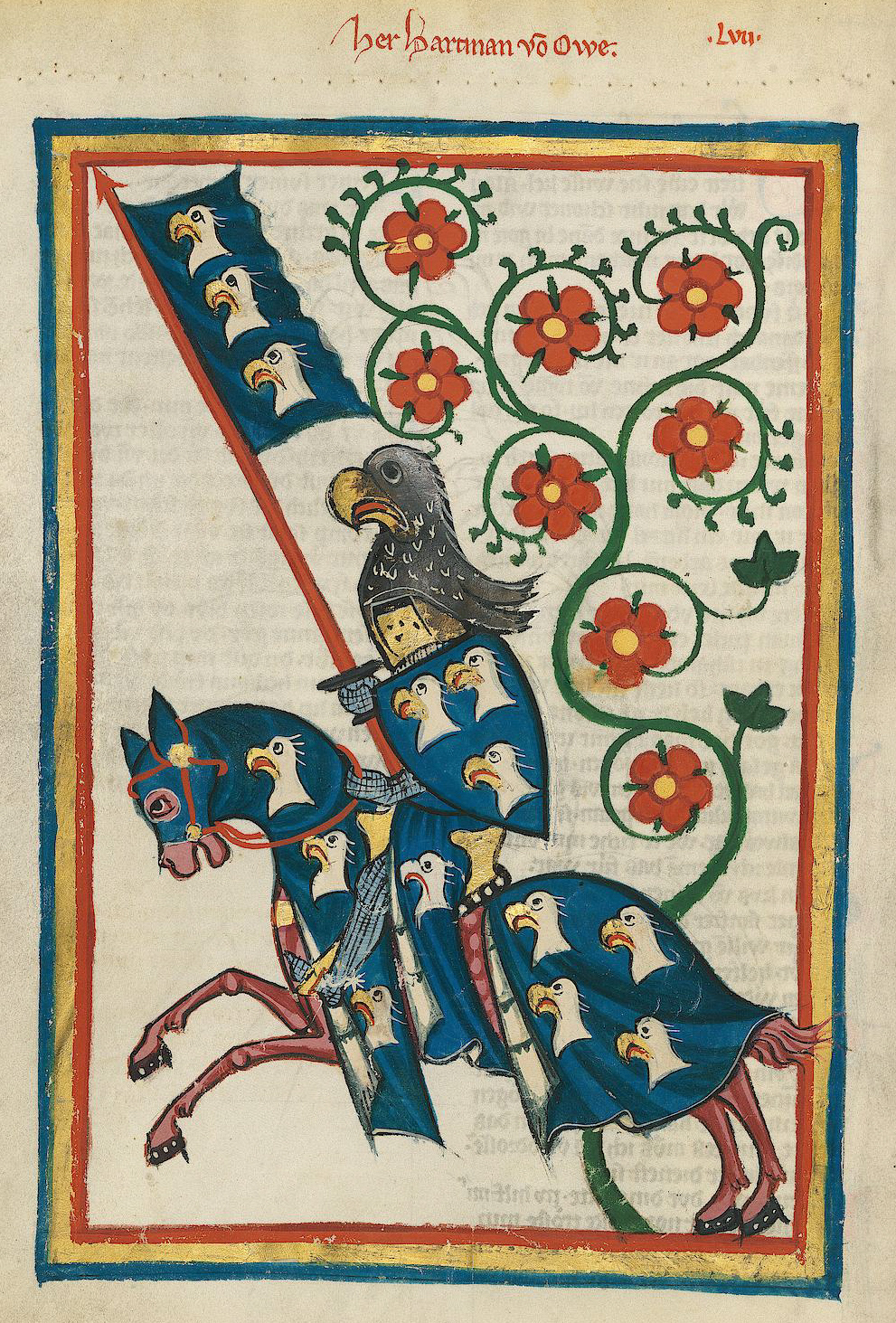
Idealbild hochmittelalterlicher Ritter

Der im Osten und Süden der Kathedrale sich ausdehnende Friedhof war zur Bestattung des Klerus vorgesehen, schließlich auch für die der nichtkirchlichen Wohltäter, die in den Genuss des päpstlichen Ablasshandels kommen wollten. Die Statuten berichten diesbezüglich von einem eigentümlichen Vorgehen: „Wenn die sterbliche Hülle eines Barons oder eines Ritters mit Banner, Wappen, Waffen und Pferd zur Bestattung gebracht wird, soll sein Wappen im Kreuzgang und sein Banner in der Kirche aufgehängt werden. Waffen und Pferd werden dem Propst übergeben“. Letzterer musste den Beteiligten am Leichenzug „Brot, Wein und Kost“ anbieten, die nach Sitte und Gebrauch stehend verzehrt wurden.
Innerhalb des Ulmenrings schützte eine zweite Wehrmauer, der sogenannte „Eisentürmantel“ die Domherrengebäude und die Kathedrale, die einen umfangreichen zweigeschossigen Kreuzgang umschlossen, wie etwa das Refektorium, die Küche, Vorratsräume, der Kapitelsaal im Erdgeschoss und Dormitorium, Heizraum, und Wohnungen von Bischof und Propst im Obergeschoss. Der Kreuzgang mit den Konventsräumen und der Kathedrale war eine regelrechte Festung, die durch ihre Masse und die hohen Türme auch vor den Meereswinden geschützt war. Sie konnte nur westseitig über zwei Portale betreten werden: Das Hauptportal der Kirche, von zwei gewichtigen Wehrtürmen geschützt und das Portal des Konventsgebäudes, vor dem ein ebensolcher Wehrturm aufragte, über den und über die anschließende Zugbrücke man in das Erdgeschoss der Konventsräume gelangte. Von der Höhe dieses Turms, der „Fort“ oder „Saint-Jaques-Turm“ genannt wurde und als eine Art Leuchtturm diente, überwachte ein Türmer, der „Bada“ die Seefahrt und die Einfahrt der Schiffe in den „Sarazenenhafen“, von dem auch ein Hornbläser, der „Guacha“, Alarm gab und auch die Nachtstunden verkündete. Wenn die Zugangstüren verschlossen waren, versorgte man beide mit einem am Seil hochgezogenen Korb. Vom oberen Kreuzgang aus gelangten die Domherren unmittelbar auf die ausgedehnte Empore der Kathedrale, auf der sie die Messfeiern zelebrierten.
Um den mangelnden Komfort der gänzlich vom Wasser umgebenden Gebäude zu mildern, schrieben die Statuten dem Propst vor: „jedes Jahr zu Beginn des Winters die Nordfenster zuzumauern“. Der Sakristan war verpflichtet, im Winter den Boden der Kathedrale mit Buchsbaumzweigen zu belegen, an Weihnachten Myrte und Rosmarin, an Ostern Lorbeer und Ginster zu verstreuen. Gleiches galt vor den Festtagen für die Wohnungen der Scholare und den Kapitelsaal. Gipfel des Entgegenkommens war: Der Propst müsse „dafür sorgen, dass auf der Empore Matratzen mit Kopfkissen und Decken vorhanden sind, damit die Nachwuchskanoniker nach alter Sitte bei der Mette schlafen könne“.

## Bauwerk
Abmessungen / Grundriss

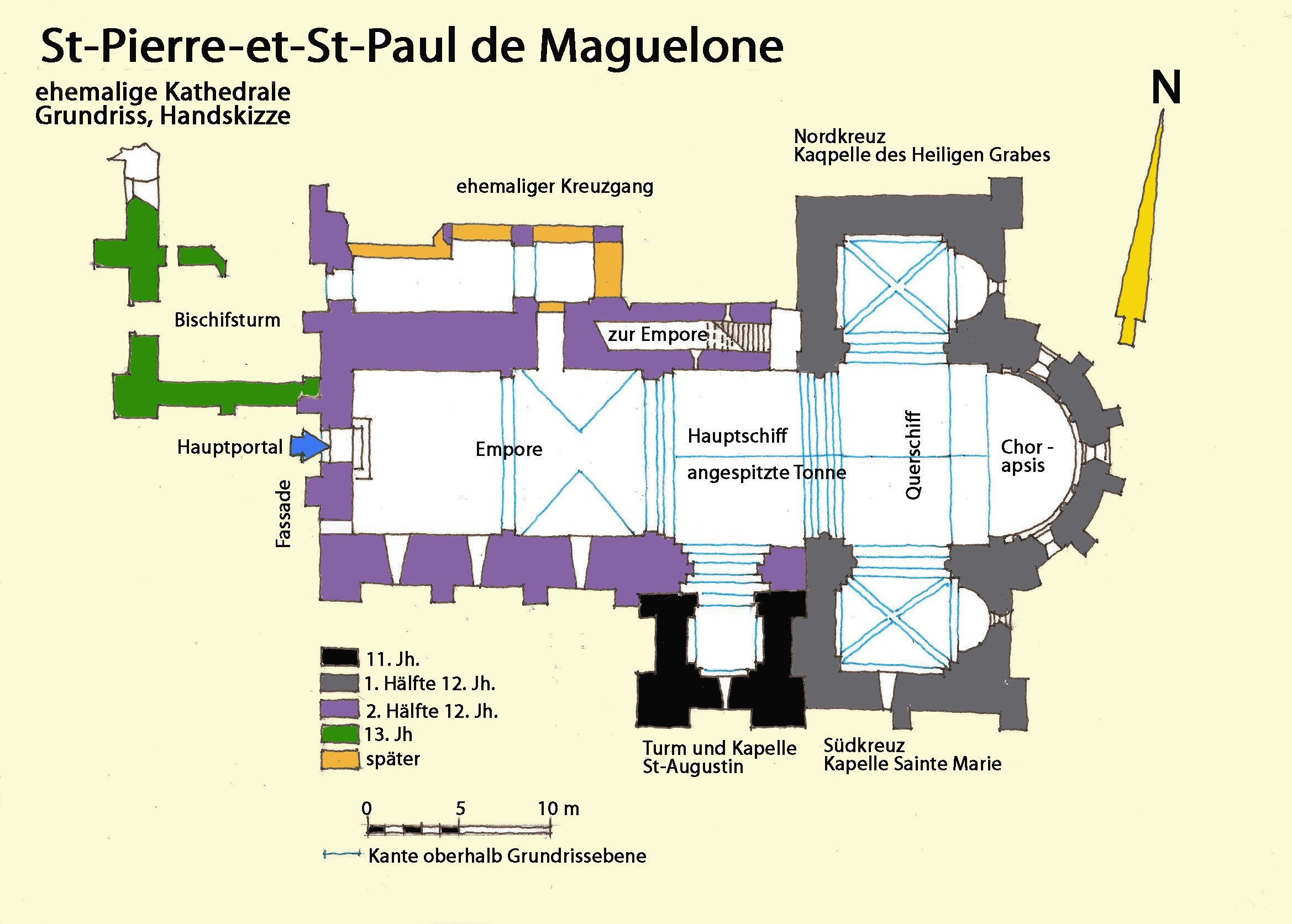
St-Pierre-et-St-Paul de Maguelone, Grundriss

zirka, ohne Wandvorsprünge, aus Zeichnung gemessen und hochgerechnet
- Länge außen: 44,10 m
- Länge innen: 40,70 m
- Hauptschiffbreite außen: 15,10 m
- Hauptschiffbreite innen: 14,40 m
- Querhauslänge außen: 28,20 m
- Querhauslänge innen: 24,10 m
- Querhausbreite innen: 6,70 m
- Durchmesser Chorapsis: 9,00 m
- Schiffhöhe im Scheitel: 19,75 m

### Allgemeines

St-Pierre-et-St-Paul de Maguelone, Grafik 19. Jahrhundert

Die Kathedrale von Maguelone hat aus ihrer Festungsvergangenheit ihren massiven und strengen Charakter bewahrt, der durch den Abriss ihrer in Höhe der Wandkronen angelegten Wehrattiken und das Stutzen der Wehrtürme in der ersten Hälfte des 17. Jahrhunderts noch verstärkt worden ist. Die so verstümmelte Festungskirche, deren Umgebung noch bis Mitte des 19. Jahrhunderts unbewaldet war, scheint heute ihre Wunden hinter einem Vorhang aus alten, vom Meereswind gepeinigten Bäumen eines Parks zu verstecken.
Aus Gründen der Effizienz und zum Widerstand gegen die brandende Gischt des Salzwassers besteht die äußere Wandbekleidung aus „kaltem Stein“, einem hellgrauen bis hellbeigen, dichten und sehr harten Kalkstein, der aus den Steinbrüchen des Garrigue stammt, und mit großen Mühen aus dem Hinterland herangeschafft werden musste. Diese Verblendung besteht aus mittelformatigen, sauber zugehauenen Werksteinen und ist fein verfugt.

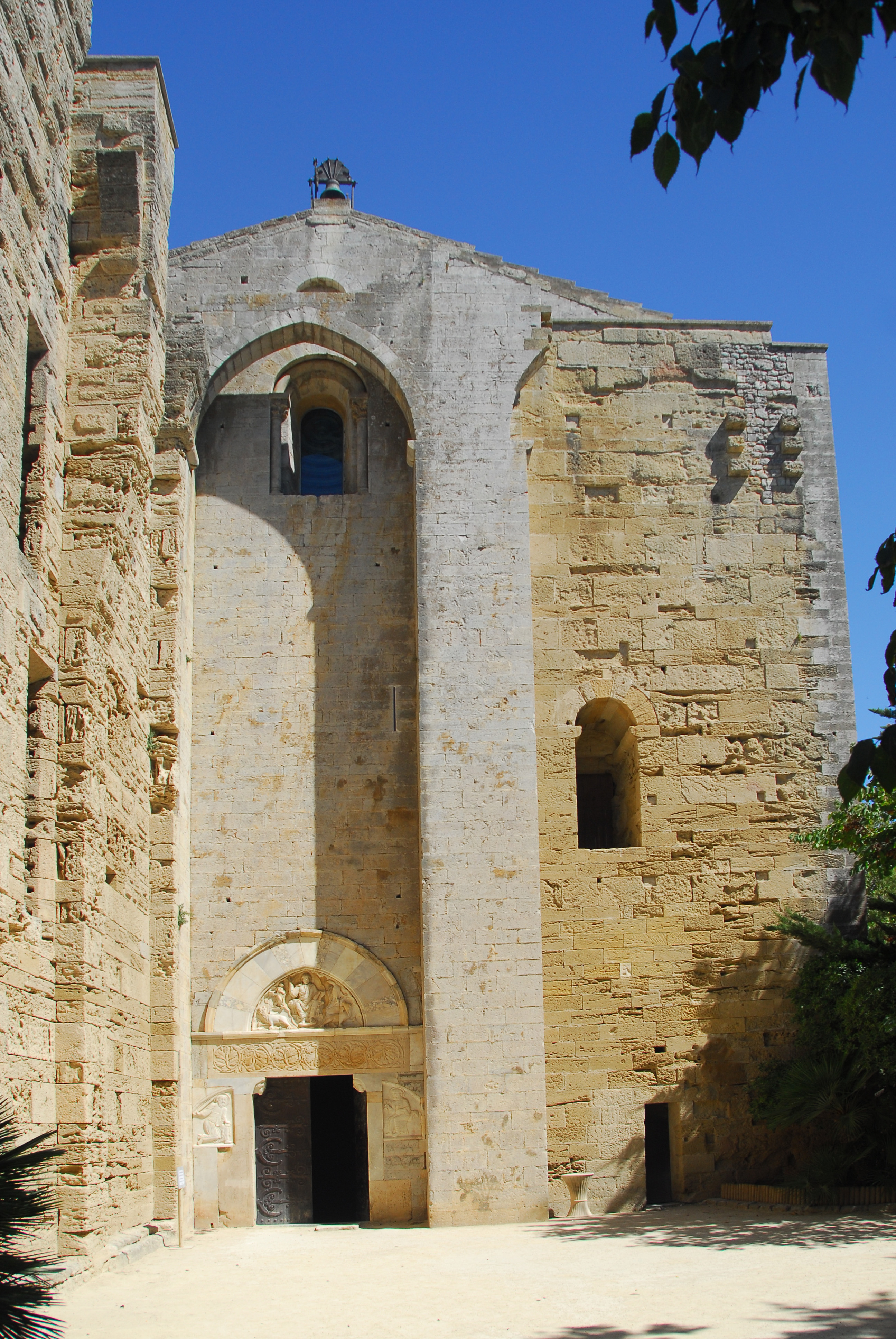
Fassade mit Hauptportal von Westen

Die Bauweise der Kathedrale ist sehr charakteristisch für die großen romanischen Kirchenschiffe des Languedoc, etwa die ausladenden Proportionen, starken Mauerdicken, mäßige Beleuchtung und äußerste Nüchternheit des in Stein gehauenen Dekors. Die Schmucklosigkeit wird durch die Qualität des Mauerwerks aus mittelformatigem Werksteinmauerwerk aus Muschelkalkstein kompensiert, mit einer prächtigen ockerfarbenen Patina. Beachtenswert ist auch die handwerklich perfekte Ausführung des gewaltigen leicht spitzbogigen Tonnengewölbes. Das ganz schmalfugig geschichtete Gewölbe ist ohne Dachstuhl zum Tragen eines schweren Plattendachs ausgelegt.

### Äußere Erscheinung

#### Hauptschiff

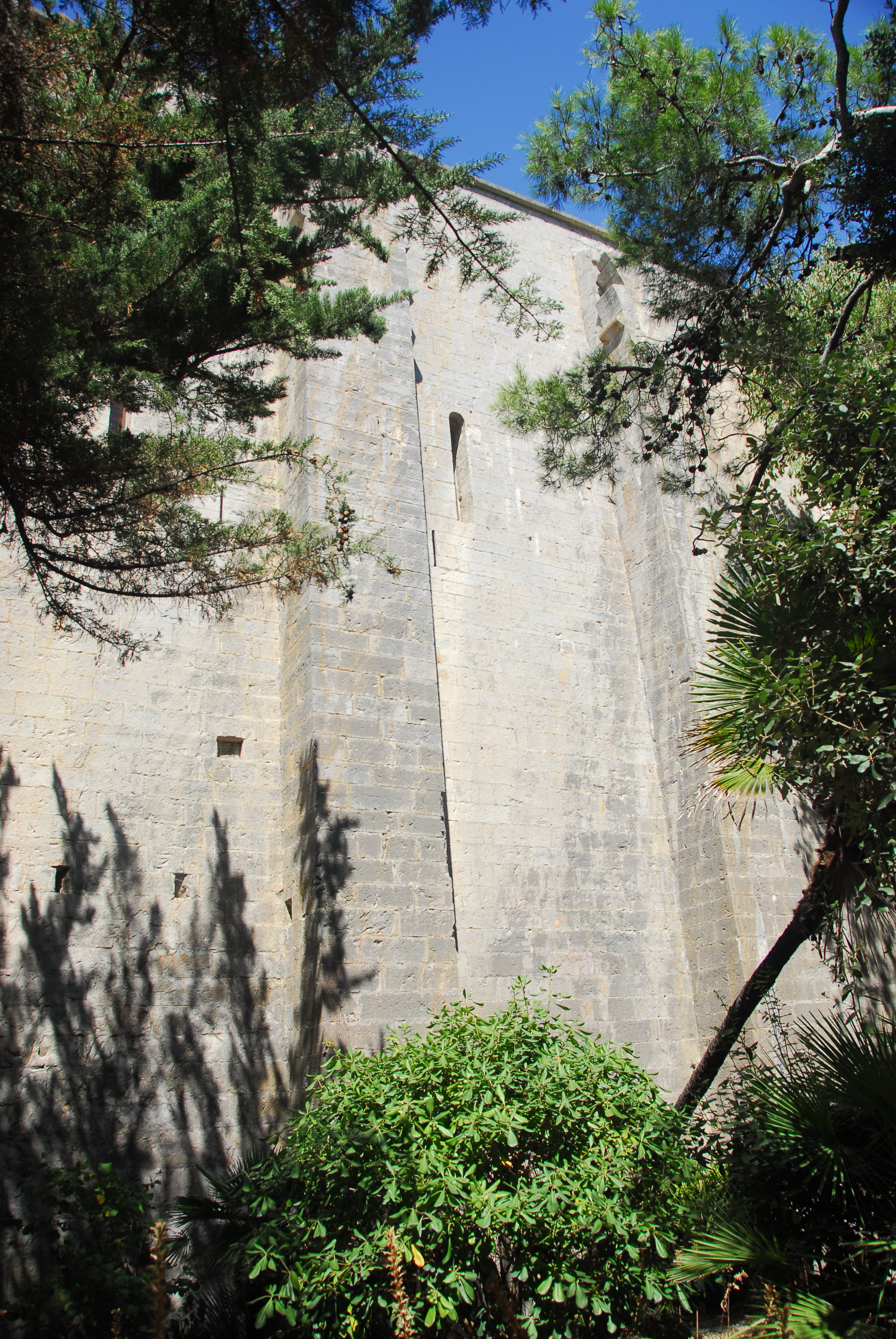
Langhaus von S

Abgesehen vom Fehlen der Verteidigungswerke erscheint das lange Hauptschiff noch recht intakt zu sein. Es wird in ganzer Länge von der Westfassade bis zum Chorjoch von einem Satteldach mit etwa zwanzig Grad Neigung überdeckt, das mit hellen Steinplatten eingedeckt ist, die an den Traufen leicht auskragen. Nach südländischer Tradition sind die Steinplatten unmittelbar auf die äußeren Gewölbeflächen des Schiffs aufgelegt. Über den Längswänden des Schiffs ist die Dachfläche in ganzer Länge ein kurzes Stück tiefer angeordnet und man erkennt den vertikalen Höhenversatz als schmalen Wandstreifen. Auf den Ortgängen reichen die Dacheindeckungen bis auf deren Außenkanten.

#### Südseite
Auf der Südwand stehen die noch vier erhaltenen Strebepfeiler des Schiffs, die kaum einen halben Meter unter die Traufhöhe reichen. Kurz darunter sieht man noch die Ansätze der Schwibbögen, die die ehemalige Wehrattika mit Abstand vor der Außenwand getragen haben. Mittig zwischen den Strebepfeilern sind in der oberen Wandhälfte schlitzartige rundbogige Fenster eingelassen, die ebenfalls den Wehrcharakter des Gebäudes unterstreichen.
Der Stumpf des St-Augustin-Turms reicht kaum noch bis auf die halbe Wandhöhe und zeigt darüber noch stufenförmige Reste des ehemals über die Wehrattika hoch reichenden Turmmauerwerks. In Turmmitte der Südseite ist fast in gleicher Höhe wie im Schiff ein deutlich kleineres rundbogiges Schlitzfenster ausgespart.

#### Querhausarme

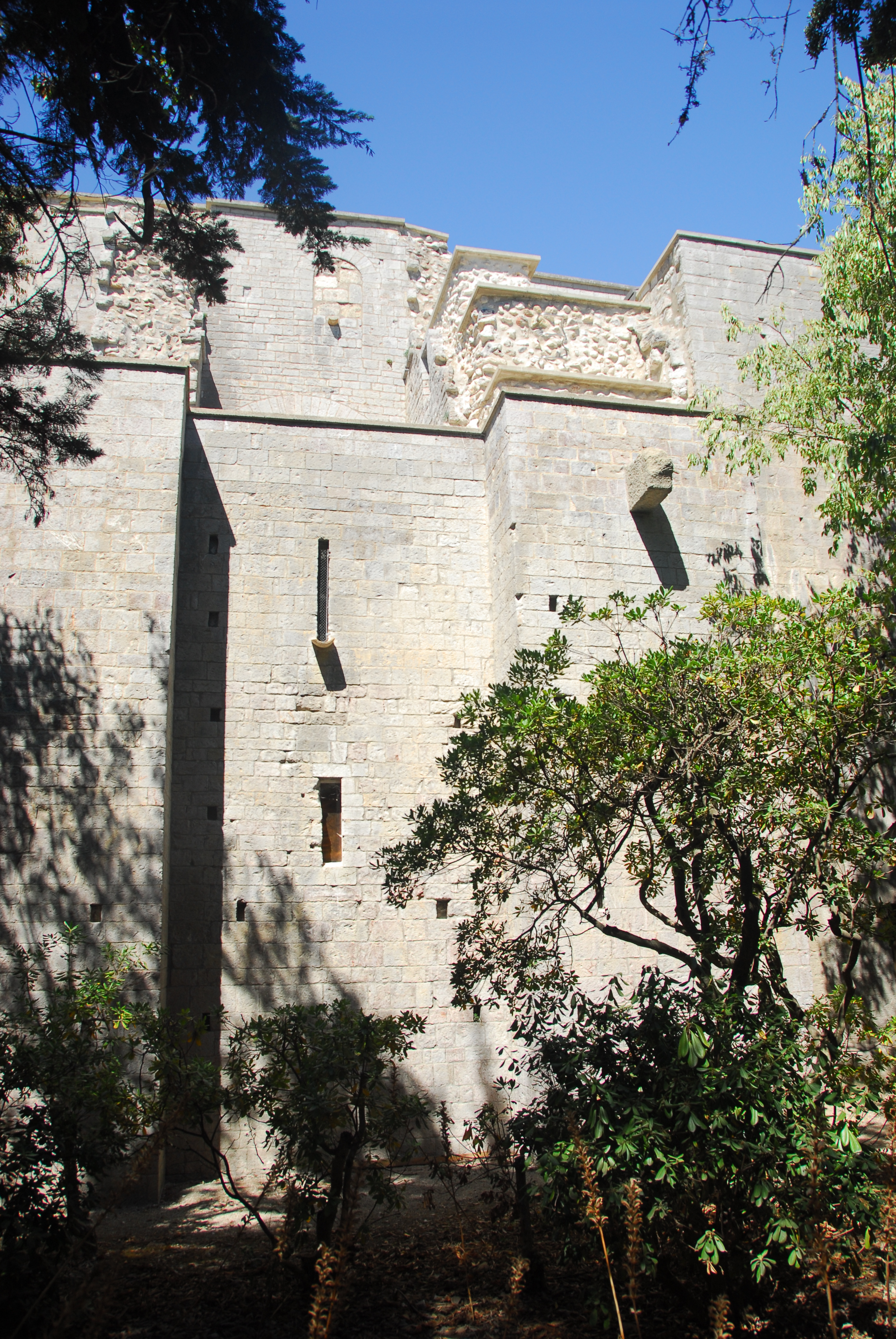
St-Augustin-Turm von S

Auch der daran anschließende Sainte-Marie-Turm über der südlichen Querhauskapelle überreichte einst die Wehrattika, bleibt aber heute fast zwei Meter unter der Traufe des Schiffs. Dort schließt der First eines jüngeren etwa zwanzig Grad geneigten Pultdachs an, das an seinen drei freien Seiten gegenüber den Wandoberflächen leicht auskragt. Es ist mit roten Hohlziegeln im römischen Format eingedeckt, die auch Mönch-Nonnen-Ziegel genannt werden. Die Ecken beider Türme und die Mitte des Sainte-Marie-Turms sind mit Strebepfeilern ausgesteift, diejenigen des St-Augustin-Turms sind besonders kräftig. Knapp links neben dem mittigen Pfeiler ist wieder ein rundbogiges Schlitzfenster ausgespart, wie auch auf der Ostseite des Turms, aus der Mitte etwas nach rechts verschoben, zur Belichtung des Apsis der Querhauskapelle.

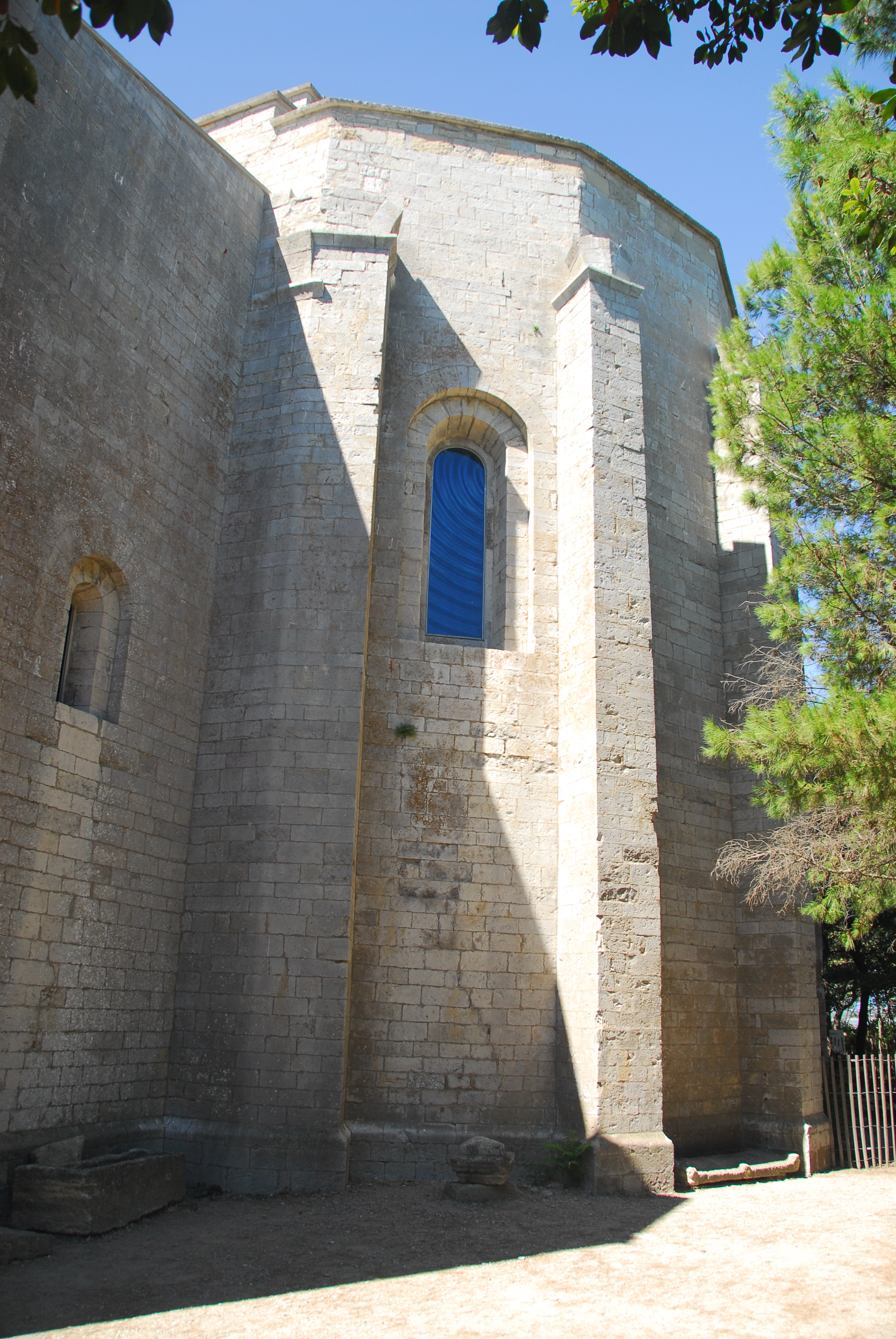
Chorapsis von S

Dem Turm über dem südlichen Querhausarm entspricht derjenige über dem nördlichen, der sogenannte Turm des Heiligen Grabes, deren Grundrisse untereinander spiegelbildlich gleich sind. Beim nördlichen wird allerdings auf den westlichen Strebepfeiler, und den auf der Giebelwandachse verzichtet. Der Nordturm hat offensichtlich seine ursprüngliche Höhe bewahrt. Die Traufen seines etwa zwanzig Grad geneigten Satteldachs, dessen First quer zur Hauptschiffachse ausgerichtet ist, liegen etwa zwei bis drei Meter über den Schifftraufen. Das Dach ist wie das des Hauptschiffs eingedeckt. Etwa in Höhe der Traufen des Hauptschiffs springen die Wände des Turms geringfügig zurück. Der Rückversatz wird durch ein umlaufendes Kragprofil markiert. Auf dieser Höhe endet auch der Strebepfeiler auf der Nordost-Kante. Kurz über dem Rückversatz ist auf der West- und Ostseite etwa mittig ein rundbogiger Durchlass ausgespart. Auf der Ostseite des Turms sind unter dem oberen Ende des Strebepfeilers und gegenüber an der Chorapsis Bogenansätze zu erkennen, was darauf schließen lässt, das diese Türme ebensolche Wehreinrichtungen wie beim Schiff und beim Chor, aus Brustwehr, Wehrumgang, Maschikuli und Zinnen, besaßen. Man konnte sie aus dem Inneren der Türme über die vorstehend genannten Durchlässe betreten.

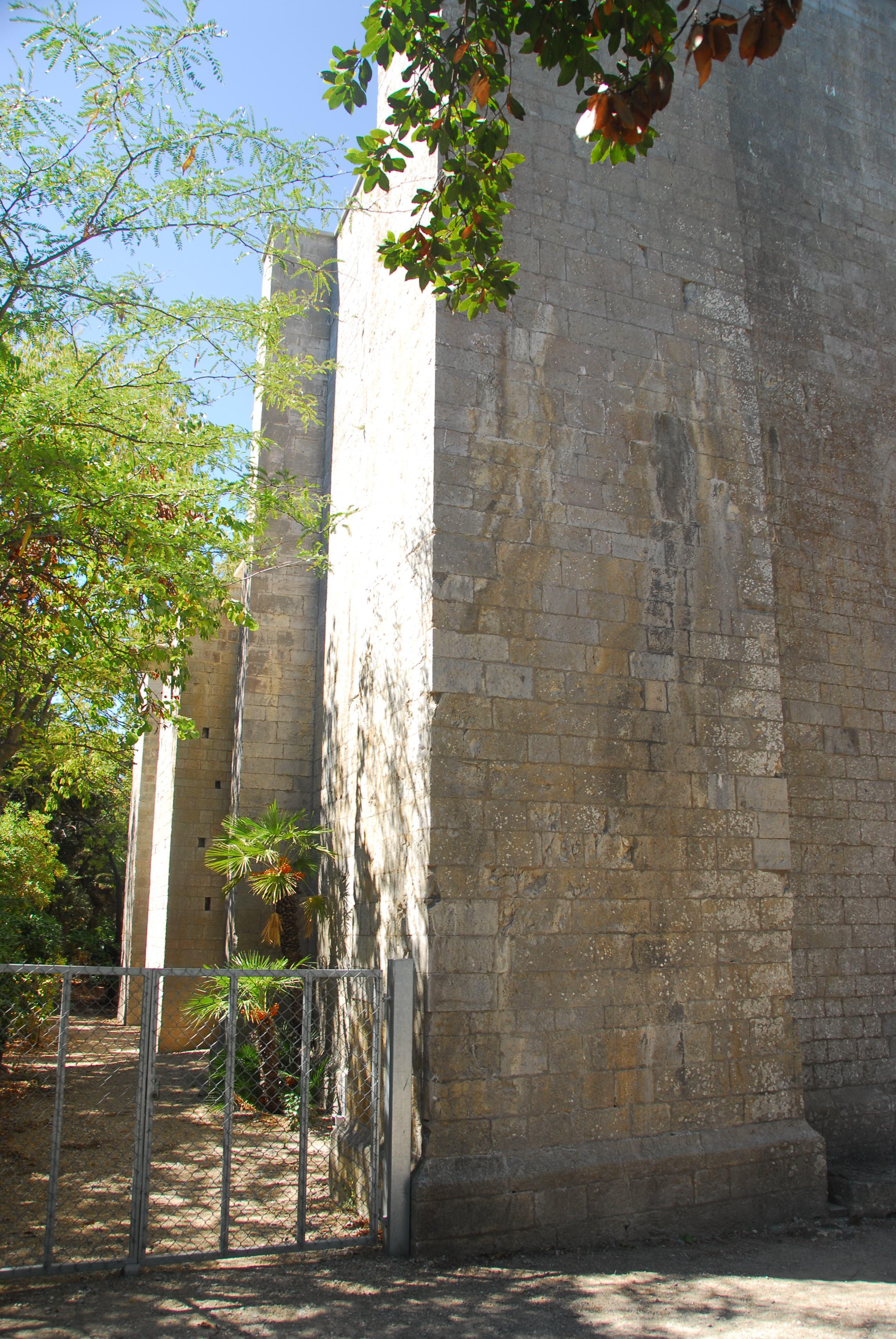
Südl. Querhausarm, Strebepfeiler
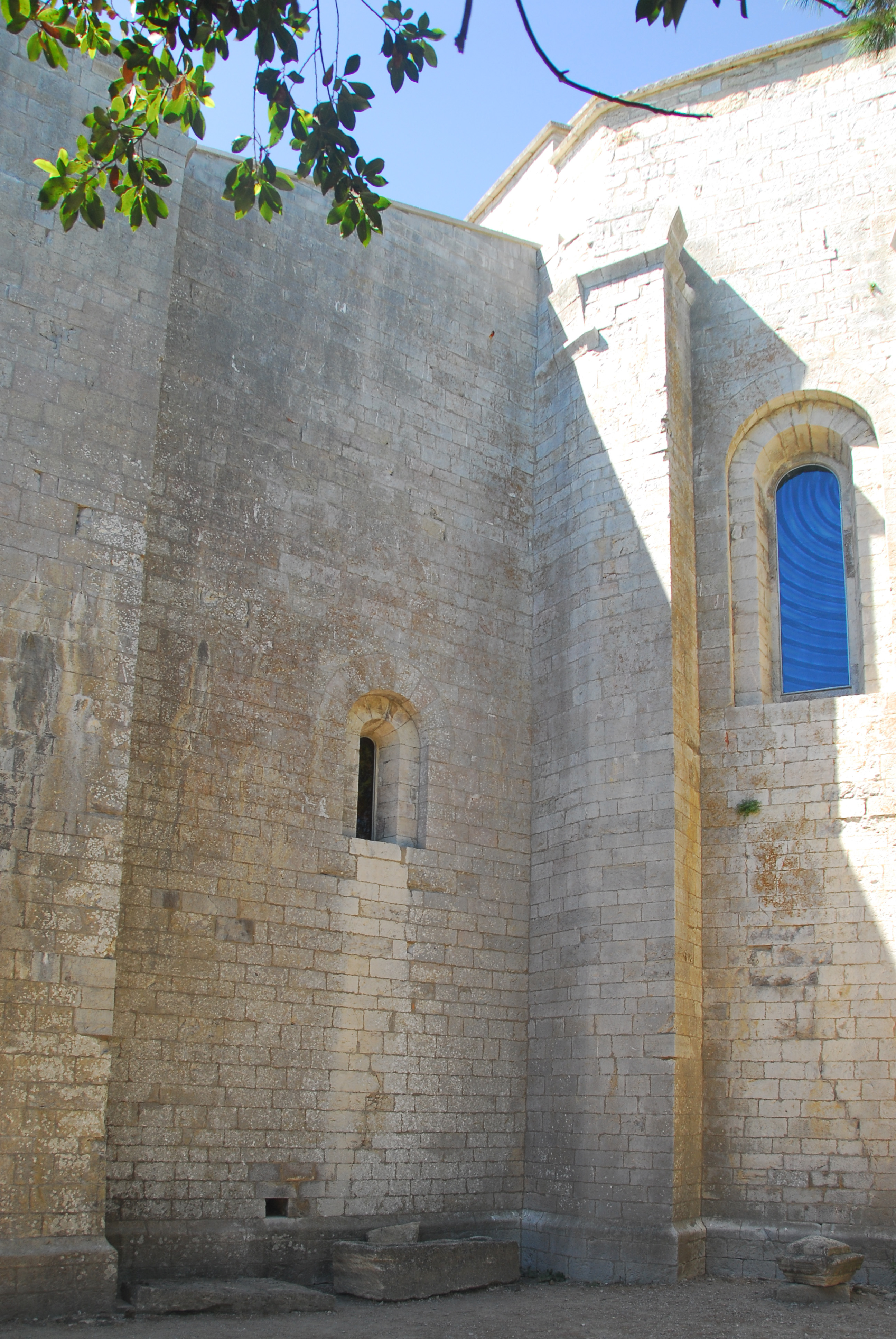
Anschluss südl. Querhausarm an Chorapsis
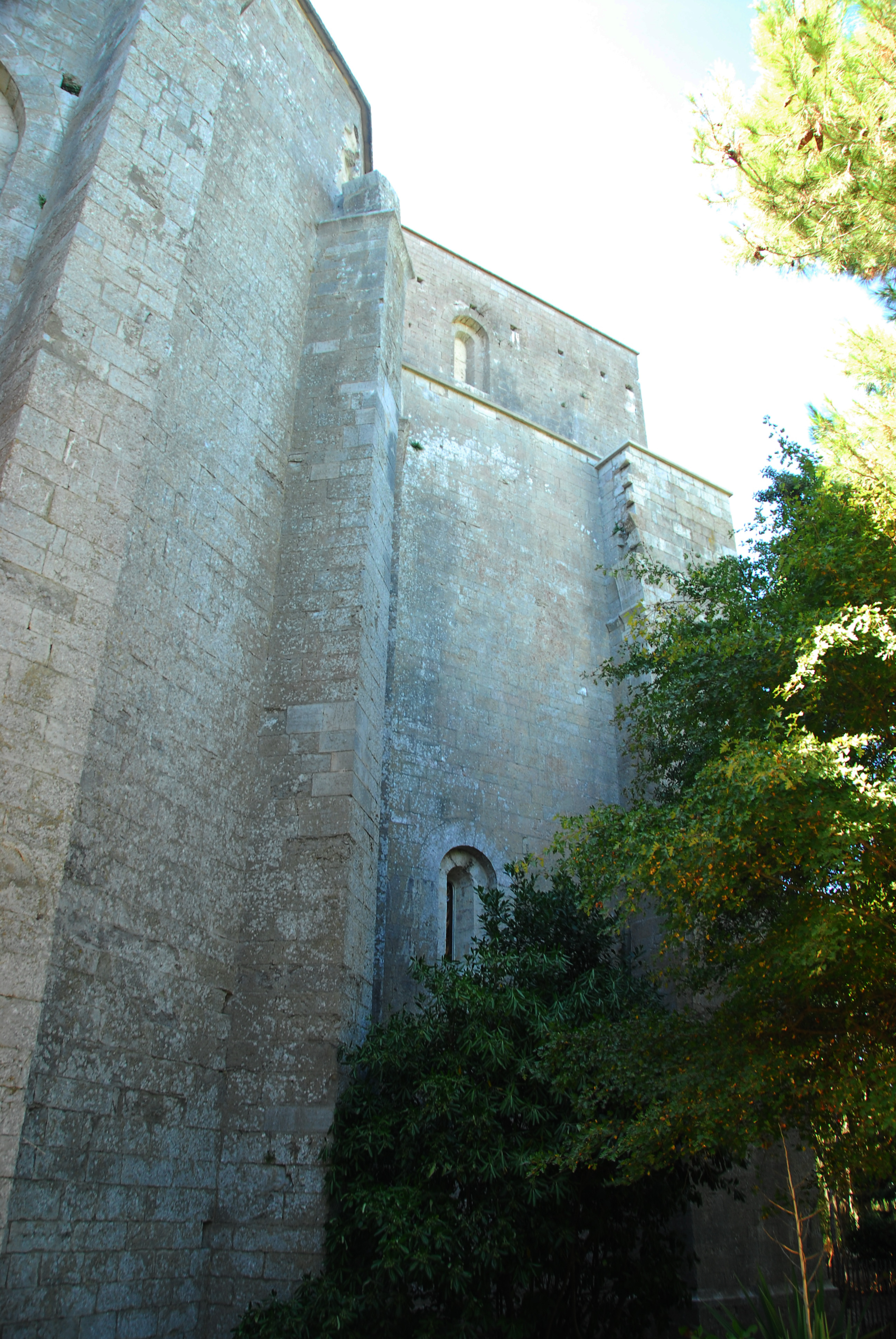
Chorapsis u. nördl. Querhausarm
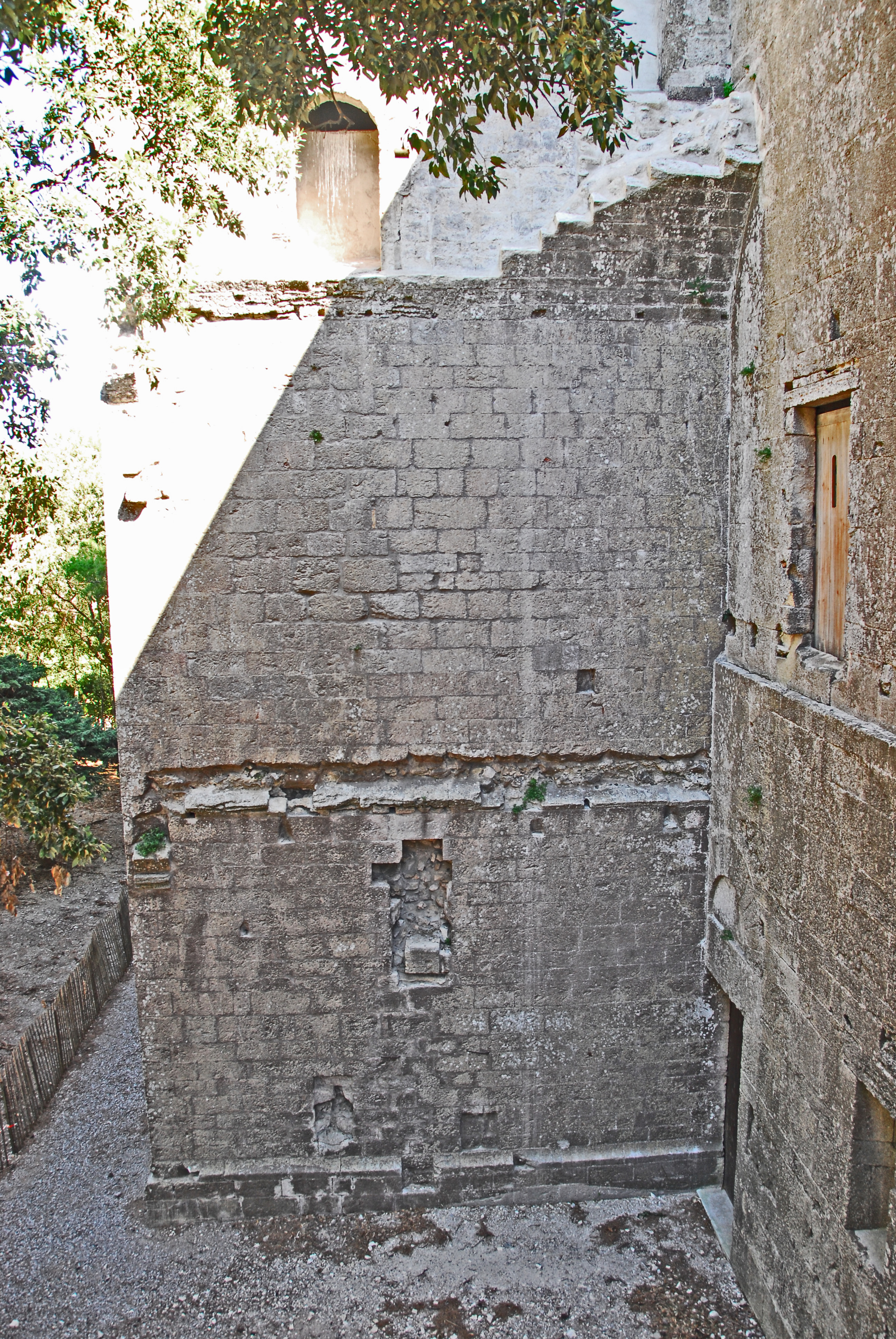
nördl. Querhausarm, Ostwand

#### Chorhaupt

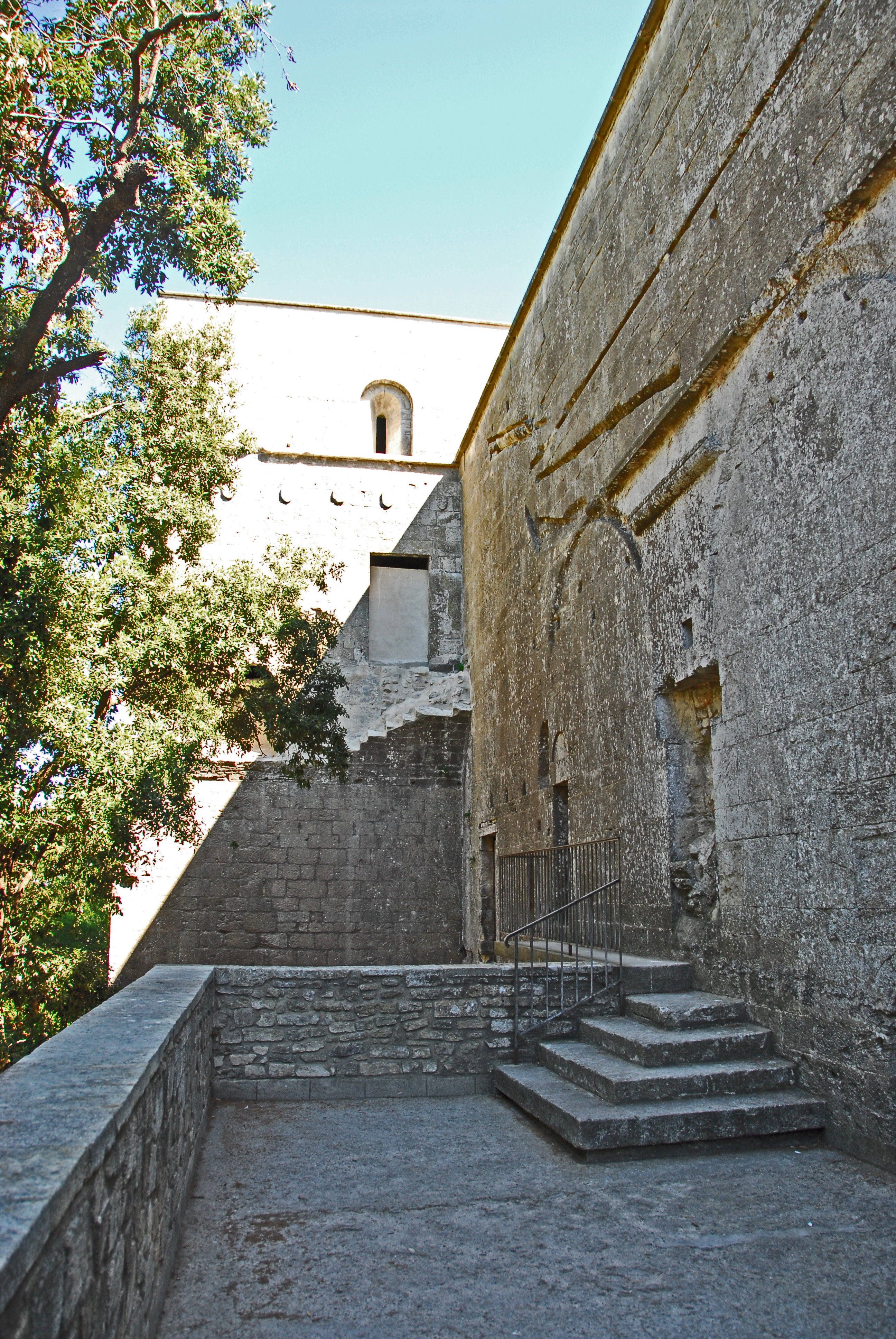
Nordseite Hauptschiff nach O

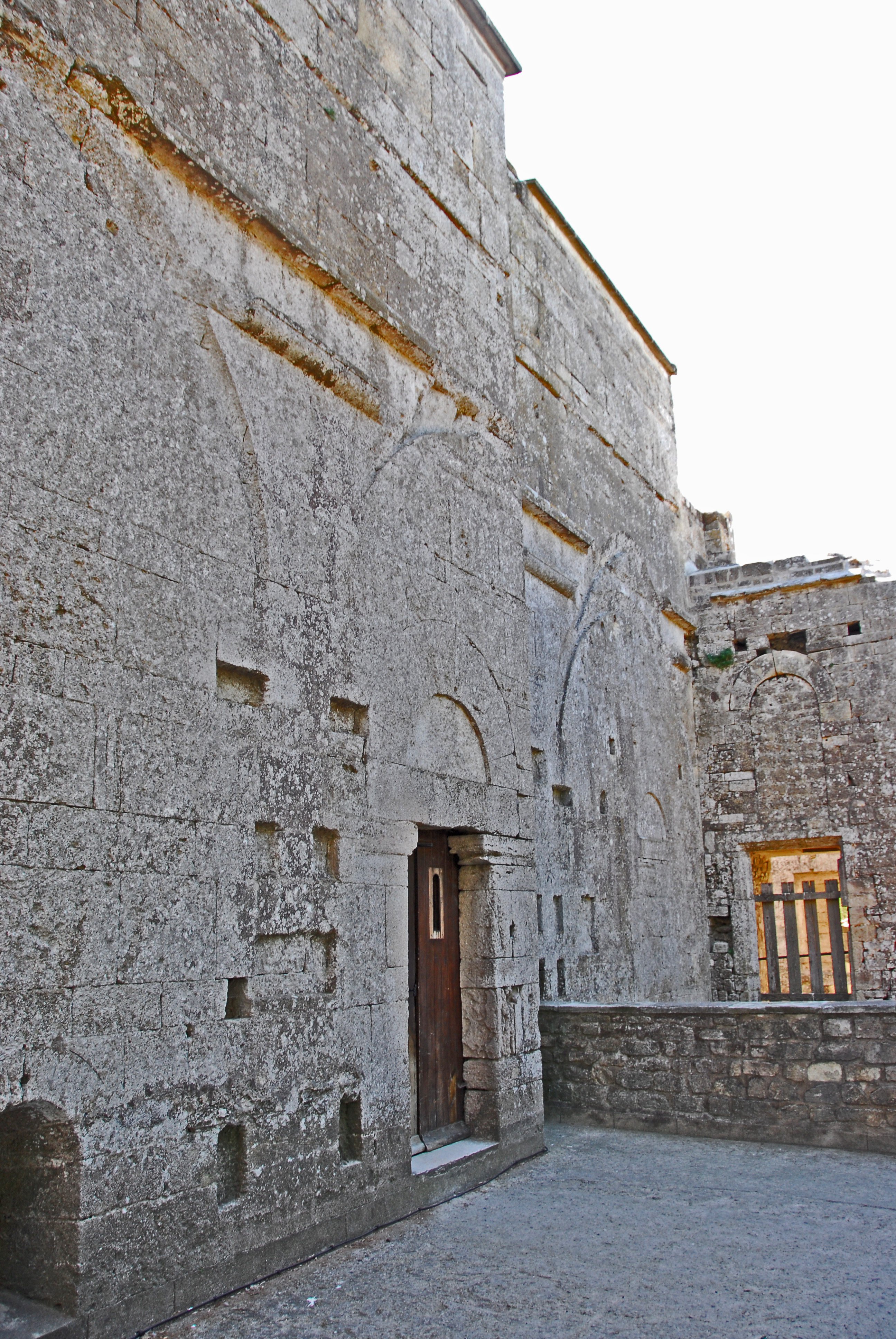
Nordseite Hauptschiff, Tür zur Treppe und Empore

Das Äußere des Chorhauptes besitzt im Gegensatz zur halbkreisrunden inneren Apsis einen Grundriss aus einem halben Zwölfeck. Auf seinen sechs Ecken stehen vier im Querschnitt rechteckige schlanke radial ausgerichtete und auf seinen beiden äußeren Ecken je ein breiter im Grundriss stumpf abgewinkelter Strebepfeiler. Sie reichen etwa 1,50 Meter unter die Traufe des halben zwölfeckigen Pyramidendachs hinauf und werden dort mit einem Kraggesims markiert. Unmittelbar darüber befinden sich Bogenansätze die die ursprünglich Schwibbögen mit den bereits bekannten Verteidigungseinrichtungen getragen haben. Sie lagen auf der gleichen Höhe wie diejenigen der Türme und ihre Wehrgänge gingen ineinander über. Das halbe zwölfeckige Pyramidendach der Chorapsis ist mit den Steinplatten des Hauptschiffs eingedeckt, deren untere Reihe auf einem leicht auskragenden Gesims aufliegen. Der Ostabschnitt aus Chorapsis und Querhaus weist umlaufend über dem Geländeniveau einen leicht vortretenden etwa einen halben Meter hohen Sockel auf.

#### Nordseite
Die Nordseite der Kathedrale ist bis auf einen Austritt auf einen modernen „Balkon“ in Höhe der Tribüne nicht zu besichtigen. Dieser befindet sich auf Höhe des Bodens des Obergeschosses des ehemaligen Kreuzgangs. Nicht weit und westlich davon erkennt man den inneren Zugang zum Bischofsturm, in dessen Obergeschossen sich die Bischofswohnung befand. An die Nordwand des Schiffs schloss jedenfalls der weiträumige rechteckige und zweigeschossige Kreuzgang an, der auf den übrigen Seiten von den ebenfalls zweigeschossigen Konventsräumen umschlossen wurde.
Davon ist allerdings nur ein niedriger erdgeschossiger Gewölbesaal erhalten, der nicht eingesehen werden kann. An der Nordwand erkennt man aber noch, neben Löchern von ehemaligen Pfeileranschlüssen, vor allem fünf halbkreisförmige Konturen des Gewölbes des Kreuzgangobergeschosses, vermutlich ein Kreuzgratgewölbe, und auch Schlitze von Dachanschlüssen. Daraus weiß man wahrscheinlich, dass dieser Kreuzgang zweigeschossig war.
Auf der Nordwand sind im Obergeschoss drei Türen teils noch funktionstüchtig erhalten, die westliche war und ist gleichzeitig der Zugang zur Empore und zu der in das Erdgeschoss der Kirche führenden Treppe (siehe Inneres). Die Einfassung dieser zweiflügeligen Tür weist konstruktiv große Ähnlichkeiten mit derjenigen des Hauptportals auf. Allerdings sind alle Elemente ohne Struktur oder gar Skulptur geglättet und abgesehen vom Tympanon, oberflächenbündig, mit dem anschließenden Mauerwerk ausgerichtet. Die rechteckige Türöffnung wird seitlich von scharfkantigen Laibungen des Mauerwerks begrenzt. Die oberste flache Steinschicht ragt beidseitig als Kragkonsole in die oberen Ecken der Öffnung hinein. Auf diesen liegt ein kräftiger monolithischer Türsturz auf, der einen breiten rundbogigen Arkadenbogen aus großen Keilsteinen trägt. Das halbkreisförmige glatte Tympanon tritt etwa zwei Finger breit zurück. Ein gutes Stück weiter ostwärts und drei Stufen höher ist eine weitere aber einflügelige Türöffnung ausgespart. Sie war und ist noch Heute der Zugang zu einer kleinen Hochkapelle, die sich in das dritte Joch des Schiffs öffnet (siehe Inneres). Sie liegt wohl deshalb etwas höher, da darunter die Treppe zur Empore hinauf führt. Auch diese Tür ist ähnlich eingefasst, wie die vorherige. Noch einmal weiter ostwärts, fast neben der Querhauswand ist die dritte Tür installiert, die der vorherigen entspricht, liegt aber auf der Höhe, wie die erste. Über sie erreicht man den Verbindungsgang zwischen der vorgenannten Hochkapelle und dem Turm über dem nördlichen Querhausarm. Ein weiteres Loch in dieser Wand ist keine Tür, sondern ein Wandausbruch, an dem einer der Gewölbepfeiler des Kreuzgangobergeschosses anschloss.

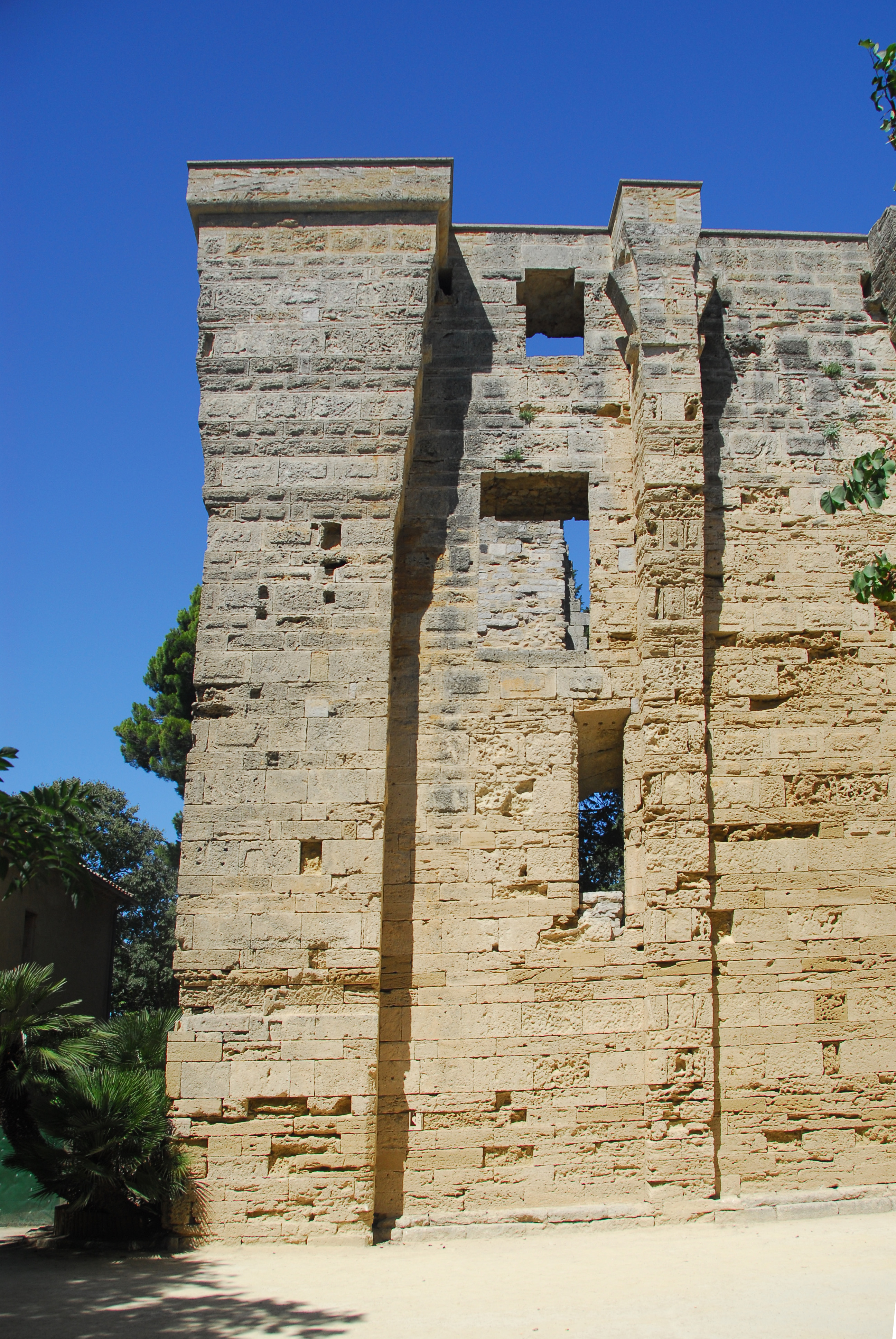
Bischofsturm von S

Der Anbau des Konventsgebäudes, das wahrscheinlich mit ähnlichen Verteidigungselementen ausgerüstet war, wie die Kirche, machte diese an ihrer Nordwand überflüssig. Dementsprechend fehlen hier auch Strebepfeiler, die die Verteidigungseinrichtungen trugen.

#### Fassadentürme

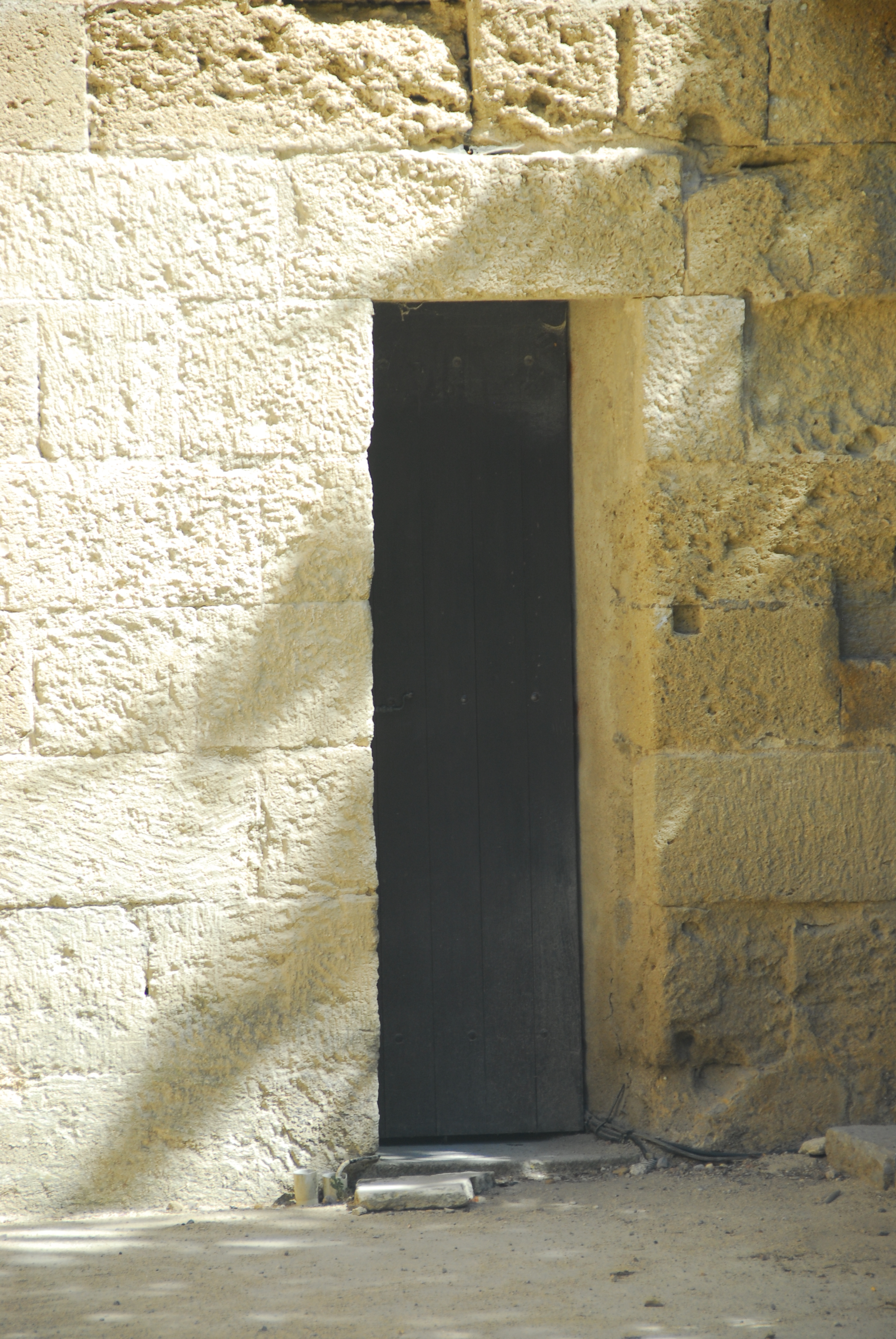
Tür vom ehem. St-Jean-Turm in das Hauptschiff

Das Hauptportal inmitten der Fassade des Schiffs wurde einmal flankiert von zwei kräftigen im Grundriss rechteckigen Türmen. Die dabei entstandene „Schlucht“ vor dem eigentlichen Zugang war etwa 4,50 Meter breit und 12,00 Meter lang, zwischen den Strebepfeilern war sie noch enger. Vermutlich waren beide Türme ursprünglich so hoch, wie der heutige Turm über dem nördlichen Querschiffarm. Der südliche St-Jean-Turm ist heute gänzlich verschwunden. Er barg im Erdgeschoss die gleichnamige Kapelle. Das Erdgeschoss und das erste Obergeschoss waren jeweils durch eine Tür mit dem Schiff verbunden, die beide heute noch erhalten sind, die obere ist rundbogig die untere rechteckig. Die erdgeschossige ist innenseitig zugemauert.
Der nördliche heute noch viergeschossige Bischofsturm ist bis auf seine „Krone“ (vermutlich das letzte Geschoss über den Wehrattiken) und den eingestürzten Gewölbedecken teilweise erhalten. Er ist, wie auch der südliche, zu Beginn des 13, Jahrhunderts aus großformatigen erosionsanfälligen Gelbmuschelkalkblöcken erbaut worden, die heute starke Verwitterungsspuren aufweisen.

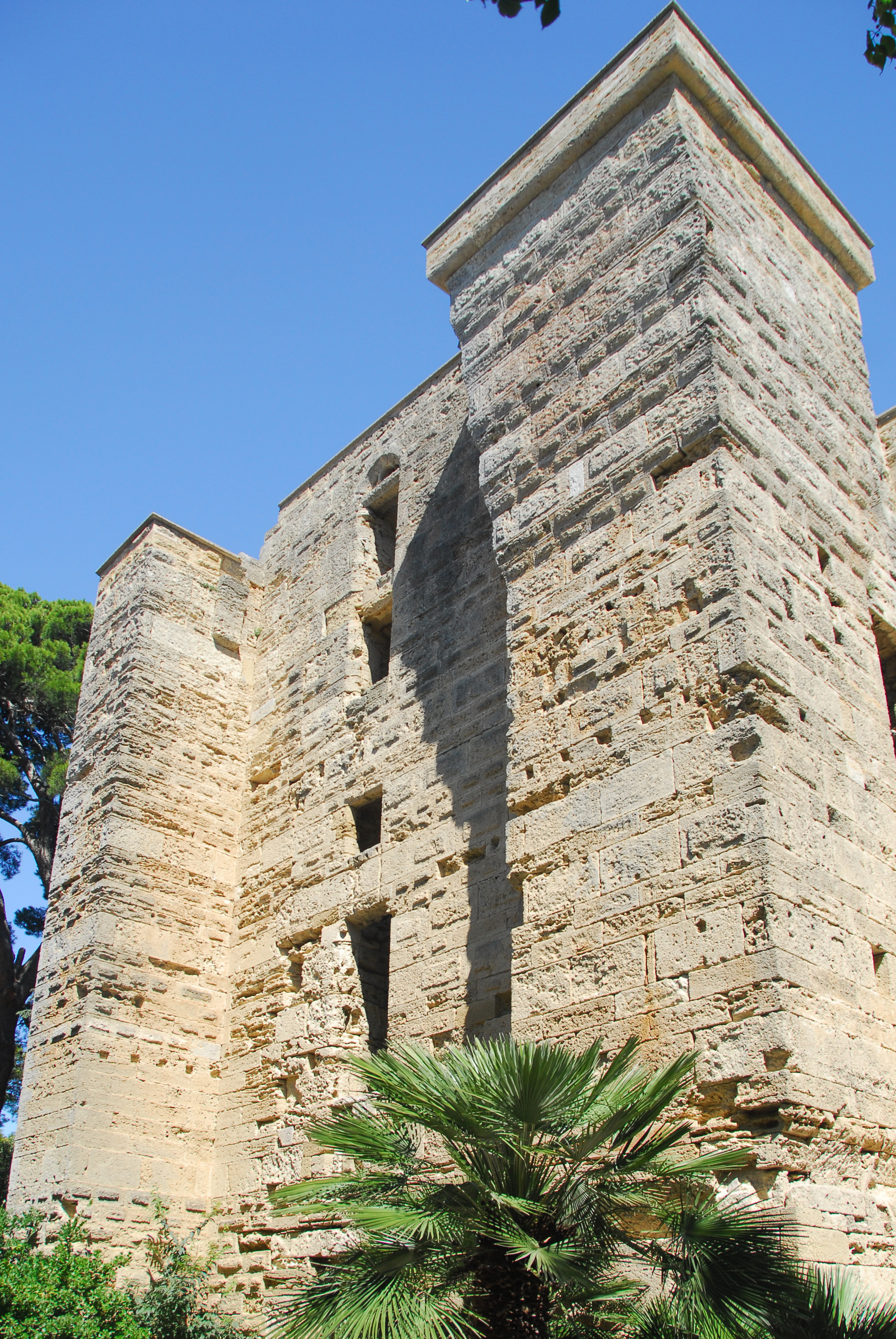
Bischofsturm von SW

Auch er barg im Erdgeschoss eine Kapelle (vermutlich eine „Bischofskapelle“) und im Obergeschoss, vermutlich auch in weiteren Geschossen, die Wohnung des Bischofs, von der bekannt ist, dass sie mit einem großen gotischen Kamin beheizt werden konnte. Die Bischofswohnung stand in unmittelbarer Verbindung mit dem Obergeschoss des Kreuzgangs, wo auch die anderen Wohnungen der höher gestellten Kleriker untergebracht waren, und aus dem man ohne Höhenversätze auf die Tribune der Kathedrale gelangen konnte. Die seltsame Verdickung des oberen Drittels der Strebepfeiler, die sich aufwärts konisch verbreitern, hat vermutlich mit den ehemaligen Verteidigungselementen zu tun, deren Reste man am ganzen Bauwerk gefunden hat. So gab es auch an diesen Türmen die mit Abstand vor den Wänden von Schwibbögen getragenen Brustwehren, die eine entsprechende Vorlagentiefe der Pfeiler verlangten. Diese Pfeilertiefe hätte hier aber im unteren Bereich die Breite des Zugangs zum Hauptportal zu sehr eingeengt, so dass man sie dort deutlich verringert hat.
Auffällig ist die in den Wänden des Bischofsturms vorhandene recht großzügige Durchfensterung der Süd- und Westseite. Vermutlich sind hier die ehemaligen schlitzartigen Verteidigungsöffnungen, etwa im 15. Jahrhundert, als die Feuerwaffen aufkamen und die baulichen Verteidigungseinrichtungen zunichtemachten, vergrößert worden und haben so die Geschosse in wohnliche Refugien verwandelt.

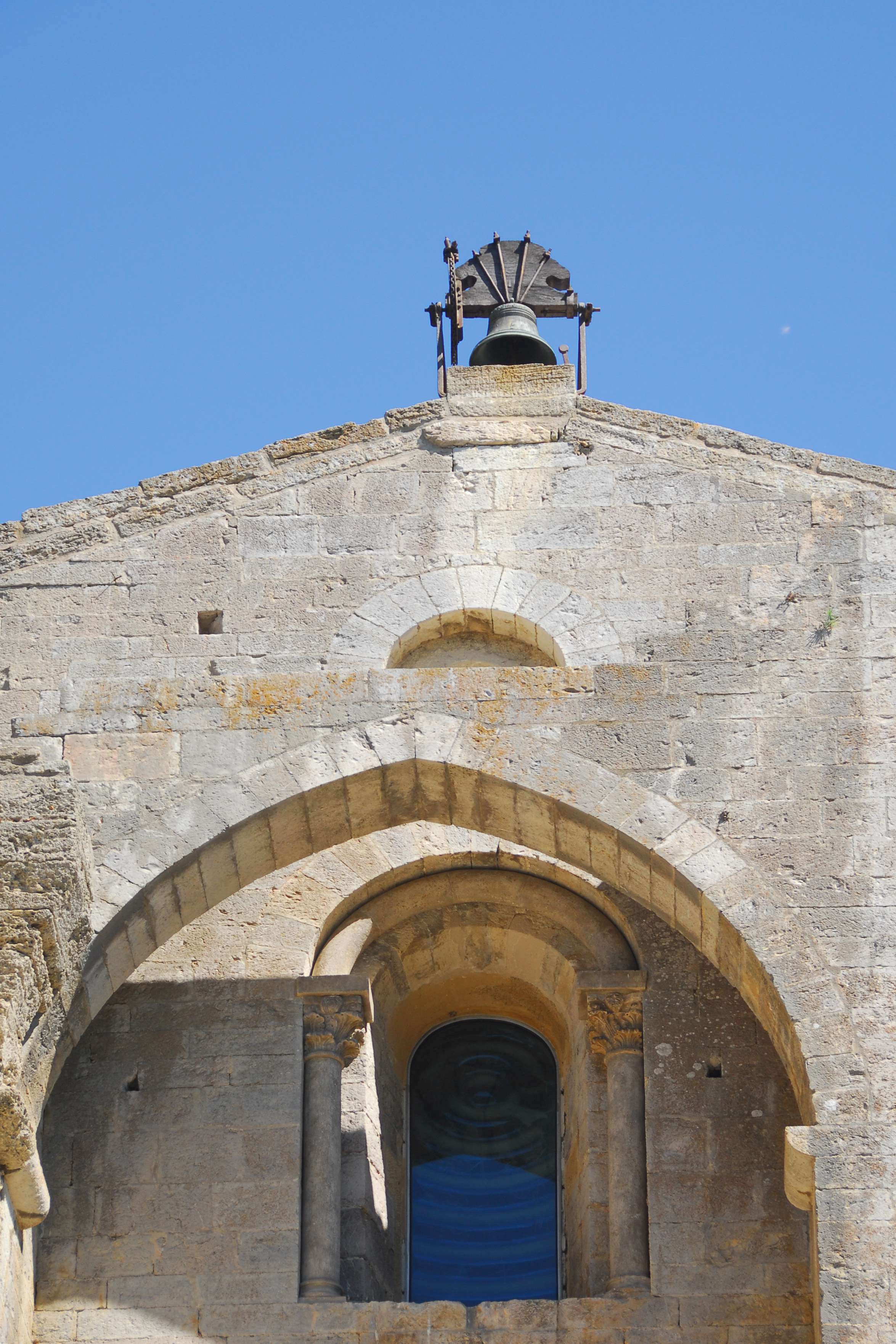
Giebelfirst der Fassade

Der Bereich vor dem Hauptportal war jedenfalls, als die beiden Türme noch bestanden, der bestverteidigte des ganzen Gebäudes. Die Brustwehren und Maschikuli auf den Turmwänden wurden noch ergänzt durch eine weitere in gleicher Höhe über dem Hauptportal, die untereinander in Verbindung standen. Der heutige Schwibbogen ist eine Wiederherstellung jüngeren Datums, der auf älteren Fotos nicht zu sehen ist. In den Korridor vor dem Portal eingedrungene Angreifer, hatten jedenfalls gegen die versteckten Bogen- oder Armbrustschützen in den Turmgeschossen und gegen das durch die Maschikuli hinuntergegossene heiße Pech und anderes Wurfmaterial keine Chance.
Unterhalb des Schwibbogens ist in der Fassadenwand ein mittelgroßes rundbogiges Fenster ausgespart. In einem seitlich und oben umlaufenden Rückversatz der Laibungskante steht eine Archivolte aus einem kräftigen gebogenen Rundstab, der auf zwei Säulen mit gleichen Durchmesser steht, die mit pflanzlich skulptierten Kapitellen, profilierten Kämpfern und Basen ausgestattet sind. Kurz darüber ist noch ein wesentlich kleineres rundbogiges Fenster ausgespart, das mit einer ähnlichen Archivolte in einem Rückversatz ausgerüstet ist. Dieses Fenster wurde zeitweise von der Brustwehr gänzlich verdeckt. Auf dem Giebelfirst thront eine in einem Metallbügel aufgehängte Glocke, die mit einem fächerförmigen Gegengewicht ausgestattet ist.

#### Hauptportal
Grobstruktur

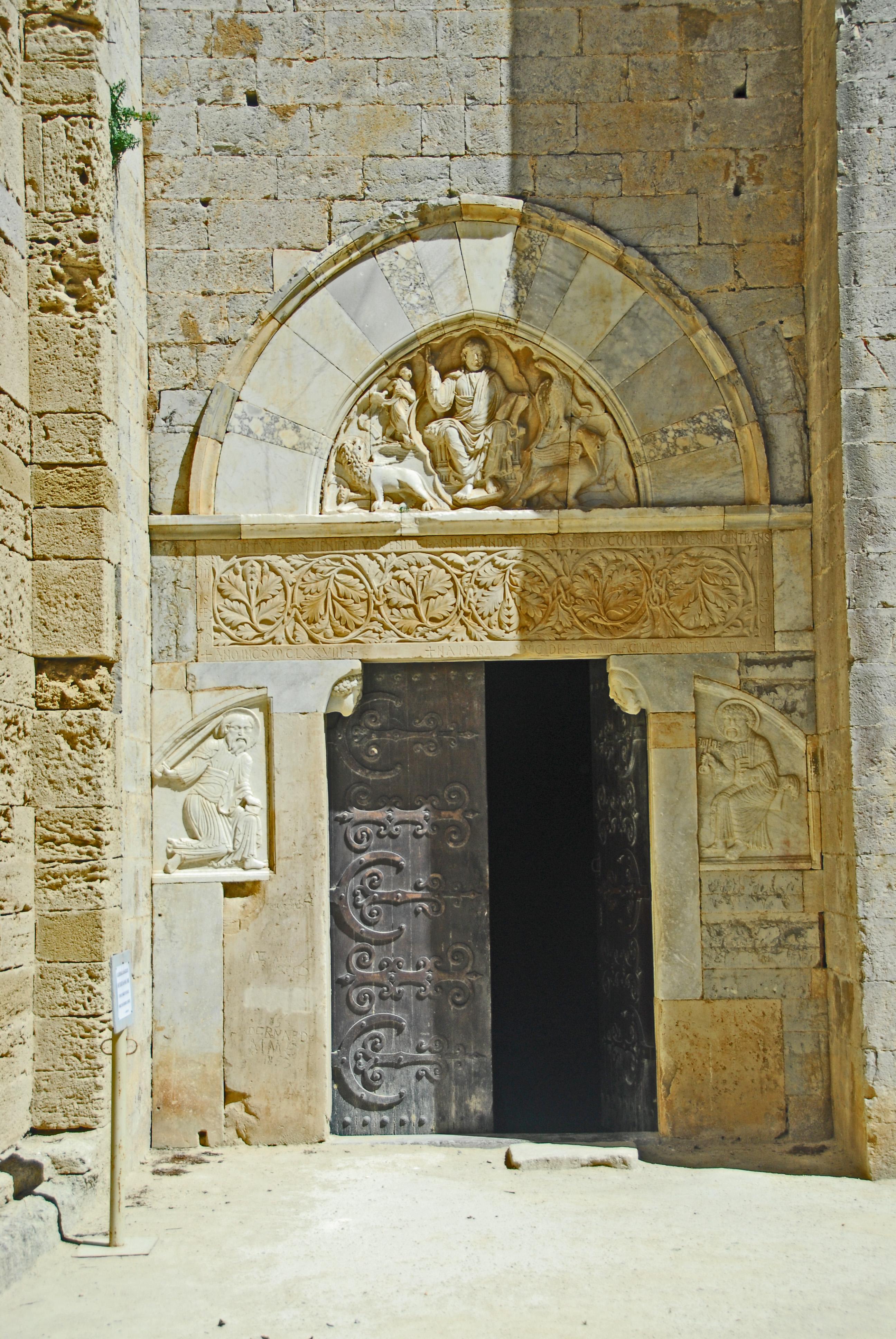
Hauptportal von W

Das zweiflügelige Hauptportal in der Fassade in bescheidenen Abmessungen erweist sich bei genauerem Hinsehen als höchst heterogene Anordnung, die aus romanischen Skulpturelementen in verschiedenfarbigem Marmor antiken Ursprungs aus drei unterschiedlichen Epochen zusammengestellt sind. Das Portal mit seinen Einfassungen ist exakt in die lichte Breite zwischen den Strebepfeilern der Türme eingepasst.
Die Portalöffnung ist rechteckig und wird beidseitig von scharfkantigen unterschiedlich geformten Pfosten begrenzt, denen man die Wiederverwendung sofort ansieht. Der rechte reicht nicht einmal über die ganze Höhe und steht auf einem fast quadratischen Quaderstein. Die seitlichen Laibungen werden oben durch unterschiedlich breite Konsolsteine abgeschlossen, die in die oberen Ecken der Türöffnung hineinragen. In der hohlkehlenartigen Ausrundung ist jeweils das Hochrelief eines Kopfporträts eingearbeitet.
Zwischen den seitlichen Pfosten und den Strebepfeilern sind zwei nahezu gleich breite Steinplatten mit Flachreliefs aus weißem Marmor eingepasst, denen man die ursprüngliche Zugehörigkeit zu einem größeren Relief gleich ansieht. Sie werden unten waagerecht von zugehörigen Profilleisten begrenzt. Oben begrenzt sie ein ähnliches Profil, jedoch segmentbogenförmig und von außen nach innen um etwa dreißig Grad ansteigend. Auf den senkrechten Seiten begrenzen sie keine zugehörige Profile, vielmehr scheinen sie dort abgeschnitten zu sein.

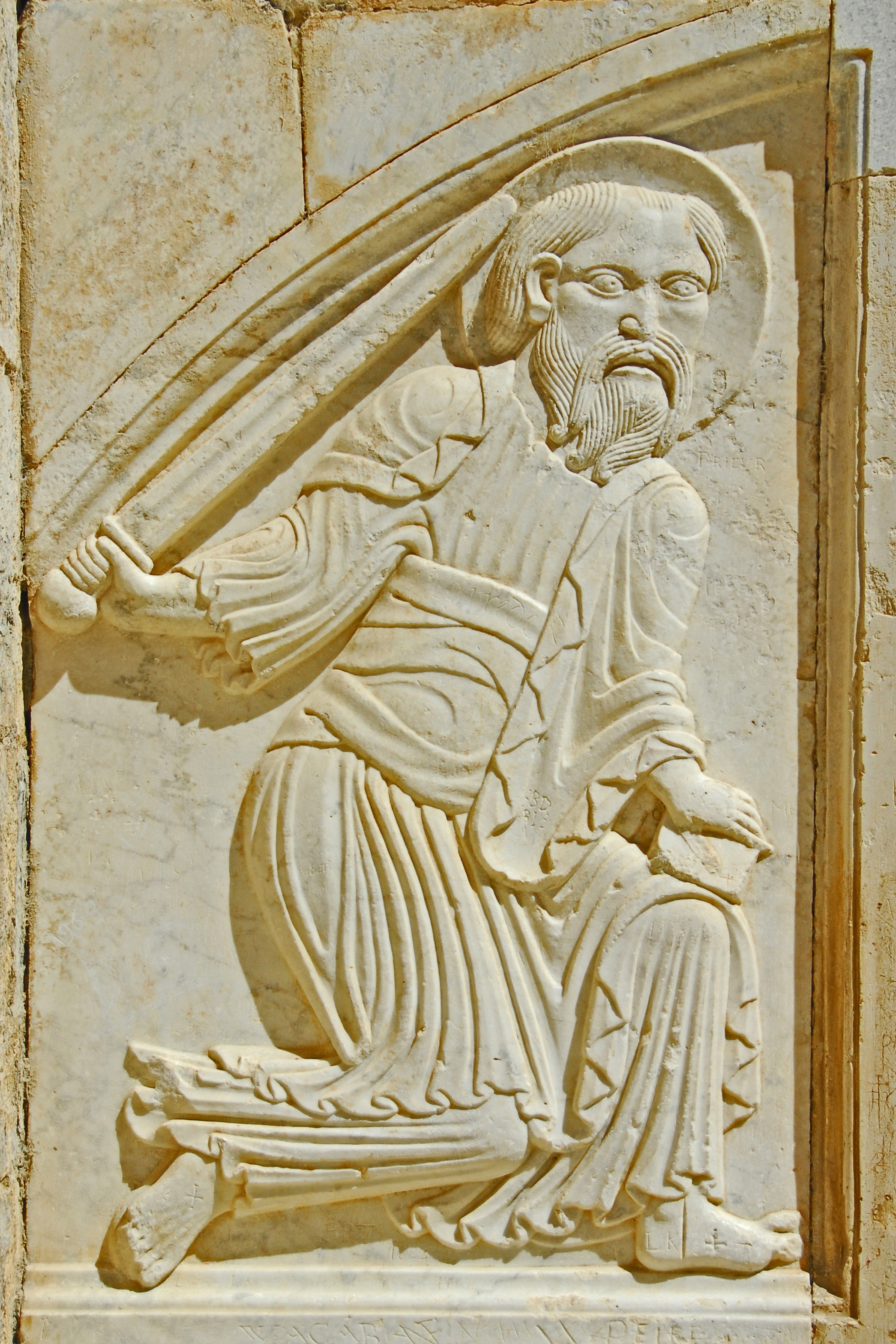
Hauptportal, Flachrelief, Paulus

Ein im Verhältnis zur schmalen Portalöffnung sehr langer und kräftiger rechteckiger Türsturz ruht auf den vorstehend beschriebenen Konsolsteinen. Er wurde aus hellbeigefarbenen Marmor eines ehemaligen römischen Meilenstein gefertigt. Seine Länge reicht nicht ganz bis zu den seitlichen Strebepfeilern. Seine Sichtseite ist mit einem pflanzlichen Flachrelief skulptiert und sein breiter Rahmen ist mit einer lateinischen Inschrift und einem Anfertigungsdatum versehen. Die Oberseite des Sturzes wird mit einem doppelt profilierten Kraggesims abgedeckt, das bis gegen die Strebepfeiler geführt ist.
Die Flächen zwischen den Türpfeilern, den Flachreliefs und den Strebepfeilern sind mit passend zugeschnittenen flachen Werksteinen oberflächenbündig ausgefüllt.
Auf diesem Profil erhebt sich das rundbogige leicht angespitzte Tympanon, das mit einem Hochrelief skulptiert ist. Es wird umfasst von einem ebenso leicht angespitzten ungewöhnlich breiten Archivoltenbogen, aus langen glatten Keilsteinen aus mehrfarbigem Marmor, vom reinen Weiß, über verschiedene Grautöne, bis zu gescheckten grau-weißen Farbtönen. Diese werden außenseitig eingerahmt von einem doppelten Kragprofil aus mehrfarbigem Marmor, bei denen noch der hell-beige hinzukommt. Beiderseits dieser Einfassung wurde in den Zwischenräumen bis zu den Strebepfeilern noch einmal mit einem weiteren Bogen in grauen Steinen begonnen. Es blieb aber rechts bei zwei und links bei einem und einem halben Bogensteinen. Darüber hat man das Mauerwerk mit mittelformatigen Werksteinen im regelmäßigen Schichtenverband fortgesetzt.
Das zweiflügelige Holzportal ist mit schmiedeeisernen kunstvoll geformten Beschlägen dekoriert.
Portalskulptur

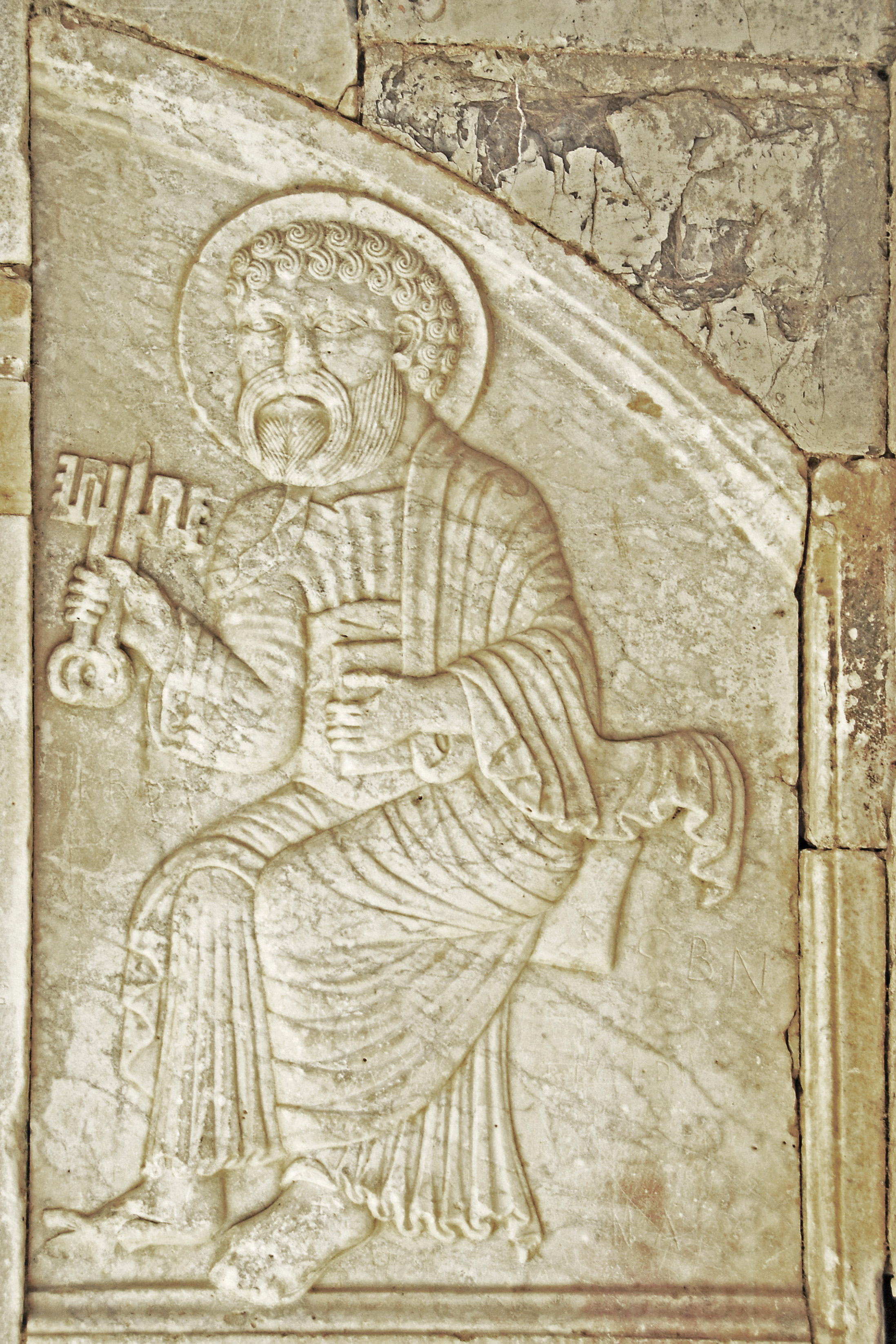
Hauptportal, Flachrelief, Petrus

Die beiden Flachreliefs seitlich der Portalöffnung aus weißem Marmor stellen die Schutzpatrone der Kathedrale dar, auf dem rechten der heilige Petrus, sitzend, die Schlüssel in der Rechten und das Evangelium mit der Linken an den Leib gepresst, und auf dem rechten der heilige Paulus, kniend, das geschwungene Schwert in seiner Rechten, ein Buch mit den Apostelbriefen mit der Linken auf das Knie abgestützt. Die noch starren, in Tuniken und Mäntel „nach antiker Art“ gehüllten Silhouetten treten in einem schwachen Relief aus dem eintönigen Hintergrund der Platte hervor. Die Gesichter mit modelliertem Bart und Haar sind dem Betrachter zugewandt. Beide Platten gehen auf den Anfang des 12. Jahrhunderts zurück, ihre oberseitig gerundete Form und die verstümmelten Profilleisten weisen darauf hin, dass sie zu einem großen rundbogigen Tympanon gehörten, in dessen Mitte wahrscheinlich Christus abgebildet war. Vielleicht handelt es sich um das Tympanon der ersten romanischen Kathedrale aus dem 11. Jahrhundert, spätestens Anfang des 12. Jahrhunderts.
Derselben Epoche und demselben Stil sind die beiden Konsolen in der Portalöffnung zuzuordnen, die mit den Köpfen der Apostel Petrus und Paulus im Hochrelief skulptiert sind, die den benachbarten Darstellungen der Flachreliefs entsprechen.
Das Flachrelief auf dem Portalsturz

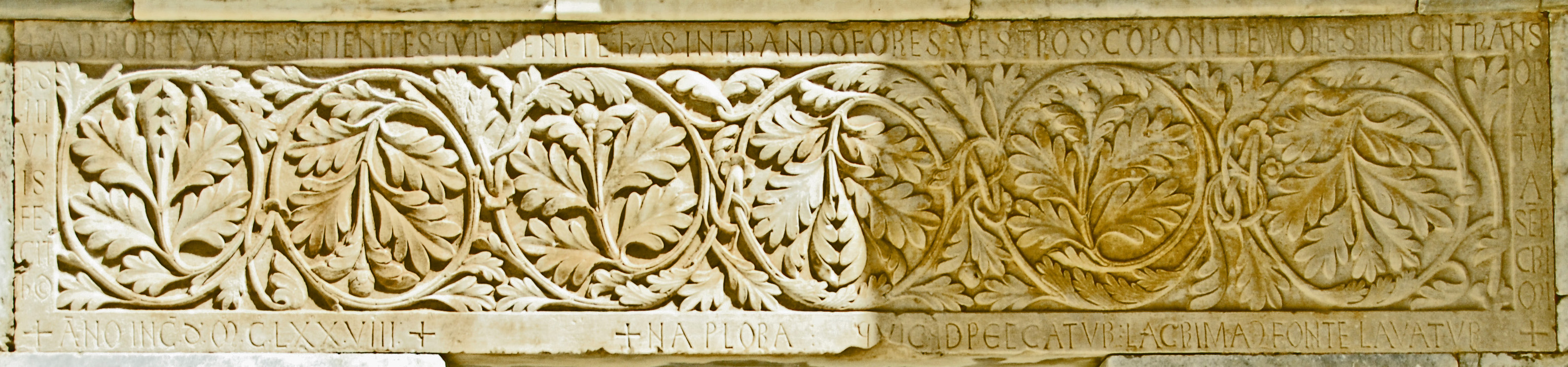
Hauptportal, Portalsturz, Flachrelief

zeigt innerhalb des Schriftrahmens ein Rankenmotiv in einer deutlich höheren künstlerischen Stufe, das seine Akanthusblätter zu sechs großen Medaillons zusammenfasst und mit kunstvoll gezeichneten Schnörkeln verziert, eine bildhauerische Arbeit von höchster Feinheit, die sich offensichtlich an antike Vorbilder anlehnt. Durch seine Inschrift ist der Sturz genau datierbar, und zwar auf 1178, was mit der Fertigstellung des Langhauses zusammenfällt. Die Inschrift in lateinischen Versen und Majuskeln enthält dieses Datum und ist von seinem Autor Bernard Tréviers signiert:

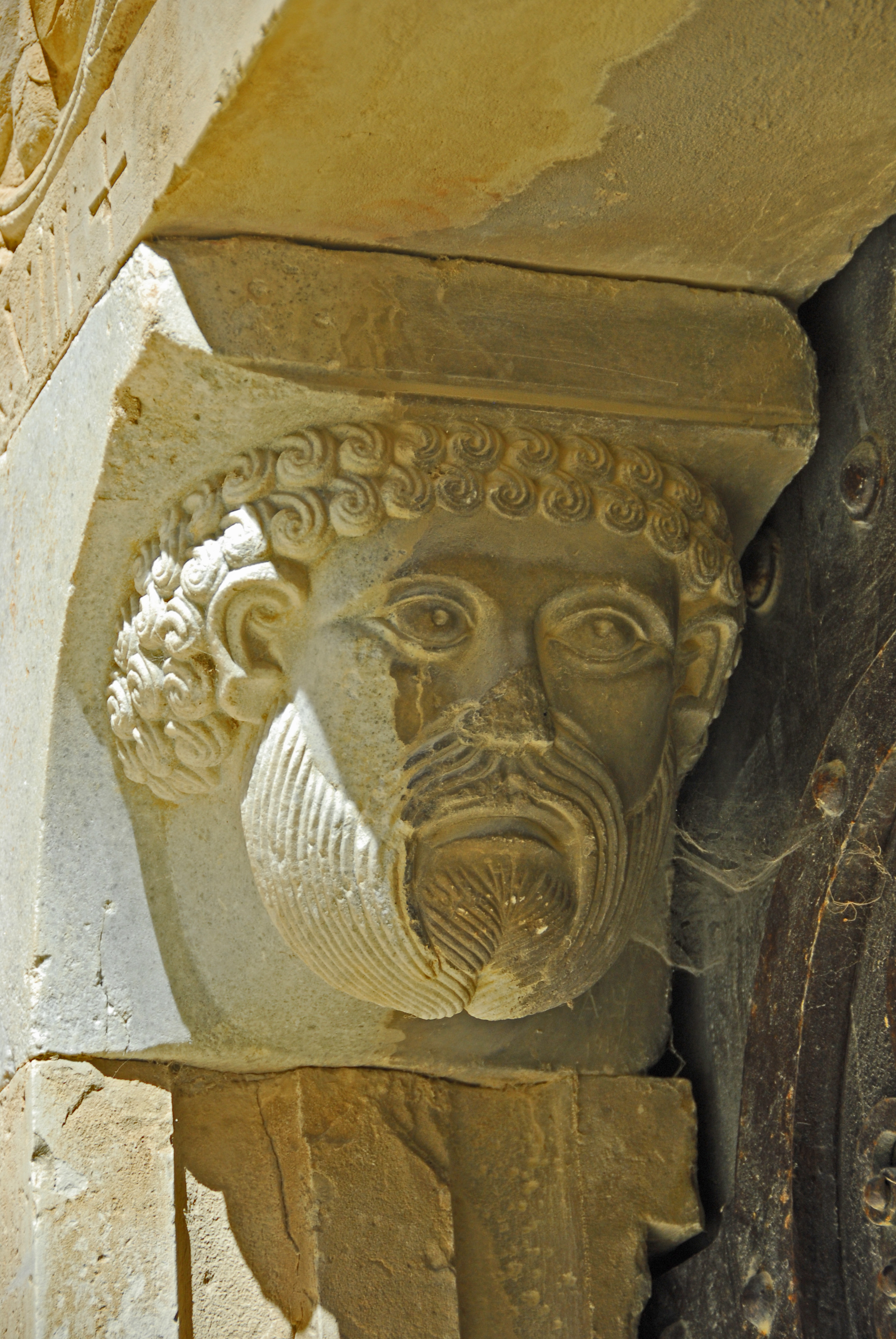
Hauptportal, Kopfporträt, Petrus

+AD PORTUM VITE: SITIENTES QUIQUE VENITE
HAS INTRANDO FORES: COMPONITE MORES
HINC INTRANS ORA: TUA SEMPER CRIMINA PLORA
QUIQUID ORCCATUR: LACRIMARUM FONTE LAVATUR
Auf der senkrechten Leiste links ist zu lesen:
BERNARDUS DE III VIIS FECIT HOC + ANNO INC
(arnationis) D' (omini) M. C. LXX. VIII.
Übersetzung:
Ihr, die ihr dürstet, kommt zu diesem Hafen des Lebens.
Läutert Eure Sitten, wenn ihr diese Türen durchquert.
Du, der Du hier eintrittst, beweine stets Deine Missetaten,

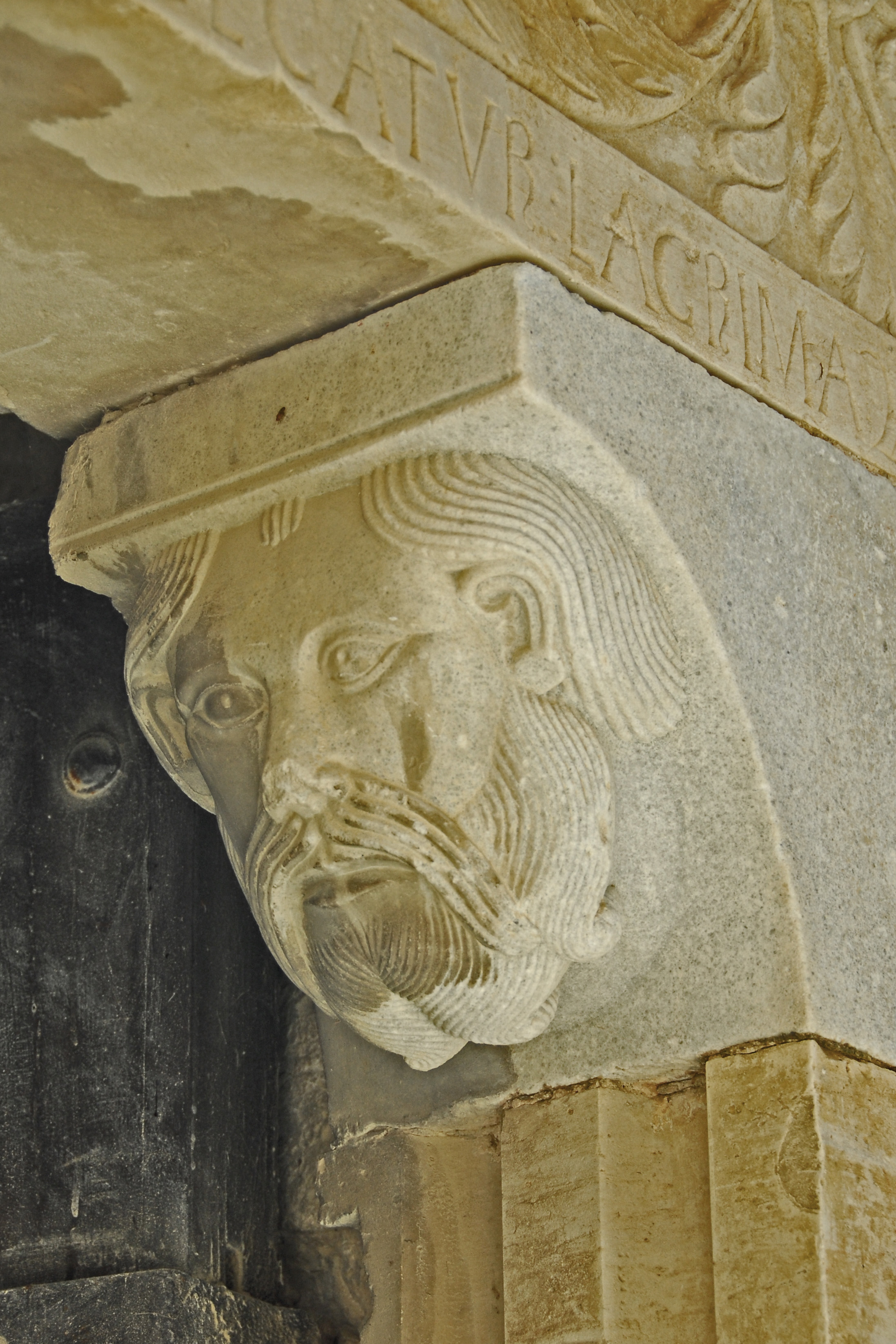
Hauptportal, Kopfporträt, Paulus

Welche Sünde Du auch begangen hast, sie wird durch viele Tränen reingewaschen.
+Bernard de Tréviers hat dies geschrieben. im Jahr des Herren 1178".

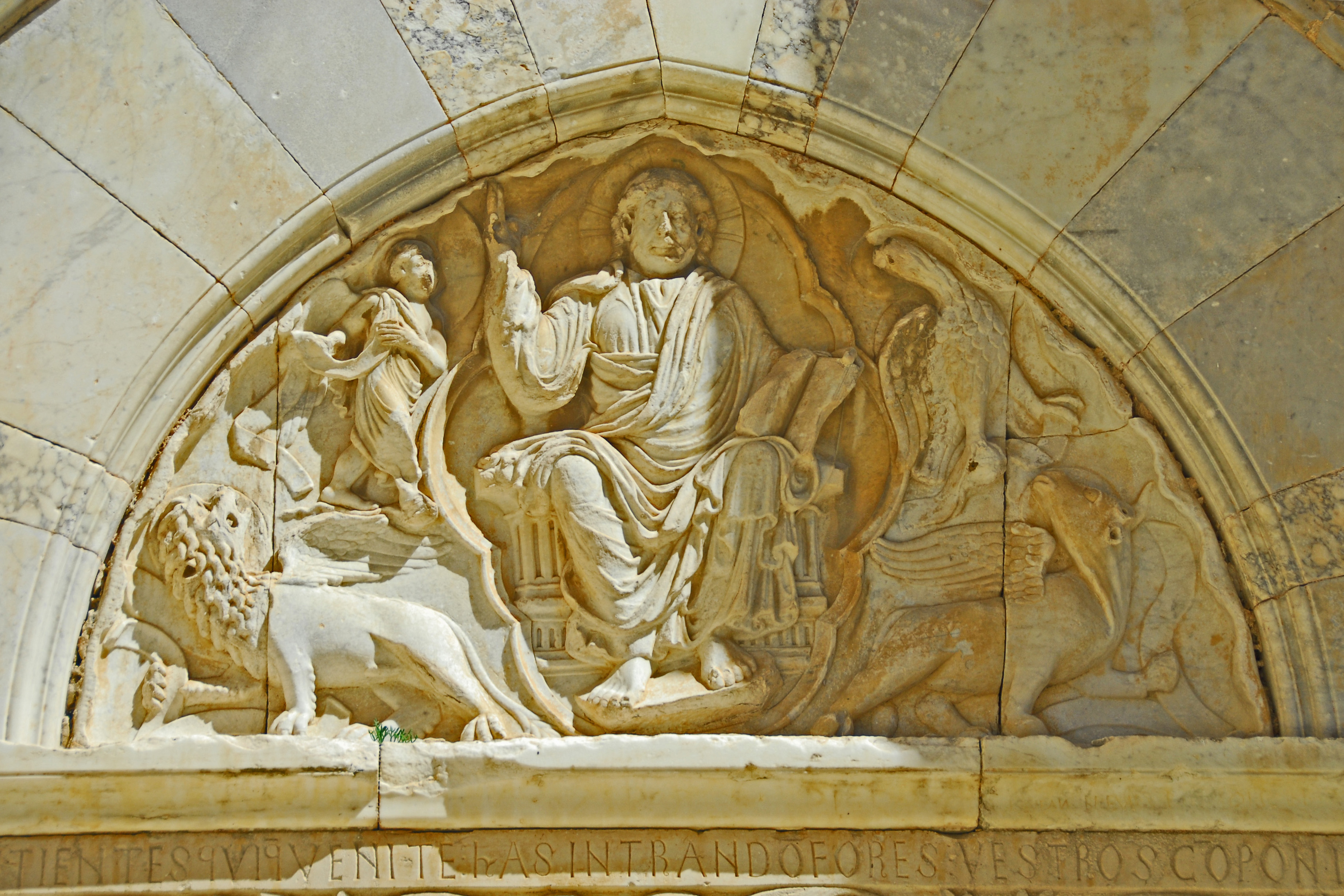
Hauptportal, Tympanon

Das leicht angespitzte rundbogige Tympanon ist das jüngste Element des Portals. Die in einen sehr reinen weißen Marmor gehauene Skulptur zeigt in Frontalansicht Christus als Majestas Domini, auf einem altertümlich kannelierten Thron sitzend, die Rechte zum Segensgestus erhoben und mit der Linken das geöffnete Buch des Lebens auf dem Knie abgestützt. Seine massive mit komplex gefalteter Kleidung drapierte Gestalt ist von einer mehrbogigen Mandorla umschlossen. Sein Haupt ist von einem Kreuznimbus hinterlegt und seine Füße ruhen auf einer leicht verdrehten Bank.
Christus wird beidseitig von den vier Evangelistensymbolen flankiert, die der Vision der Apokalypse entstammen, die Hinterlegung ihrer Köpfe mit Nimben kennzeichnet sie als Heilige. Alle vier sind geflügelte Wesen, die in ihren Händen oder Pranken lange Spruchbänder präsentieren, die mit lateinischen Texten aus den Evangelien beschriftet gewesen sein sollen.
Oben links schreitet der Mensch, der den heiligen Matthäus symbolisiert, in Richtung des Thronenden, unten links steht der auswärts gerichtete Löwe, der seinen Kopf rückwärts über den Rücken in Richtung Christi gewandt hat, als Symbol für den heiligen Markus. Ebenfalls nach außen strebend, aber die Köpfe zur Mitte hin gerichtet, steht oben rechts der Adler für den heiligen Johannes und unten rechts der Stier für den heiligen Lukas.
Ein schmaler gebogener Rand aus wellenförmigen Wolken säumt die dichte Komposition, deren antikisierender Stil und Realismus den späten Einfluss der Ateliers von Saint-Gilles in einem bereits gotischen Geist bezeugen.

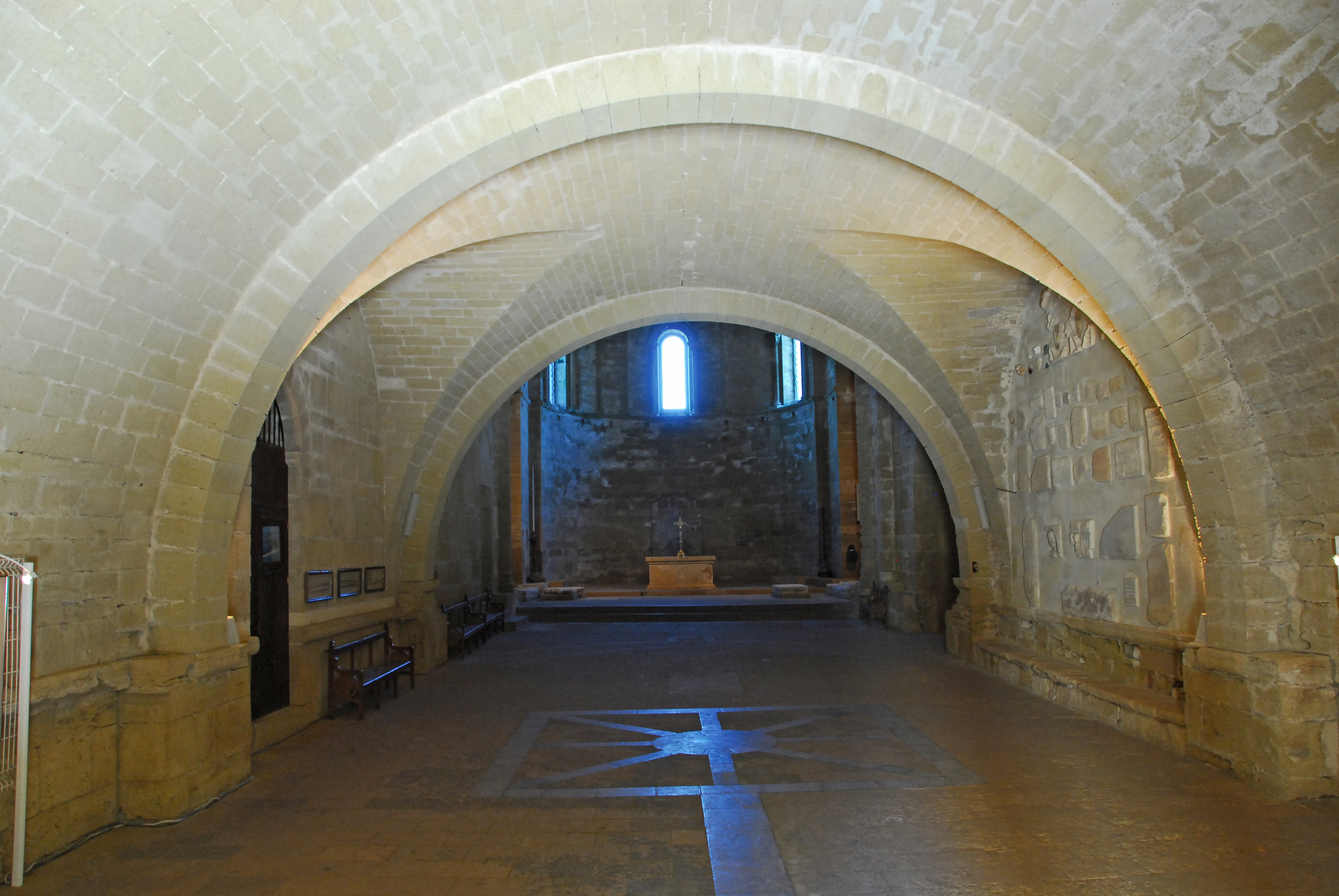
Schiff unter Empore, zum Chor

### Inneres

#### Hauptschiff

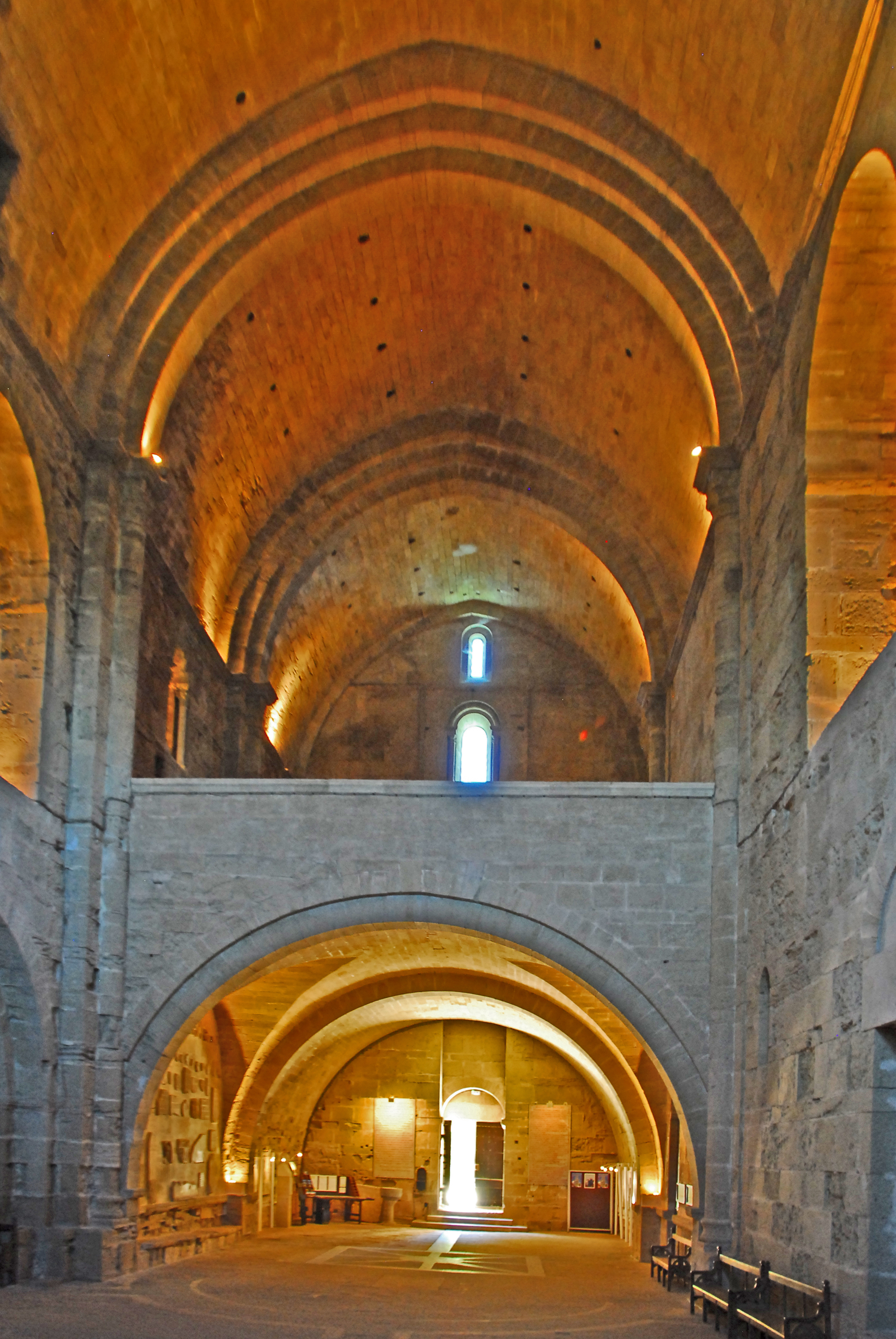
Empore vom Chor aus

Das Hauptschiff aus der 2. Hälfte des 12. Jahrhunderts steht auf einem lang gestreckten rechteckigen Grundriss, der in drei leicht rechteckige Joche unterteilt ist.
Das Schiff wird überdeckt von angespitzten Tonnengewölben, das mit einer Scheitelhöhe über dem Fußboden von fast zwanzig Metern einen recht schlanken Aufriss besitzt, dessen Längswände immerhin 2,50 Meter dick sind. Die Höhe der Gewölbeansätze wird mit einem kräftigen, weit ausladenden, dreistufig profilierten Gesims markiert, das als Kämpferprofil rechtwinklig um die mit Akianthusblättern skulptierten Kapitelle der Wandsäulen herumgeführt sind. Darüber treten die Gewölbe ungewöhnlich weit zurück. Die gleiche Gewölbeform erstreckt sich über die Querschiffarme bis zu Ostwand des Querhauses hinweg. Die Joche des Schiffs und dessen Verlängerung über das Querschiff werden durch kräftige dreifach abgestufte Gurtbögen aus Keilsteinen unterteilt, deren beide äußeren Stufen auf den Rückversätzen des Gewölbes enden. Lediglich die innere Stufe des Bogens geht unterhalb des Kapitells in halbrunde Säulen über, die in einem Stück über die gesamte Wandhöhe reicht.
Im Gewölbe des Schiffs sind vier Reihen von kreisrunden etwa faustgroßen Löchern
zu erkennen, die angeblich Schallgefäßen, wie Amphoren aus Terrakotta entsprechen sollen, die man zur Verbesserung der Akustik in römischen Theatern eingemauert hat. Wahrscheinlicher ist aber hier das Einmauern von Urnen aus poröser Keramik, die das Gewölbe „belüften“ und damit von etwa doch eingedrungenem Regenwasser befreien sollten.

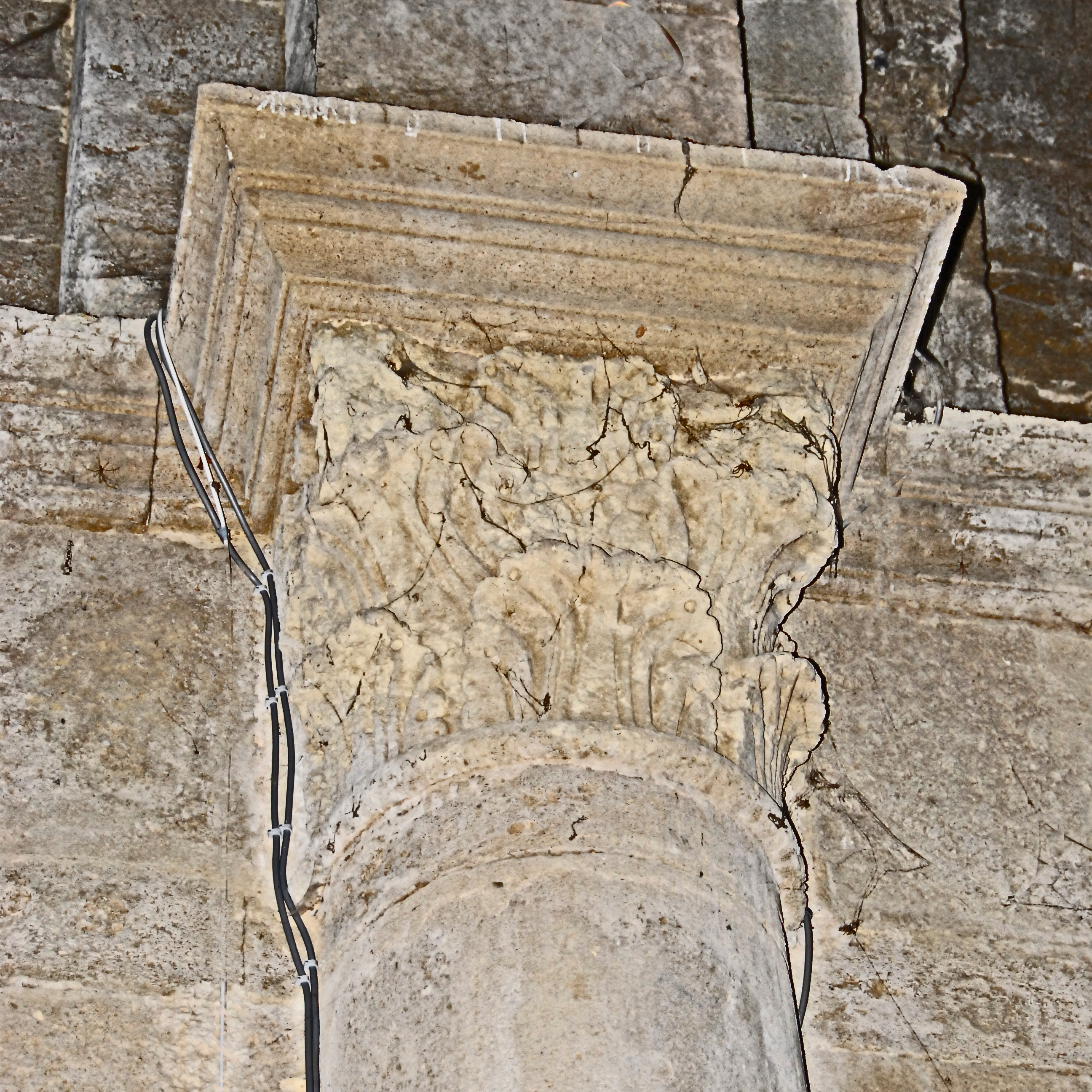
Kapitell über Empore

Gegen Ende des 12. Jahrhunderts wurde in die ersten beiden Joche eine schwergewichtig wirkenden Empore eingezogen, die von Tonnengewölben mit halbkreisförmigem Aufriss getragen werden. Die Tonne des zweiten Gewölbes wird durch den Einzug von zwei quer verlaufenden rundbogigen Kappen zum Kreuzgratgewölbe, deren Grate sich wegen des rechteckigen Grundrisses nicht in einem zentralen Punkt treffen. Die Gewölbeansätze liegen gut einen Meter über dem Fußboden und werden durch kräftige Kragkonsolen markiert, die über die jochteilenden einfachen Gurtbögen und den sockelartig verbreiterten Wandpfeilern herumgeführt sind.

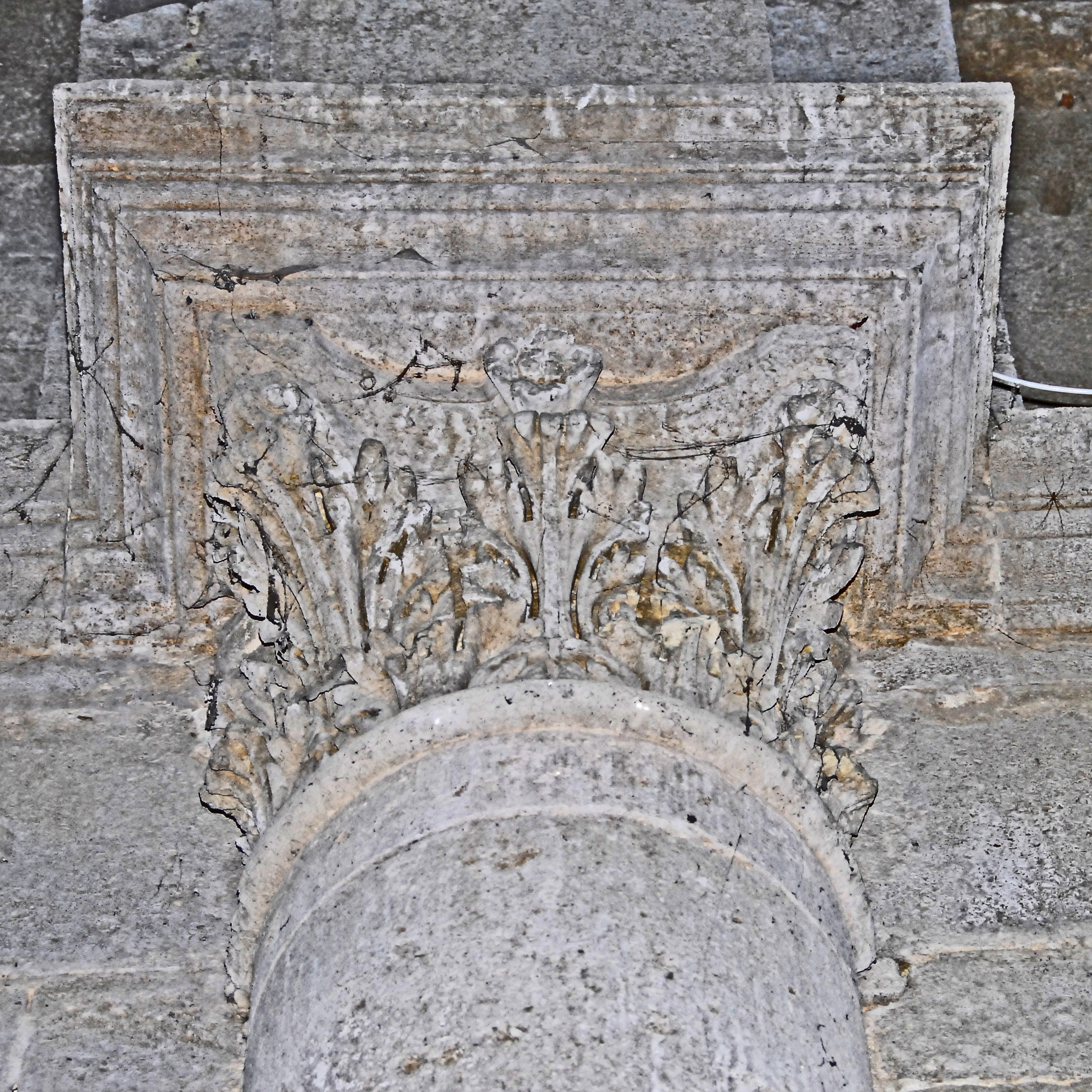
Kapitell über Empore

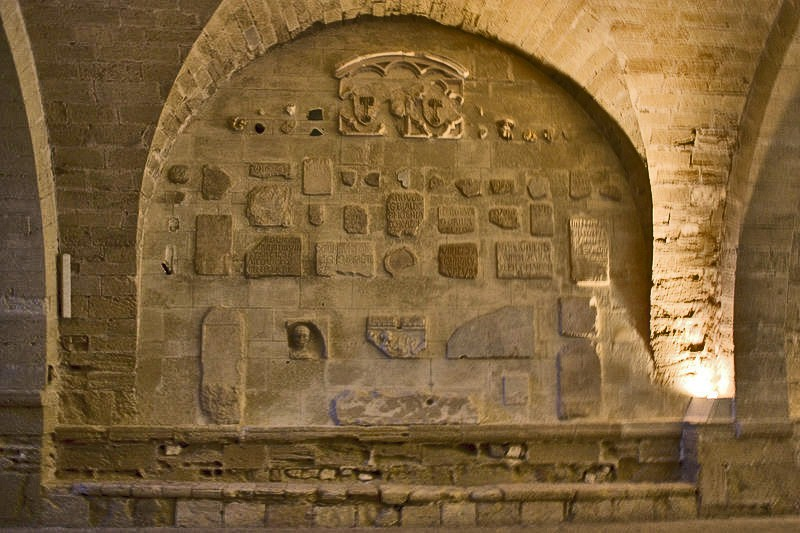
Eingemauerte Fundstücke von F. Fabrège

In der Südwand des zweiten Jochs sind verschiedene Platten mit Flachreliefs und Inschriften eingelassen. Dabei handelt es sich um von Frederic Fabrège 1872 bei der neuen Pflasterung der Kathedrale entdeckten Fundstücke: Unten zwei Reihen von Flachreliefs und antike Inschriften, in der Mitte drei Register mit romanischen Gedenktafeln und oben gotische Skulpturfragmente, darunter das Wappen des Pontifikalsitzes Maguelone, die Schlüssel von Sankt-Petrus, in zweifacher Ausführung.
Der antike Marmor (hellenistisches Relief, römische Grabstelen und kuriose Denktafel aus frühchristlicher Zeit: „VERA IN PACE“) wurde wahrscheinlich im Mittelalter als Baumaterial oder Dekorelement nach Maguelone gebracht.
Die mittelalterlichen Inschriften (Epitaphe von Kanonikern und sonstigen Geistlichen), stammen hingegen aus dem Kreuzgang und vom Friedhof des Bischofssitzes.

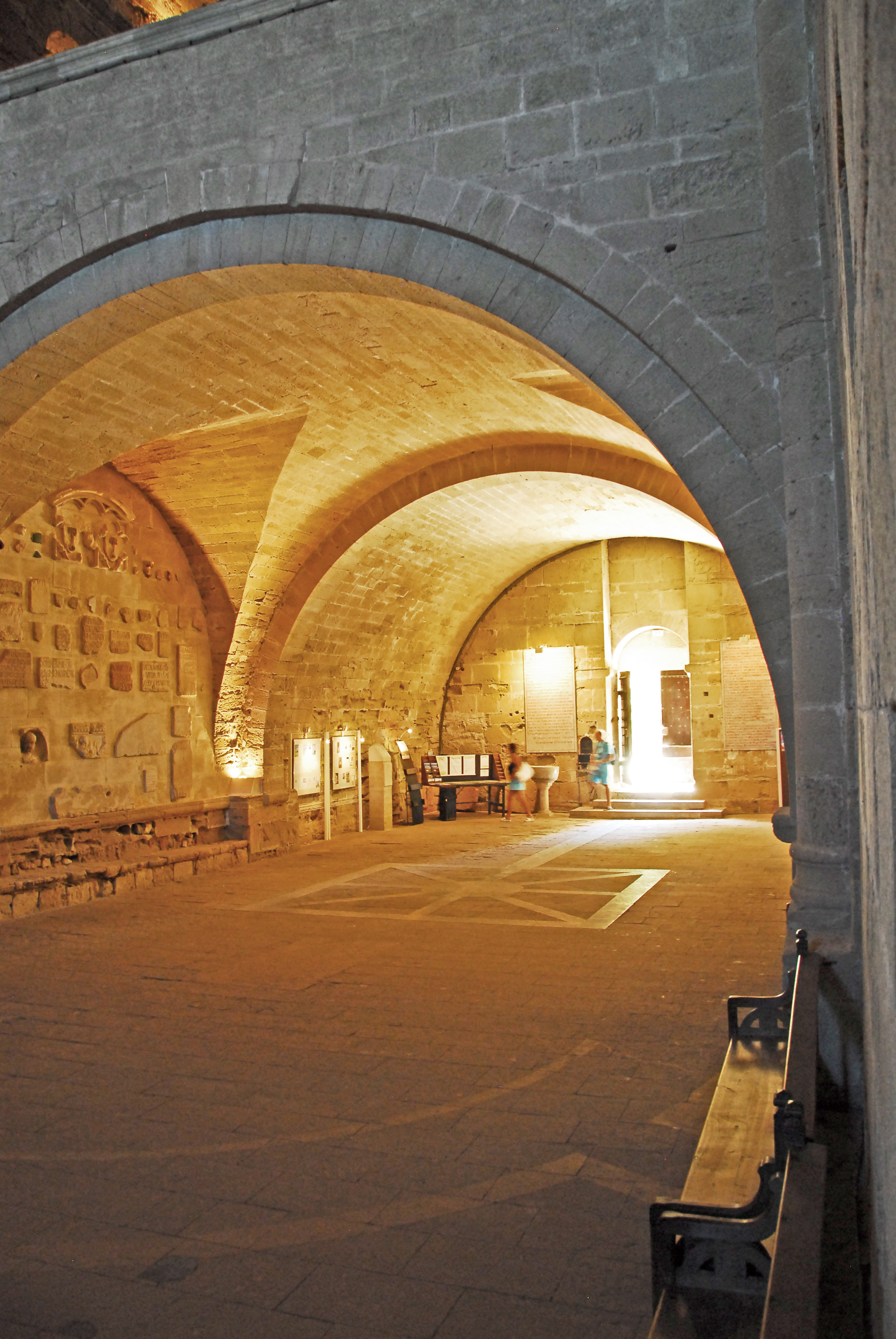
Unter der Empore, nach Westen

Auf derselben Wand ist im unteren Bereich eine steinerne Sitzbank in ganzer Jochbreite aufgereiht.
In der gegenüber stehenden Wand des zweiten Jochs befindet sich eine rundbogige Türöffnung, die außenseitig zugemauert ist. Über diese Tür gelangte man in das Erdgeschoss des ehemaligen Kreuzgangs mit seinen Konventsräumen.
Genau zentriert in der Westwand der Fassade führen drei Treppenstufen hinauf zur rechteckigen Öffnung des Hauptportals, die seitlich von tiefen Laibungen begrenzt wird. Darüber befindet sich eine rundbogige Blendarkade in einer Wandnische die von den Fortsetzungen der seitlichen Türlaibungen begrenzt wird und weiter aufwärts durch die Decke der Tribüne hinauf geführt wird. Das zweiflügelige Holzportal, das außenseitig mit schmiedeeisernen Beschlägen dekoriert und befestigt ist, kann durch einen enormen, rekonstruierten Holzriegel von innen verschlossen werden.

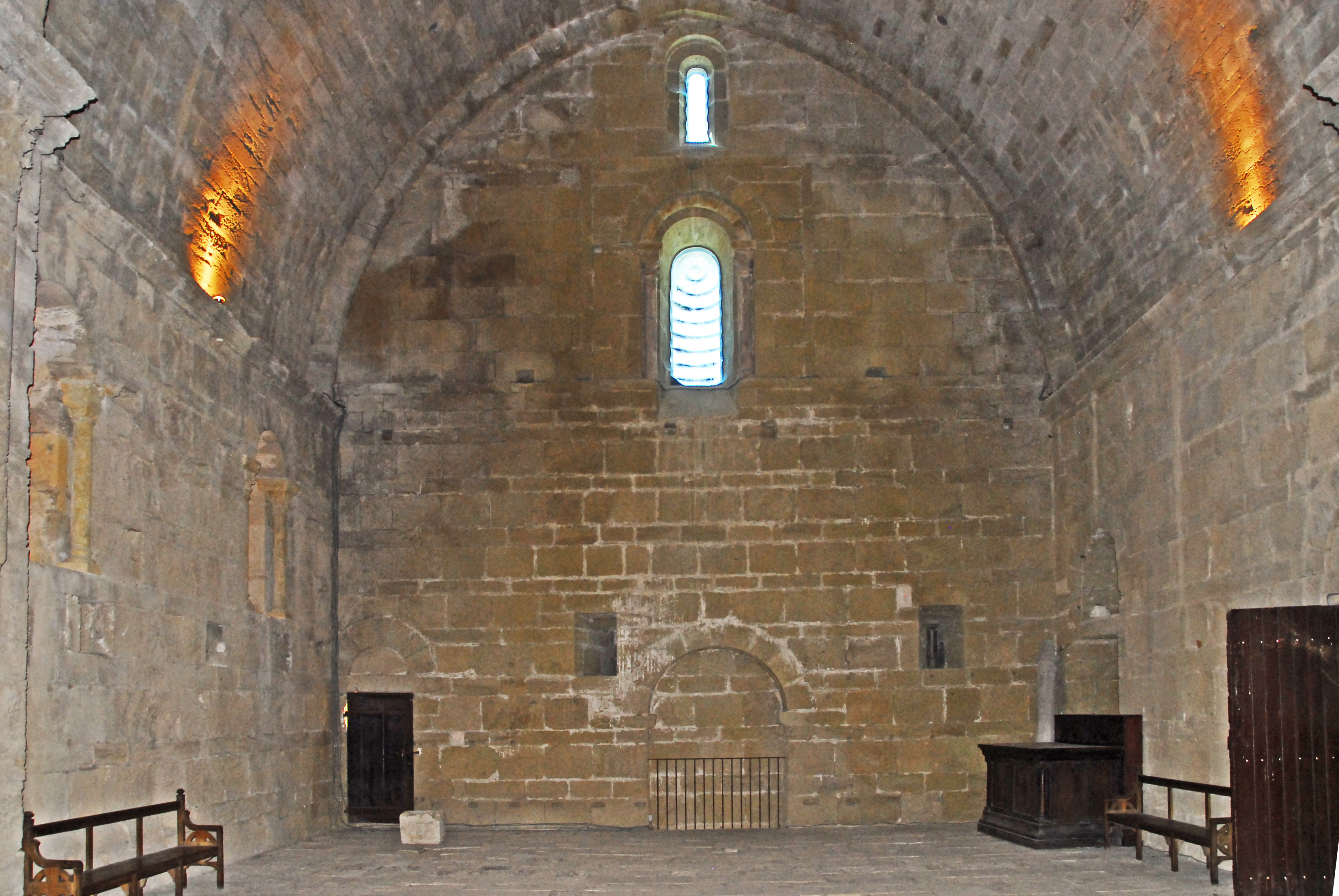
Auf der Empore, Westwand

Oberhalb der Empore trifft man auf die oben beschriebenen Gewölbe der ersten beiden Joche des Schiffs. Auf der Giebelwand der Fassade befindet sich eine große, einfache, scharfkantige Blendarkade in Größe des gesamten Aufrisses des Schiffs. Mit dem Halbdunkel des Schiffs, des Querhauses und vor allem des Raums unter der Empore kontrastiert der lichtgetränkte Domherrenchor auf der Empore.
In der Fassadenwand kommt die vorstehend beschriebene Wandnische über dem Hauptportal im Erdgeschoss an, die durch einen entsprechenden schlitzartigen Deckendurchbruch, eine Art innerer Maschikuli, geführt wird, und weiter oben von einem halbkreisförmigen Blendarkadenbogen aus Keilsteinen überdeckt wird. Sein Scheitel befindet sich immerhin etwa drei Meter über dem Boden der Empore. Die Bogenansätze werden von Kämpferprofilen markiert. Es handelt sich dabei tatsächlich um ein Verteidigungsinstrument. In der Nische hing ehedem ein metallbeschlagenes Fallgatter, ähnlich derjenigen in Burgtoren, das zur Verstärkung des hölzernen Hauptportals im Erdgeschoss herunter gelassen werden konnte.
Links der Nische befindet sich in der Nähe der Seitenwand eine rechteckige einflügelige Tür, deren Öffnung ehemals das Obergeschoss des St-Jean-Turms mit der Tribüne verband. Die Tür wird überdeckt von einem monolithischen Sturzbalken und einem Entlastungsbogen aus Keilsteinen.
Hoch oben über der Nische, etwa in Höhe der Gewölbeansätze ist ein mittelgroßes rundbogigen Fenster ausgespart, dessen Gewändekanten seitlich und oben Rückversätze aufweisen, in die eine Archivolte aus einem gebogenen Rundstab der auf glatten Säulchen steht, die mit pflanzlich skulptierten Kapitellen und profilierten Kämpfern ausgestattet ist. Gleich darüber gibt es noch ein deutlich kleineres rundbogiges Fenster, in dessen Kantenrückversatz keine Archivolte mit Säulchen enthält. Beide Fenster tauchen an sommerlichen Spätnachmittagen das Schiff in güldenes Abendlicht.

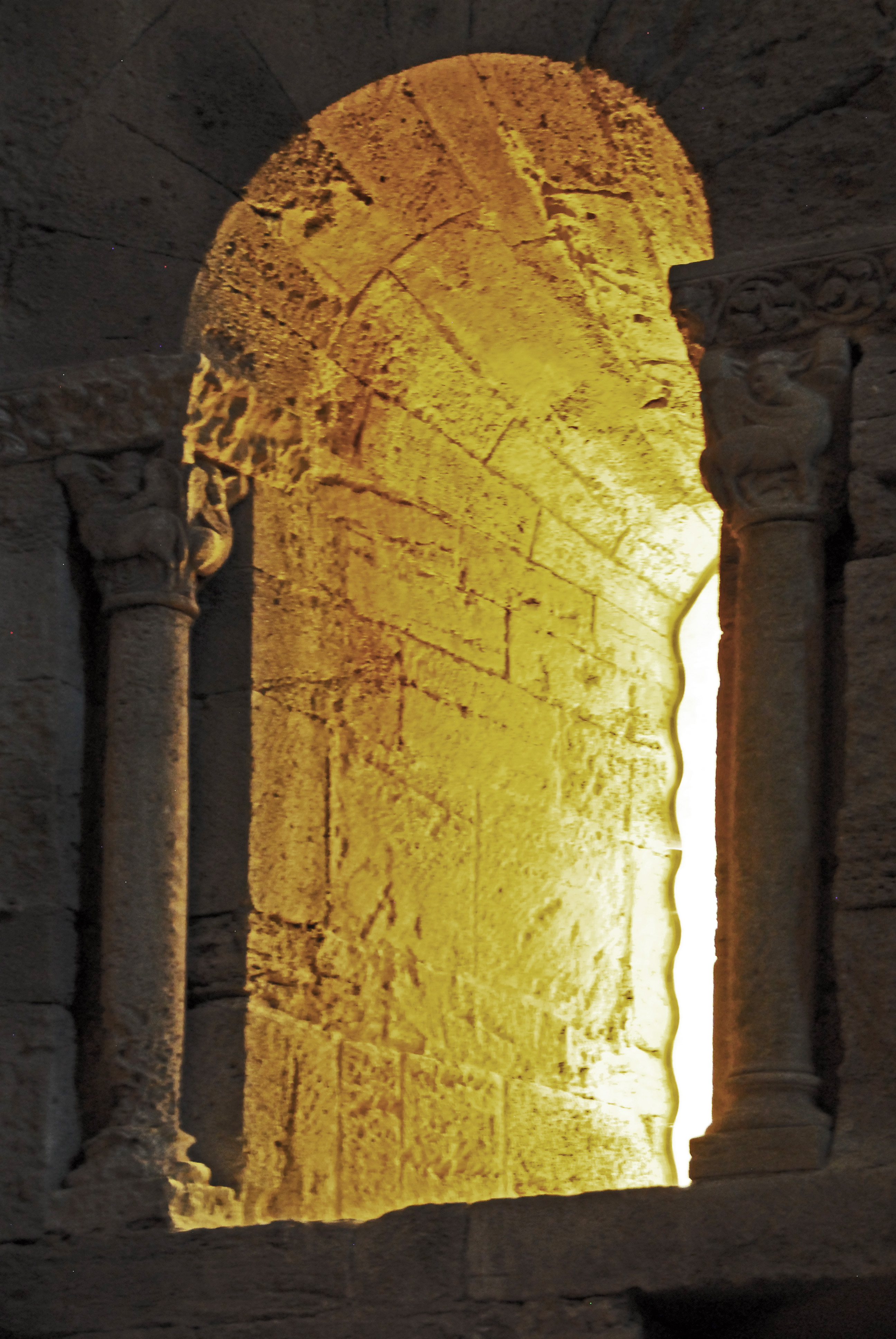
Auf der Empore, Fenster in Südwand

In der Südwand sind drei schlitzartige rundbogige Fensteröffnungen ausgespart, davon zwei im ersten Joch und eins im zweiten. Die Gewände dieser Schießscharten sind seitlich und oben stark nach innen aufgeweitet, das sie dort als schlanke Fenster aussehen lässt. Ihre seitlichen Gewändekanten sind in Rückversätze aufgelöst, in die schlanke Säulchen eingestellt sind, die mit pflanzlich skulptierten Kapitellen und profilierten Kämpfern und Basen ausgerüstet sind.

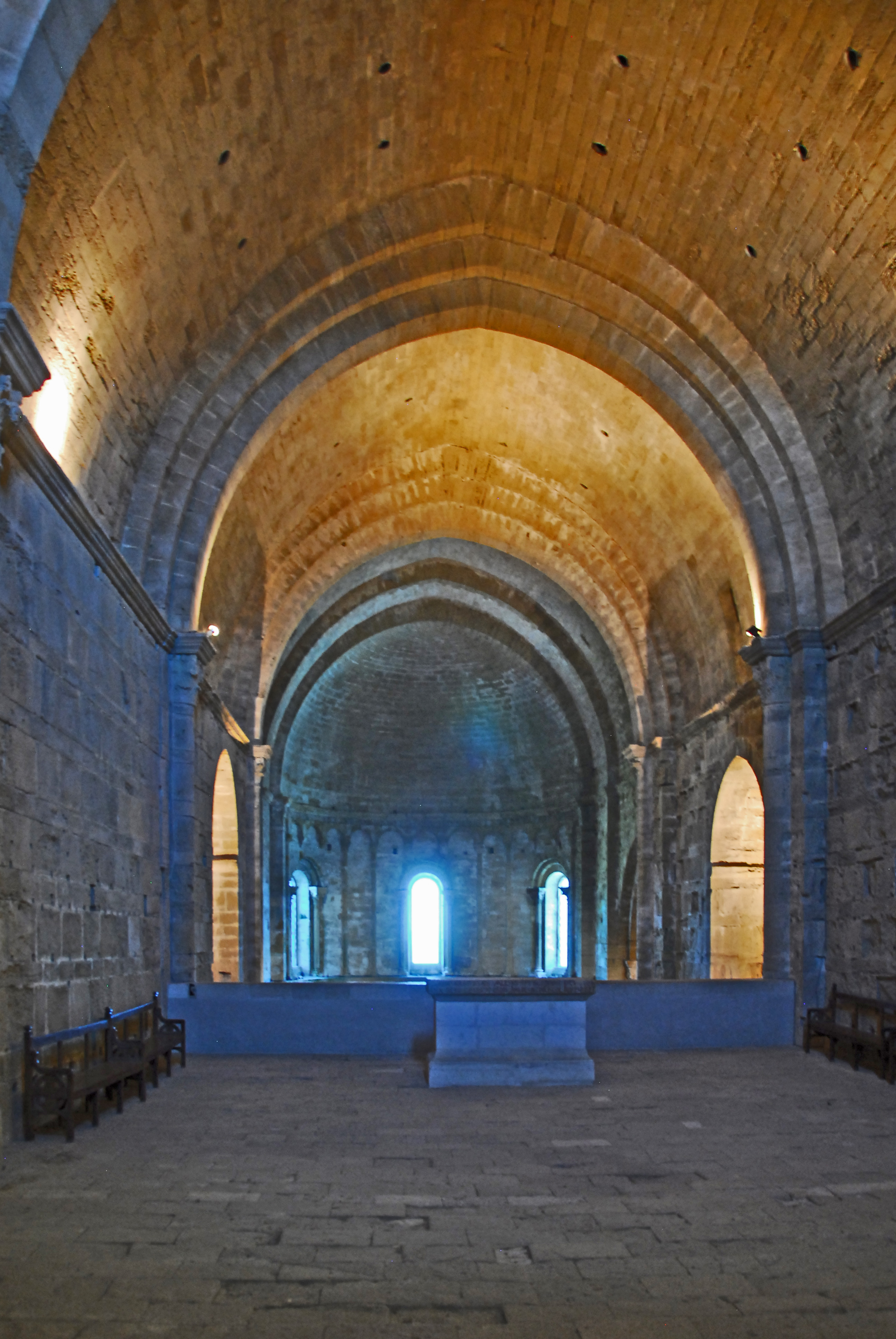
Schiff von Empore zum Chor

Unter den Fenstern befinden sich kuriose quadratische Öffnungen, die durch die ganze Dicke der Mauer reichen und außen in winzigen „Schießscharten“ münden. Zweck und Bedeutung der Öffnungen bleibt jedoch rätselhaft: sind es vielleicht Beobachtungsschlitze? Zwei solcher Wandöffnungen finden sich auch in der Westwand.

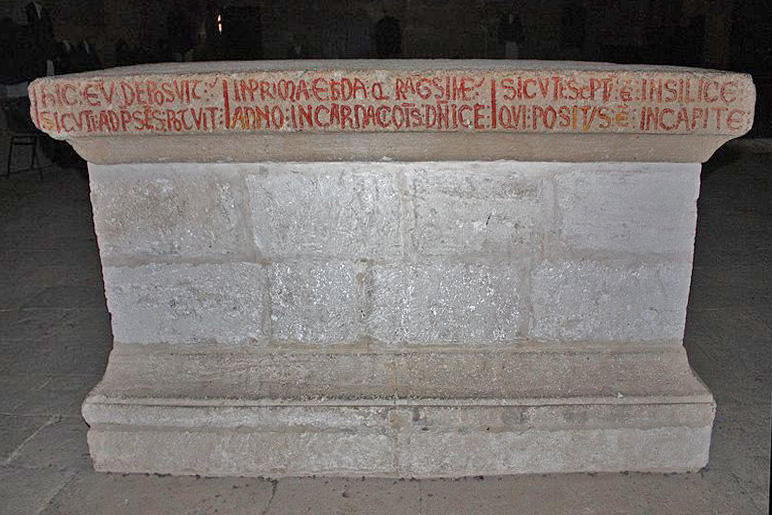
Altar der Empore

In den Nordwänden oberhalb der Empore gibt es keine Fensteröffnungen. Dort findet sich nur im zweiten Joch eine rechteckige Tür die einmal in das Obergeschoss des Kreuzgangs führte und über die man die Treppe zum Erdgeschoss der Kirche auch heute noch erreicht.
In der Mitte vor der Emporenbrüstung stand ab dem 13. Jahrhundert ein ehemals dem heiligen Nikolaus gewidmeter Altar, der im 14. Jahrhundert von anfänglich zwölf auf über 60 Personen angewachsenen Chorherrengemeinschaft. Bei der Wiederherstellung dieses Altars verwendete Frederic-Fabrège als Tischplatte die 1912 wiedergefundenen Grabplatte des Bischofs Jean de Montlaur (1158–1190). Bei der handelt es sich aber in Wirklichkeit um die Abdeckung eines Sarkophags, auf deren vier Seiten eine lange, hochinteressante Inschrift in lateinischen Versen eingraviert ist. Diese erinnert an die Verdienste des autoritären, zugleich toleranten Prälaten, Kirchenbauers und Schulgründers. Sie enthält aber auch Anspielungen an seine Verfehlungen, die Auseinandersetzungen mit dem Kapitel und die Umstände seines Todes. Zweifellos war das weit entfernt von Maguelone, wohin sein treuer Helfer, der Sakristan Bernard, im Jahr 1191 die sterbliche Hülle verbrachte.
Der lateinische Text in Majuskeln lautet:
+IN HOC VASE JOANNIS (Alpha et Omega).LUX SEMPER CLARESCAT PERENNUIS. QUISPIRITUS SANCTI DONIS.PAUPERES INTRODUXIT IN SCOLIS

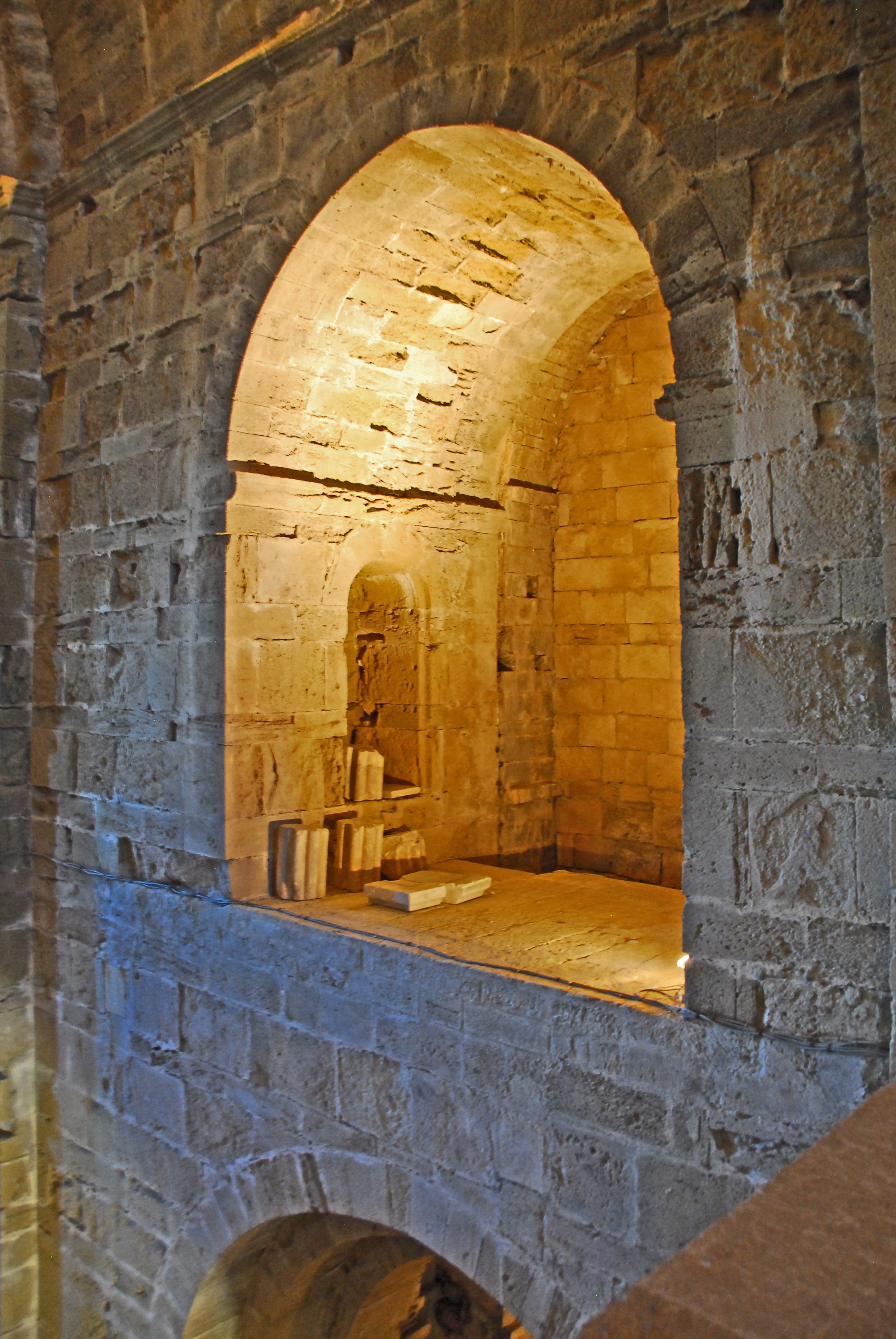
Südl. Hochkapelle

ET CUJUS NOBIS EFUSUS RST SANGUIS.ILLIUS PURGET CRIMINA CARNIS.BERTRANDUS VOCATUR ILLE.QUI SIBI ELEGIT DE MILLE
HIC EUM DEPOSUIT.SICUTI AD ORESENS POTUIT.IN PRIMA HEBDOMADA QUADRAGESIME.ANNO CARNACIONIS DOMINICE
SICUTI SUCEPIUS in SILICE.QUI POSTITUS EST IN CAPITE.IN DIE PENULTIMO POSTREMO IN MERCURIO.AB HOC NIGRAVIT SECULO FINITO NONDUM FEBRUARIO
Übersetzung:
„In diesem Grab (ruht der Körper) von Jean. Möge Alpha und Omega (Christus), das ewige Licht, immer über ihm leuchten, der den Armen in den Schulen die Gaben des Geistes vermittelte, und möge der, dessen Blut für uns vergossen wurde, seine fleischlichen Sünden reinwaschen.“
„Derjenige, den er unter Tausenden ausgewählt hat, heißt Bernard (der Sakristan). Er war es, der ihn in der ersten Fastenwoche des Jahres der Inkarnation des Herrn (1191) so gut wie möglich bestattete. Wie auf dem Stein auf der Kopfseite geschrieben steht, verließ er dieses Jahrhundert an einem Mittwoch, dem vorletzten Februar.“

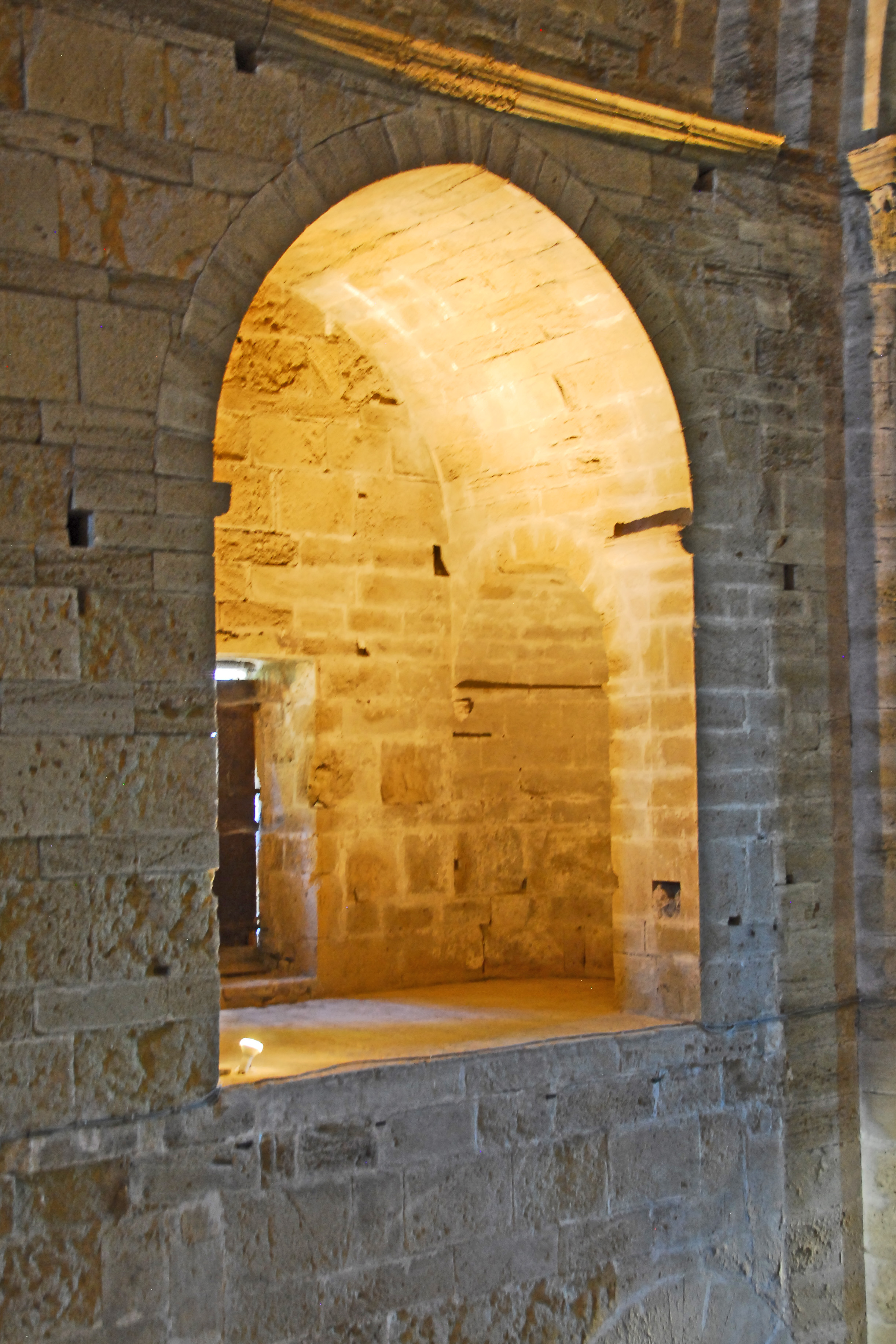
Nördl. Hochkapelle

Durch die geringe Höhenlage und seine große Tiefe wirkt das Emporengewölbe für den eintretenden Besucher sehr erdrückend. Die majestätische Ausdehnung des Gebäudes erschließt sich erst mit dem Durchgang in das dritte Joch des Hauptschiffs. Die östliche Frontseite der Empore ist im Bereich der Brüstung und den beidseitigen Bogenzwickeln glatt geschlossen. Die Oberseite der Brüstung ist mit leicht auskragenden Steinplatten abgedeckt. Die östliche Bogenkante weist einen doppelten Keilsteinbogen mit leichtem Rückversatz auf.

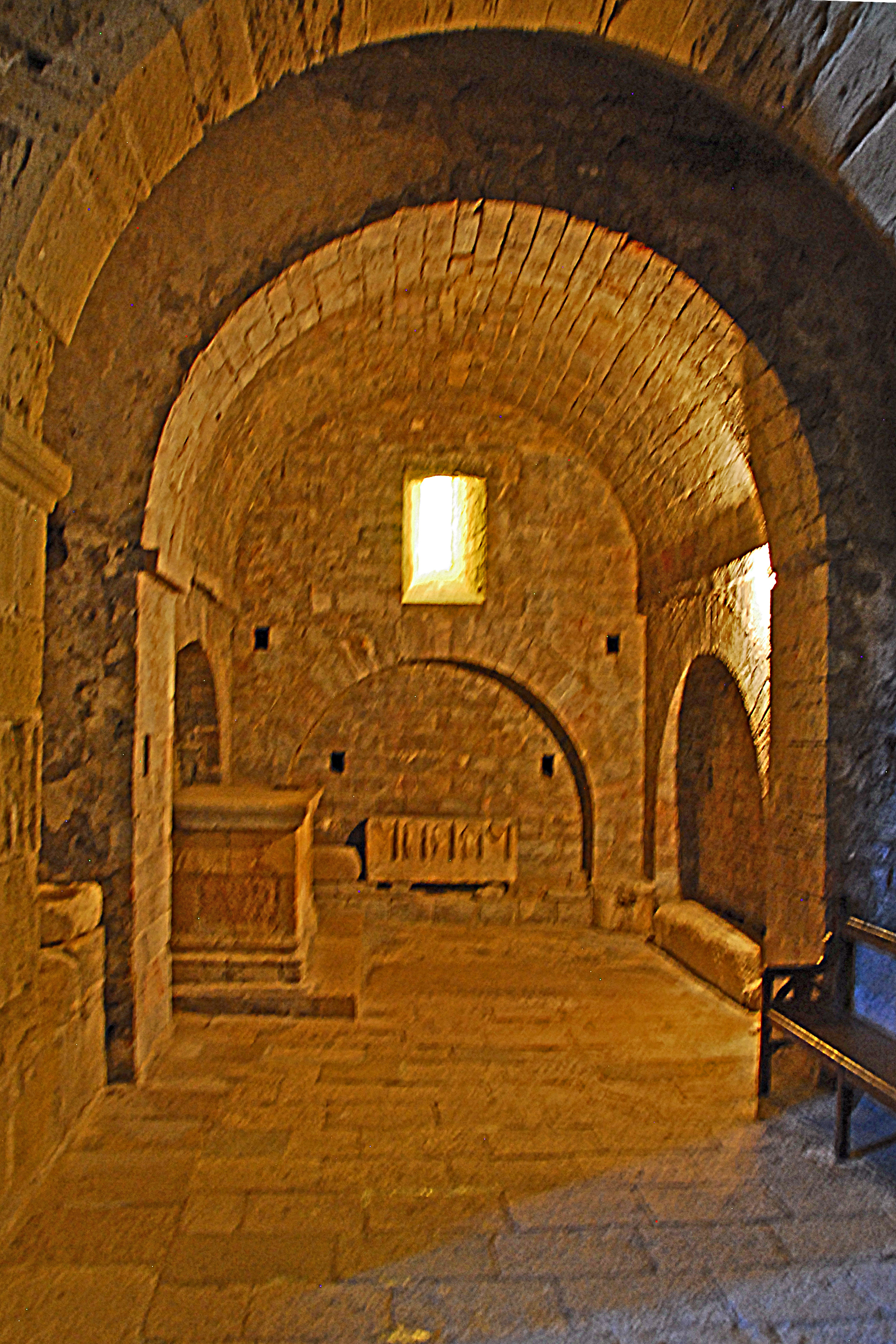
St-Augustin-Kapelle

In den Wänden dieses Jochs ist im Obergeschoss jeweils eine rundbogige Arkadenöffnung ausgespart die sich in eine Nische mit gleichem Umriss öffnet, deren Tiefe mit gut zwei Metern fast die ganze Wanddicke erreicht. Ihre Gewölbeansätze sind mit einem Kraggesimsprofil markiert. Der waagerechte Nischenboden liegt etwa einen halben Meter unter der Brüstungsoberkante der Empore und weist schiffseitig keine Brüstung auf. Von der Empore aus kann man diese Nischen einsehen. In den Quellen werden sie als „winzige Hochkapellen“ bezeichnet. Die nördliche besitzt in der Nordwand eine rechteckige Türöffnung, über die sie aus dem Obergeschoss des ehemaligen Kreuzgangs erreicht werden konnte. In ihrer Ostwand öffnet sich unmittelbar neben der Nordwand eine zweite Öffnung, rundbogig und deutlich höher als die Zugangstür. Es handelt sich dabei vermutlich um einen Verbindungsgang in das Obergeschoss des Turms über dem nördlichen Querhausarm. In der Ostwand der südlichen Hochkapelle öffnet sich ebenfalls ein solcher rundbogiger Durchlass, allerdings in geringerer Höhe. Eine Quelle erwähnt für diese einen Zugang aus der Saint-Michel-Kapelle im Obergeschoss des alten Saint-Augustin-Turms. Ein solcher ist aber von der Tribüne aus nicht zu erkennen. Es gibt auch keine Auskünfte über einen vertikalen Zugang zum Obergeschoss der beiden südlichen Türme und damit auch zu dieser Kapelle. Im Grundriss erkennt man zwischen diesen Türmen eine umfangreiche Mauerwerksmasse, in der man sich einen solchen Treppenaufgang vorstellen kann, der dann auch zu dem vorgenannten Durchlass Verbindung hat.
Mit den Hochkapellen verfügten die Domherren über mehrere Oratorien in Höhe des oberen Kreuzgangs und der Empore, die zumindest teilweise ohne Überwindung von Geschosstreppen erreichbar waren.

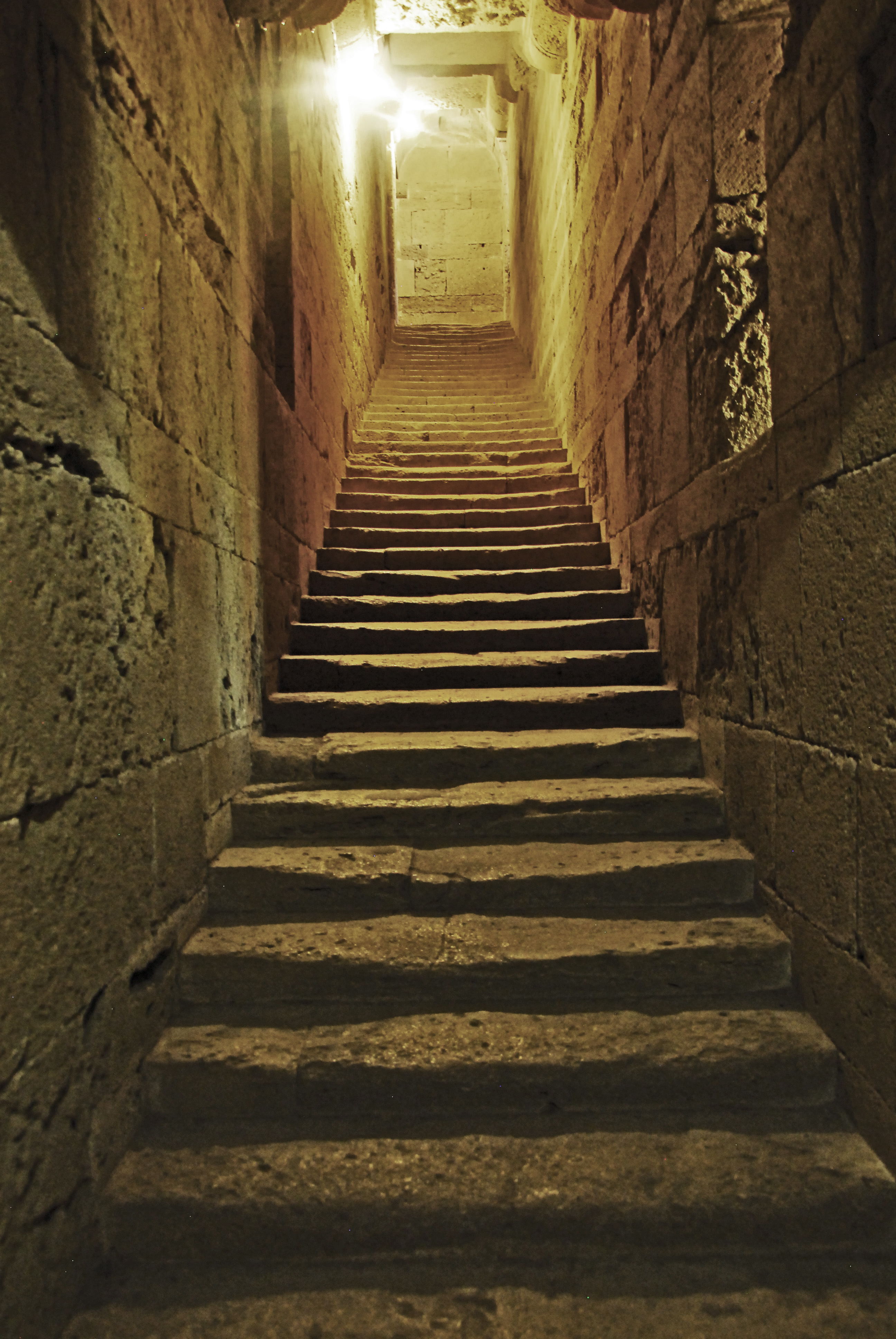
Geschosstreppe aufwärts

Im Erdgeschoss des dritten Jochs öffnet sich in der Südwand eine große dreistufige Arkade mit scharfkantigen Rückversätzen auf beiden Wandseiten. Die äußere Arkadenstufe ist so breit, wie die darüber befindliche Öffnung der Hochkapelle. Unmittelbar dahinter öffnet sich eine weitere Arkade, in Dimension der inneren Arkadenstufe der Südwand, in die im Grundriss quadratische Saint-Augustin-Kapelle, über der sich einst der gleichnamige Turm erhob. Sie ist das einzige Zeugnis der von Bischof Armaud im 11. Jahrhundert erbauten romanischen Kathedrale. Die in kleinformatigem Verband aus „kaltem Stein“ gemauerte, niedrige, dunkle und feuchte Kapelle, die wahrscheinlich den südlichen Kreuzarm der Arnaud’schen Vorgängerkathedrale bildete, wird von einem quer zum Schiff ausgerichteten Tonnengewölbe überdeckt, das auf den ehemals freien Seiten auf großen halbkreisförmigen Entlastungsbögen ruht. Die Gewölbe- und Bogenansätze kantigen, teils auch profilierten Kraggesimsen markiert. Auf der Südseite tritt die Wandoberfläche über der Gesimshöhe etwas zurück. In der östlichen Bogennische steht auf einem einstufigen Sockel ein Altar aus einem gemauerten Sockel mit profilierter Basis und einer monolithischen Steinplatte, deren Seiten nach innen abgeschrägt sind. In der südlichen Bogennische steht auf einem wandbündigen kaum höheren Sockel ein kräftiger Marmorblock, mit den Resten eines Hochreliefs von drei stehenden Personen. In der westlichen Bogennische liegt unmittelbar auf dem Boden ein über die ganze Nische reichender im Querschnitt quadratischer Monolith mit abgerundeten Kanten. Auf einem Widerlager der höheren Arkadenbögen ist in schöner romanischer Schrift die Grabinschrift von Aribert (vielleicht auch Albert) zu lesen, einem Bischof von Avignon, der Anfang des 12. Jahrhunderts in Maguelone verstorben ist.
Im Obergeschoss befand sich die heute verfallene Saint-Michel-Kapelle, die einen Altar aus weißem Marmor beherbergt, mit dem Wappen des Bischofs Jean de Bonald (1471 oder 1472–1487), dessen Grab im Querschiff zu sehen ist. Eine darüber angebrachte Platte trägt die rekonstituierte Grabinschrift des großen Bischofs Arnaud I. (1030–1060), deren lateinischer Text wie folgt übersetzt wurde:

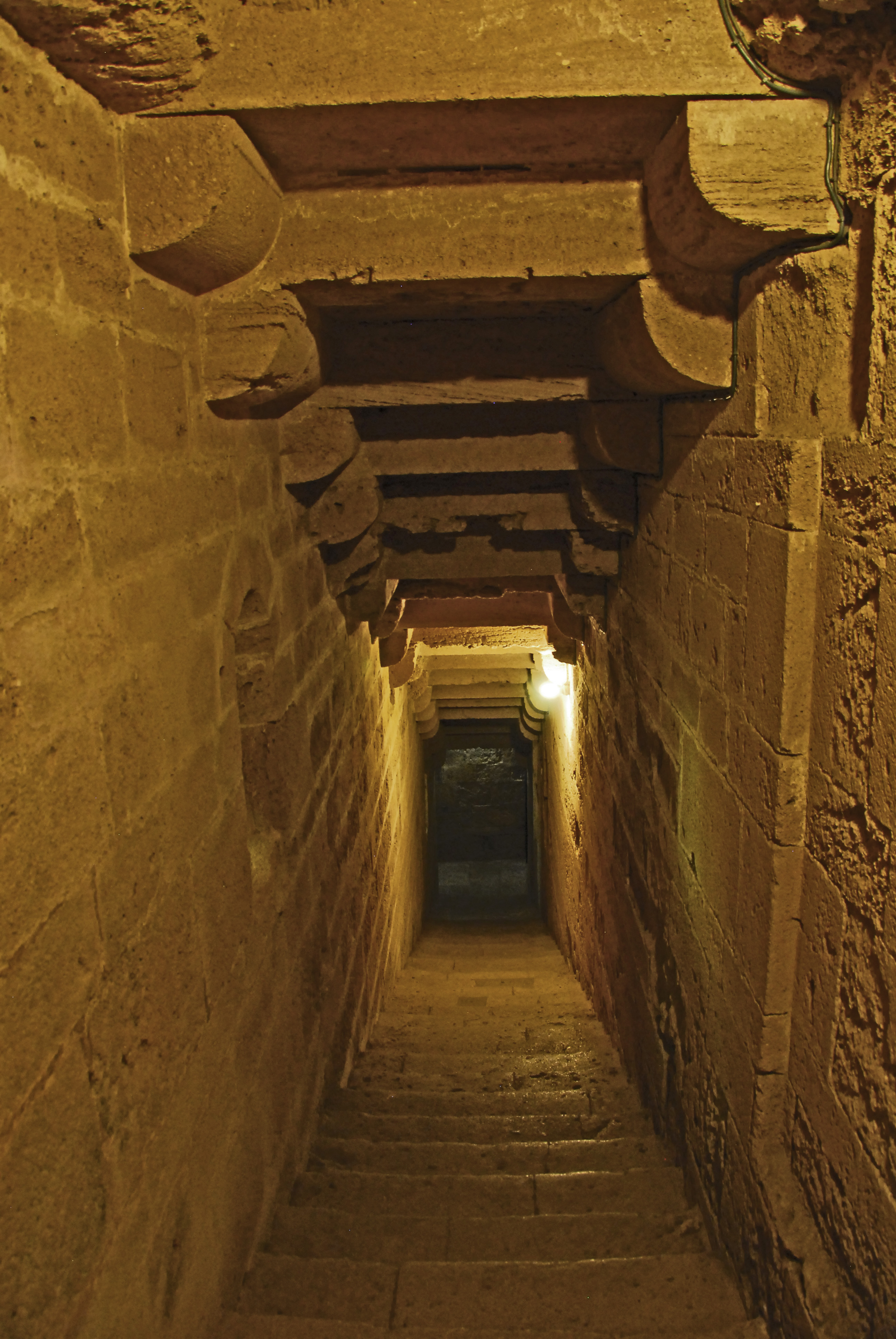
Geschosstreppe abwärts

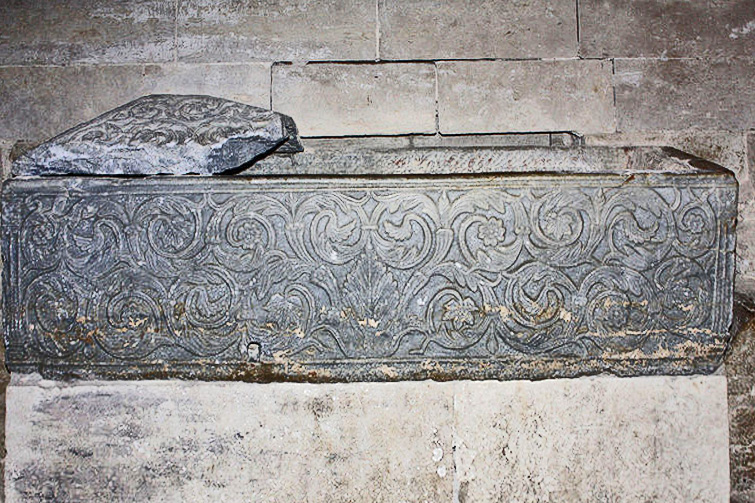
Sarkophag im Mausoleum

„Hier ruht Arnaud, Vater und Erbauer dieser Kirche in den dreißig Jahren seines Episkopats. Er starb in Villeneuve bei der Rückkehr von einer Pilgerfahrt nach Jerusalem. Er wurde hierher gebracht und zunächst unten an der Treppe vor der Tür zum Kreuzgang aufgebahrt. Bischof Godefroy*, der eine Erscheinung hatte, ließ ihn hier an würdigerer Stelle begraben“. *= (auch Geoffroi, 1080–1104)

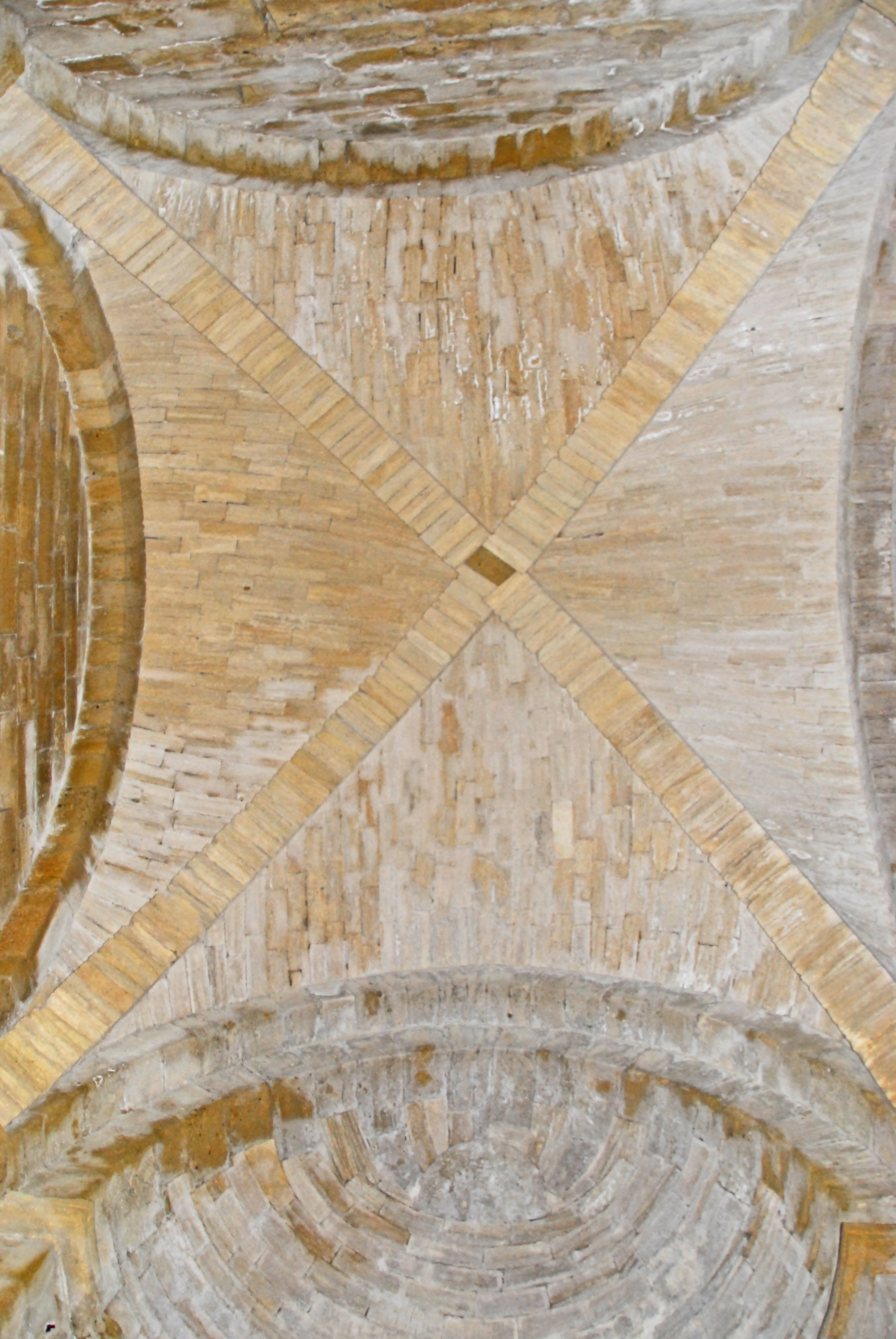
Gewölbe Querschiffarme

In der Nordwand des dritten Jochs ist ganz rechts eine rechteckige Türöffnung ausgespart, die einst in das Erdgeschoss des Kreuzgangs führte und über die man heute noch zu der innerhalb der Nordwand seitwärts aufsteigenden einläufigen, geraden Geschosstreppe gelangt. Die monumentale, für die damaligen Verhältnisse breit angelegte Treppe weist ein bequemes, geringes Steigungsverhältnis mit recht breiten Trittstufen auf, deren Abnutzung von einem starken Gebrauch zeugt. Die Oberseite des langen Treppenraumes wird von quer verlaufenden langen Steinplatten abgedeckt, die wie beim eigentlichen Treppenlauf untereinander abgestuft sind und auf jeder Seite auf ausgerundeten Konsolsteinen aufliegen und somit beim Hoch- und Hinuntersteigen optisch wirkungsvolle Perspektiven eröffnen. Oben führen zwei gleichförmige rechteckige Türen zur Empore und gegenüber zum Obergeschoss des heute nicht mehr existierenden Kreuzgangs.

#### Querschiff und Gräber

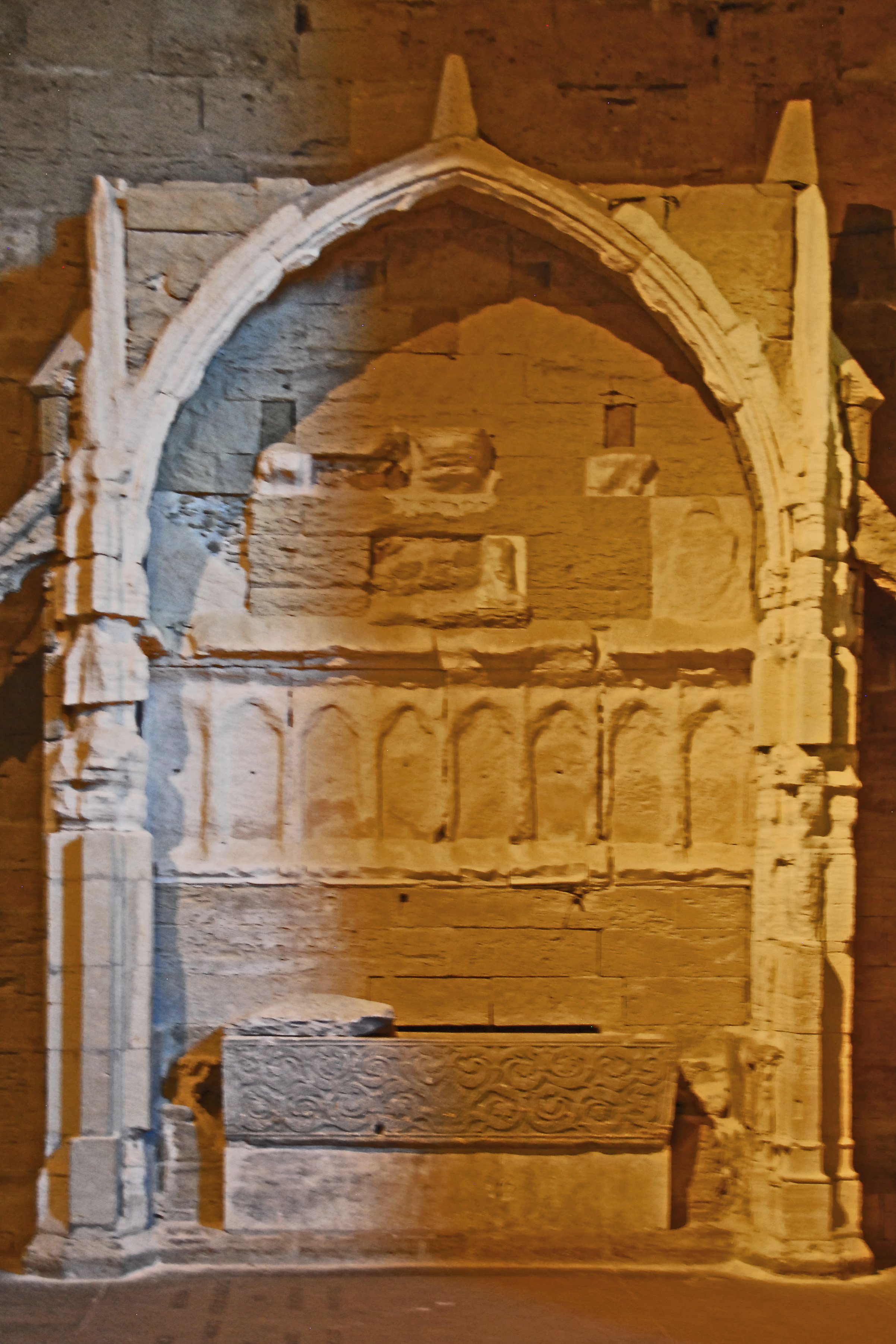
Mausoleum im Nordkreuz

Das zusammen mit den drei Apsiden zu Beginn des 12. Jahrhunderts durch Bischof Galtier begonnene und um 1150 durch seinen Nachfolger Godefroy fertiggestellte Querschiff lässt durch kleine Unterschiede die frühere Ausführung gegenüber dem Hauptschiff erkennen, so etwa den mittelformatigen Mauerverband, die kaum angedeutete Anspitzung der Bögen, die kaum geringere Gewölbehöhe und der rudimentäre Kapitellschmuck.
Es besitzt ein weiträumiges im Grundriss rechteckiges Joch mit einem leicht angespitzten Tonnengewölbe mit einem dem Hauptschiff nahezu gleichen Aufriss. In seinen Seitenwänden öffnen sich unterhalb der Gewölbeansätze fast rundbogige Arkaden in die im Grundriss leicht rechteckigen Kapellen der Querschiffarme: im Süden die Chapelle Saint-Marie, auch Südkreuz genannt, und im Norden die Chapelle du Saint-Sépulcre (Kapelle des Heiligen Grabes), auch Nordkreuz genannt. Die Arkaden werden von doppelten, beidseitig zurückgestuften Keilsteinbögen überdeckt, die auf Halbsäulen stehen, die mit pflanzlich skulptierten Kapitellen, profilierten Kämpferplatten und Basen auf kantigen Plinthen ausgerüstet sind.
Das Nordkreuz wird von einer eigentümlichen, solide gemauerten Wölbung überdeckt und beruht auf urtümlichen Kreuzrippen, mit dicken im Querschnitt rechteckigen Bögen, die sich ohne Schlussstein kreuzen, die auf ausgesparten oder mit Kämpfern versehenen Eckpfeilern stehen. Diese Konstruktion stammt aus der Anfangsphase der südländischen Romanik, die den Bau der Kreuzgratgewölbe verbessern sollte, war in der lombardischen Baukunst den Krypten vorbehalten. Sie findet hier eine frühe und meisterliche Anwendung auf größeren Flächen. Die Saint-Pancrace-Kapelle im Obergeschoss, die vom Schiff aus nicht einzusehen ist, weist den gleichen Gewölbetyp auf.

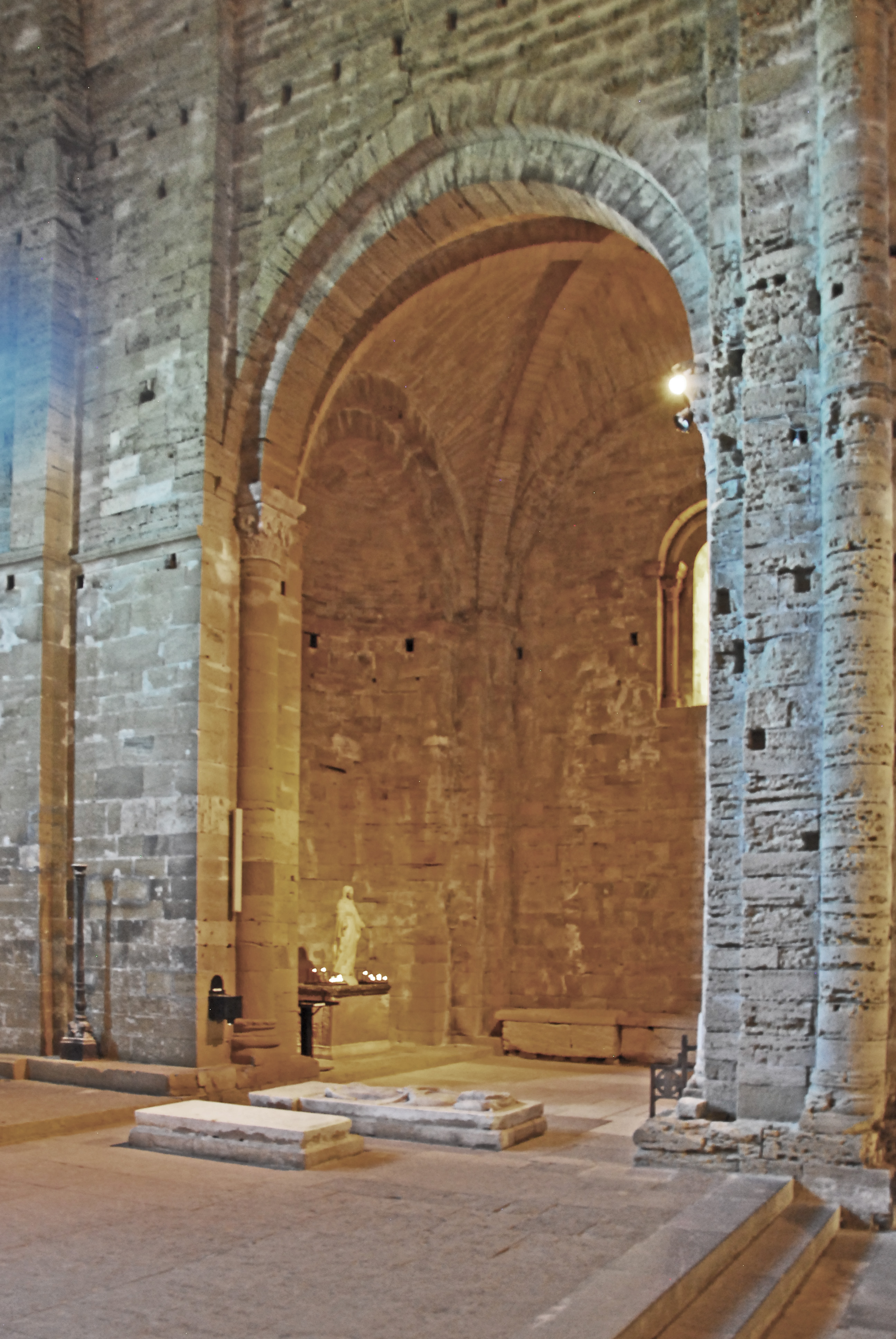
Arkade zum Südkreuz

In der außenseitig flachen Ostwand ist eine im Grundriss halbkreisförmige Apsis eingelassen. Der Aufriss ihrer Eingangarkade übernimmt den leicht angespitzten Schildbogen des Kapellengewölbes. Das Apsisgewölbe ist eine Halbkuppelkalotte, deren Ansatz von einem schlichten Gesims markiert wird. In der Apsisachse ist kurz unter dem Gewölbeansatz ein kleines rundbogiges Fenster ausgespart, dessen Gewände nach innen aufgeweitet ist.
Im Hintergrund des nördlichen Querschiffarms erhebt sich ein großes gotisches Mausoleum mit einem Baldachin des Kardinals von Canillac, ein ehemaliger Propst von Maguelone, der 1373 in Avignon gestorben ist. Er war verwandt mit Papst Clemens VI., wurde zum Erzbischof von Toulouse befördert und war Wohltäter des Bistums, in dem er die Stiftskirche Sainte-Trinité gründete, auf Maguelone. Sein stark beschädigtes Grabmal aus Kreidekalk birgt jetzt einen Sarkophag aus einem in der westgotischen Epoche (6. – 7. Jahrhundert) behauenen grauen Marmor. Er wurde im 20. Jahrhundert gefunden und willkürlich mit dem Namen „Grab der schönen Maguelonne“ bedacht, der sagenhaften Heldin eines höfischen Romans: Er ist mit verschlungenem Laubwerk dekoriert, bei dem sich in antikisierender Weise Akanthus- und Rebenblätter mischen.

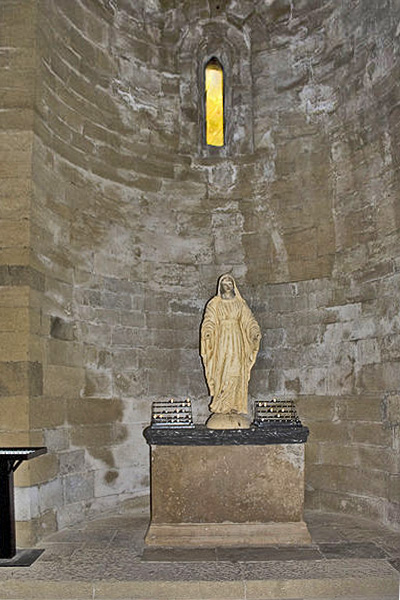
Kapellenapsis Ste-Marie

Das Südkreuz entspricht in seinen architektonischen Elementen dem zeitgleich erbauten (um 1130) Nordkreuz. Es stand durch eine hohe „Tür der Toten“, die in seinem südwestlichen Winkel ausgespart war, mit dem Friedhof in Verbindung. Um das stark versehrte Mausoleum des Bischofs Pierre Adhémar (1405 oder 1408–1415) herum wurden einige Steinsarkophage aus dem Spätmittelalter sowie Grabsteine von Domherren zusammengetragen. Am Fuß des romanischen Altars, in schwarzem Marmor, mit dem auch die Nebenapsis geschmückt ist, ruht der Retter der Kathedrale, Frédéric Fabrège (gestorben 1915). Im Obergeschoss des Sainte-Marie-Turm befand sich eine heute zerstörte Kapelle.
Liegende Figuren
Unter den zahlreichen heute überwiegend anonymen Grabstätten auf dem Boden des Querschiffs fallen vier Bischofsreliefs aus weißem Marmor mit Darstellung der Verstorbenen auf einem Schaubett besonders auf. Es sind nacheinander von Norden nach Süden:
1. Antoine de Subjet, Bischof von Montpellier (1573–1596), dargestellt im Flachrelief, mit Cappa, überkreuzten Händen und langem Vollbart.
2. Izarn Barrière (1488–1498), bekannt geworden als Neuorganisator der Universität. Sein Hochrelief hebt sich ab aus einer Nische in Renaissance-Architektur.
3. Jean de Bonald (1472–1487), Gelehrter und Humanist, er vermachte dem Kapitel seine Bibliothek. Elegantes *Flachgrab in gotischem Stil, in sehr reiner Linienführung, einfach in den weißen Marmot graviert.
4. Guitard de Ratte (1596–1602), der letzte in der Kathedrale bestattete Bischof. Sein plumpes, betont realistisches Bildnis (Kleidung, Stab, Kissen) deutet das Ende einer Epoche an.

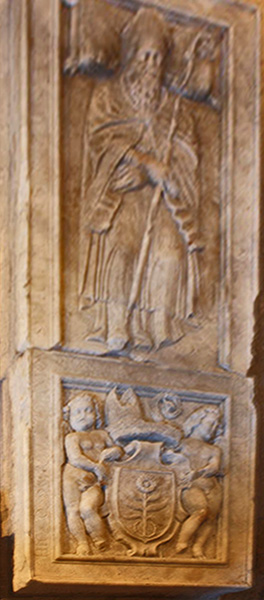
Grabplatte, Antoine de Subjet
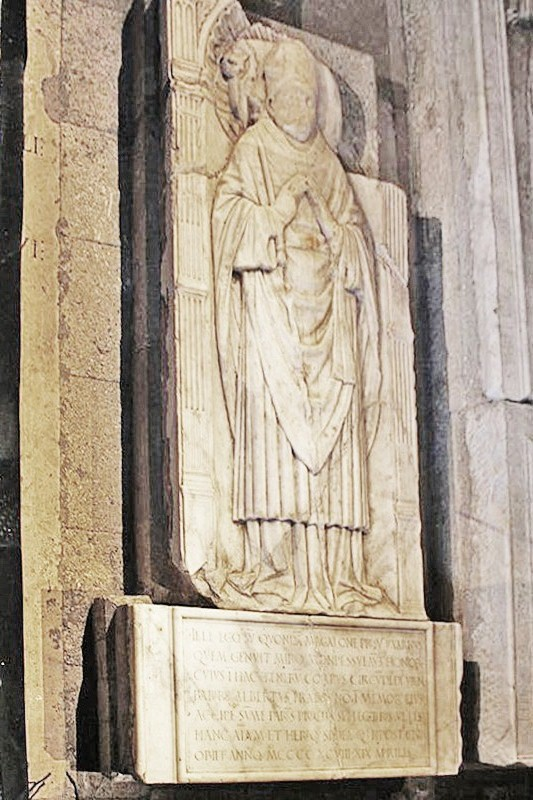
Grabplatte Izarn Barrière
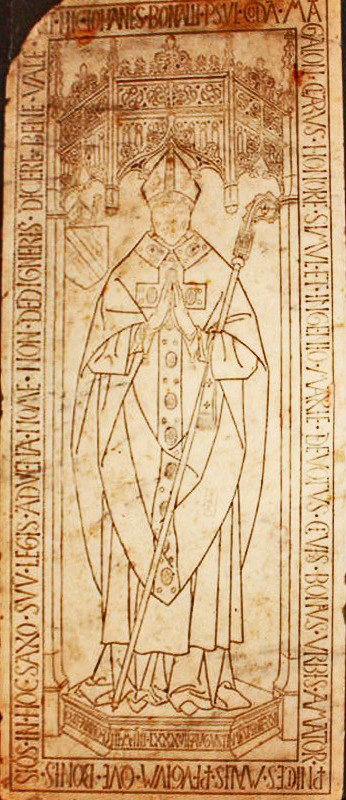
Grabplatte Jean de Bonald
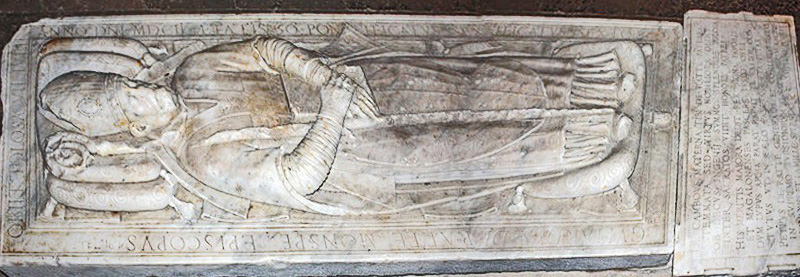
Grabplatte Guitard de Ratte

#### Chor
Der Chor besteht aus einem sehr schmalen Chorjoch auf einem lang gestreckten rechteckigen Grundriss, an den sich der halbkreisförmige Grundriss der Chorapsis anschließt, im Gegensatz zum äußeren polygonalen Umriss.
Der Aufriss des Chorjochs ist etwas schmaler und niedriger als der des Querhausjochs, der fast dem des Hauptschiffs gleicht. Die Breite des seitlich parallel verlaufenden Wandversprungs nimmt oberhalb des Bogenansatzes zum Scheitel hin stetig etwas zu. Der Aufriss der Chorapsis ist wiederum etwas schmaler und niedriger als der des Chorjochs. Der Breite des Oberflächenversprungs geht es ähnlich der vorherigen. Nur beschreibt der innere Bogenverlauf einen Halbkreis ohne Anspitzung. Die Wölbung der Apsis ist eine Halbkuppelkalotte.
Der zu Beginn des 12. Jahrhunderts zusammen mit dem Querschiff errichtete Chor trägt noch die Spuren der Dekorationselemente der früheren romanischen Architektur. Oberhalb der die Chorapsis gänzlich umschließenden steinernen Sitzbank der Presbyter, Erbe der frühchristlichen Tradition, erhebt sich ein Sockel etwa bis in halber Höhe der Apsiswand, und wird dort von einem schlichten Kraggesims waagerecht abgeschlossen.
In der Achse der Apsis sind kurz über der Sitzbank die Spuren des ehemaligen Bischofsthrons zu erkennen.
Der Gewölbeansatz der Kalotte wird durch einen Zahnfries markiert, der eine auf dem Sockel aufstehende Arkatur oberseitig abschließt. Dreizehn kleine Rundbögen stehen auf zwölf schlanken und ungewöhnlich hohen Säulchen, die mit skulptierten Kapitellen, profilierten Kämpfern und Basen ausgestattet sind.
In diese Arkatur fügen sich drei mittelgroße rundbogige Fenster ein, die auf dem Sockel aufstehen, deren Breite jeweils einer Arkade entspricht. Die Fenster werden von je drei Arkaden getrennt. Die Gewände der Fenster sind seitlich und oben nach innen aufgeweitet und ihre Kanten sind durch Rückversätze aufgelöst, in die Archivolten eingestellt sind, mit Bögen aus Rundstäben auf Säulchen, die etwas dicker sind und ausgestattet wie bei der Arkatur. Unmittelbar über den Archivoltenbögen der Fenster enden jeweils zwei Säulchen der Arkatur.
Diese leicht schlichte Dekoration erinnert an die „lombardischen Bänder“, die in der frühromanischen Architektur in Südeuropa oft die Außenseiten von Apsiden gliedern.
Der von Frédéric Fabrège im Chorjoch wieder aufgestellte Hauptaltar besitzt eine einfache Steinplatte mit Zierleiste, ist zweifellos nicht älter als 400 Jahre. Er steht anstelle des Altars, der 1163 von Papst Alexander III. geweiht worden ist. Durch ein Privileg der romanischen Basiliken war er früher mit den oft zitierten flabella (singular flabellum) geschmückt, eine Art Fächer aus Pfauenfedern, als Symbol für die Zugehörigkeit zum Heiligen Stuhl und der apostolischen Wachsamkeit.

Chorapsis, Grafik 19. Jh.
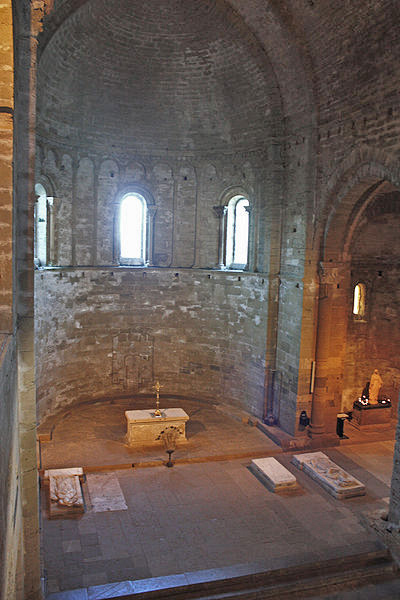
Chor von Empore
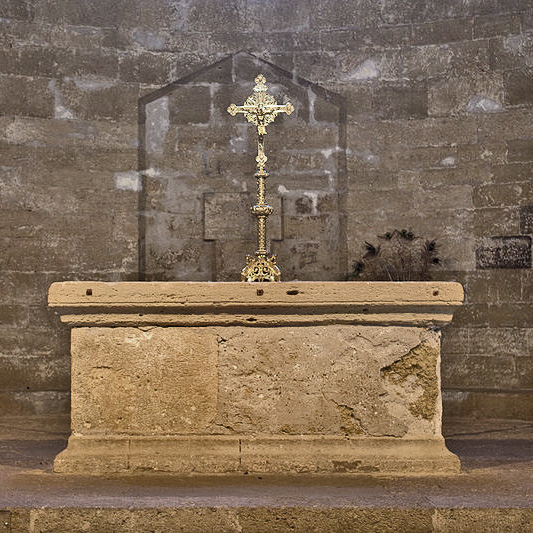
Hauptaltar im Chorjoch
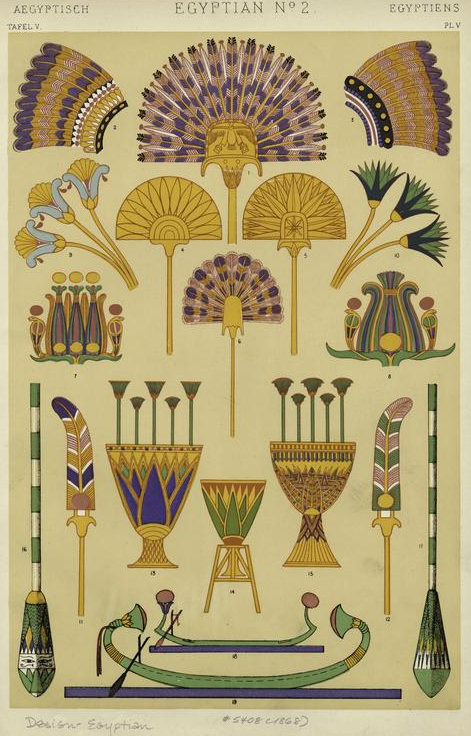
Alte ägyptische flabella (Mitte oben) und Lotus-Motive, 1868